# Lịch sử Cuba
Lịch sử Cuba được đặc trưng bởi sự phụ thuộc vào các cường quốc bên ngoài như Tây Ban Nha, Hoa Kỳ và Liên Xô. Đảo Cuba là nơi sinh sống của nhiều nền văn hóa Châu Mỹ trước khi nhà thám hiểm người Genova Cristoforo Colombo đến đây vào năm 1492. Sau khi ông đến trong một chuyến thám hiểm của Tây Ban Nha, Tây Ban Nha đã chinh phục Cuba và bổ nhiệm Thống đốc người Tây Ban Nha cai trị tại La Habana. Các nhà cai trị ở Cuba phải tuân theo Phó vương Tân Tây Ban Nha và chính quyền ở Hispaniola, nơi ngày nay là nước cộng hòa Dominica. Vào năm 1762–1763, La Habana bị Vương quốc Anh chiếm đóng một thời gian ngắn trước khi được trả lại cho Tây Ban Nha để đổi lấy Florida. Một loạt cuộc nổi dậy trong thế kỷ XIX đã không thể chấm dứt sự thống trị của Tây Ban Nha và cướp đi sinh mạng của hàng trăm nghìn người Cuba. Tuy nhiên, Chiến tranh Tây Ban Nha-Mỹ dẫn đến việc người Tây Ban Nha phải rút khỏi hòn đảo vào năm 1898 và kéo theo sự cai trị của quân đội Hoa Kỳ ba năm rưỡi sau đó, Cuba giành được độc lập chính thức vào năm 1902.
Trong những năm sau khi giành độc lập, Cộng hòa Cuba đã chứng kiến sự phát triển kinh tế đáng kể nhưng cũng có tham nhũng chính trị và sự kế thừa của các nhà lãnh đạo chuyên chế mà đỉnh điểm là sự lật đổ nhà độc tài Fulgencio Batista của Phong trào 26 tháng 7 do Fidel Castro, Che Guevara và Raúl Castro lãnh đạo trong cuộc Cách mạng Cuba 1953–1959. Chính phủ mới liên kết với Liên Xô và chấp nhận chủ nghĩa cộng sản. Một lượng lớn khí tài quân sự tiên tiến của Liên Xô bao gồm cả các khẩu đội tên lửa đất đối không đổ về hòn đảo. Vào tháng 10 năm 1962, Khủng hoảng tên lửa Cuba đã xảy ra. Cuba chính thức vô thần từ năm 1962 đến năm 1992. Sau khi Khối Warszawa tấn công Tiệp Khắc (1968), Fidel Castro đã công khai tuyên bố ủng hộ Cuba. Bài phát biểu của Castro đánh dấu sự khởi đầu của việc Cuba hoàn toàn gia nhập Khối phía Đông. Vào giữa những năm 1970, hệ thống chính trị hoặc kinh tế của Cuba sẽ còn lại rất ít. Trong Chiến tranh Lạnh, Cuba cũng ủng hộ chính sách của Liên Xô ở Afghanistan, Ba Lan, Angola, Ethiopia, Nicaragua và El Salvador. Liên Xô-Cuba can thiệp vào Angola đã góp phần vào sự sụp đổ của chế độ Apartheid ở Nam Phi.
Kinh tế Cuba cực kỳ yếu kém và được hỗ trợ hoàn toàn nhờ trợ cấp của Liên Xô. Với việc Liên Xô tan rã vào năm 1991, trợ cấp không còn và Cuba rơi vào khủng hoảng kinh tế nghiêm trọng được gọi là Thời kỳ đặc biệt kết thúc vào năm 2000 khi Venezuela bắt đầu cung cấp dầu trợ cấp cho Cuba. Năm 2019, Miguel Diaz-Canel được Quốc hội bầu làm Chủ tịch nước Cuba. Quốc gia này đã bị Hoa Kỳ cô lập về chính trị và kinh tế kể từ sau Cách mạng nhưng đã dần dần tiếp cận được với thương mại và du lịch nước ngoài khi nỗ lực bình thường hóa quan hệ ngoại giao có tiến triển. Cải cách kinh tế trong nước cũng đang bắt đầu hiện đại hóa nền kinh tế xã hội chủ nghĩa của Cuba.

## Trước khi Colombo đến

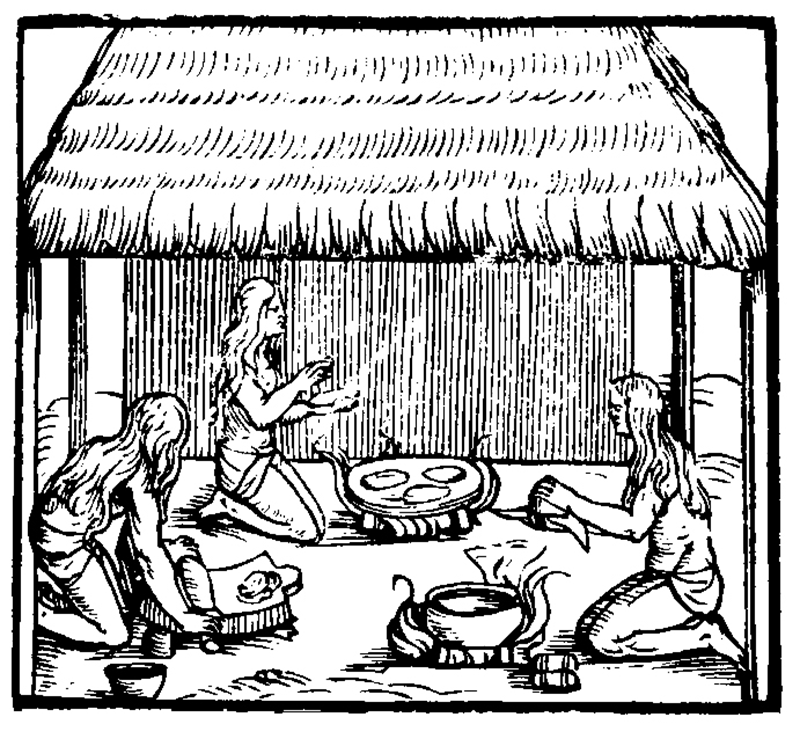
Phụ nữ Taíno chuẩn bị bánh mì cassava

Những cư dân con người được biết đến sớm nhất của Cuba đã định cư hòn đảo vào thiên niên kỷ 4 TCN. Địa điểm khảo cổ cổ nhất được biết đến ở Cuba là Levisa có niên đại khoảng năm 3100 TCN. Sự phân bố rộng rãi hơn của các di chỉ có từ sau năm 2000 TCN, trong đó đáng chú ý nhất là các nền văn hóa Cayo Redondo và Guayabo Blanco ở miền tây Cuba. Các nền văn hóa đồ đá mới này đã sử dụng đá mài, vỏ sò và đồ trang trí, bao gồm cả  gladiolitos  giống như dao găm, được cho là dùng cho các nghi lễ. Các nền văn hóa Cayo Redondo và Guayabo Blanco sống tự cung tự cấp dựa trên câu cá, săn bắn và thu thập thực vật hoang dã.
Trước khi Colombo đến,  người Guanajatabey bản địa đã sinh sống ở Cuba trong nhiều thế kỷ. Họ đã bị đẩy đến vùng viễn tây của hòn đảo bởi sự xuất hiện của những làn sóng người di cư đến sau đó như Taíno và Ciboney. Những người này đã di cư lên phía bắc dọc theo chuỗi đảo Caribe.
Taíno và Siboney là một phần của một nhóm văn hóa thường được gọi là Arawak, những người sinh sống ở các vùng đông bắc Nam Mỹ trước khi người châu Âu đến. Ban đầu, họ định cư ở đầu phía đông Cuba và sau đó mở rộng về phía tây trên khắp hòn đảo. Giáo sĩ và nhà văn người Tây Ban Nha Dòng Anh Em Giảng Thuyết Bartolomé de las Casas ước tính rằng dân số người Taíno của Cuba đã lên tới 350.000 người vào cuối thế kỷ XV. Người Taíno trồng củ yuca, thu hoạch và nướng để sản xuất bánh mì cassava. Họ cũng trồng bông và thuốc lá và ăn ngô và khoai lang. Theo Lịch sử người da đỏ, họ có "mọi thứ họ cần để sống; họ có nhiều loại cây trồng được canh tác tốt".

## Cuộc chinh phục của Tây Ban Nha và thuộc địa hóa thời kỳ đầu

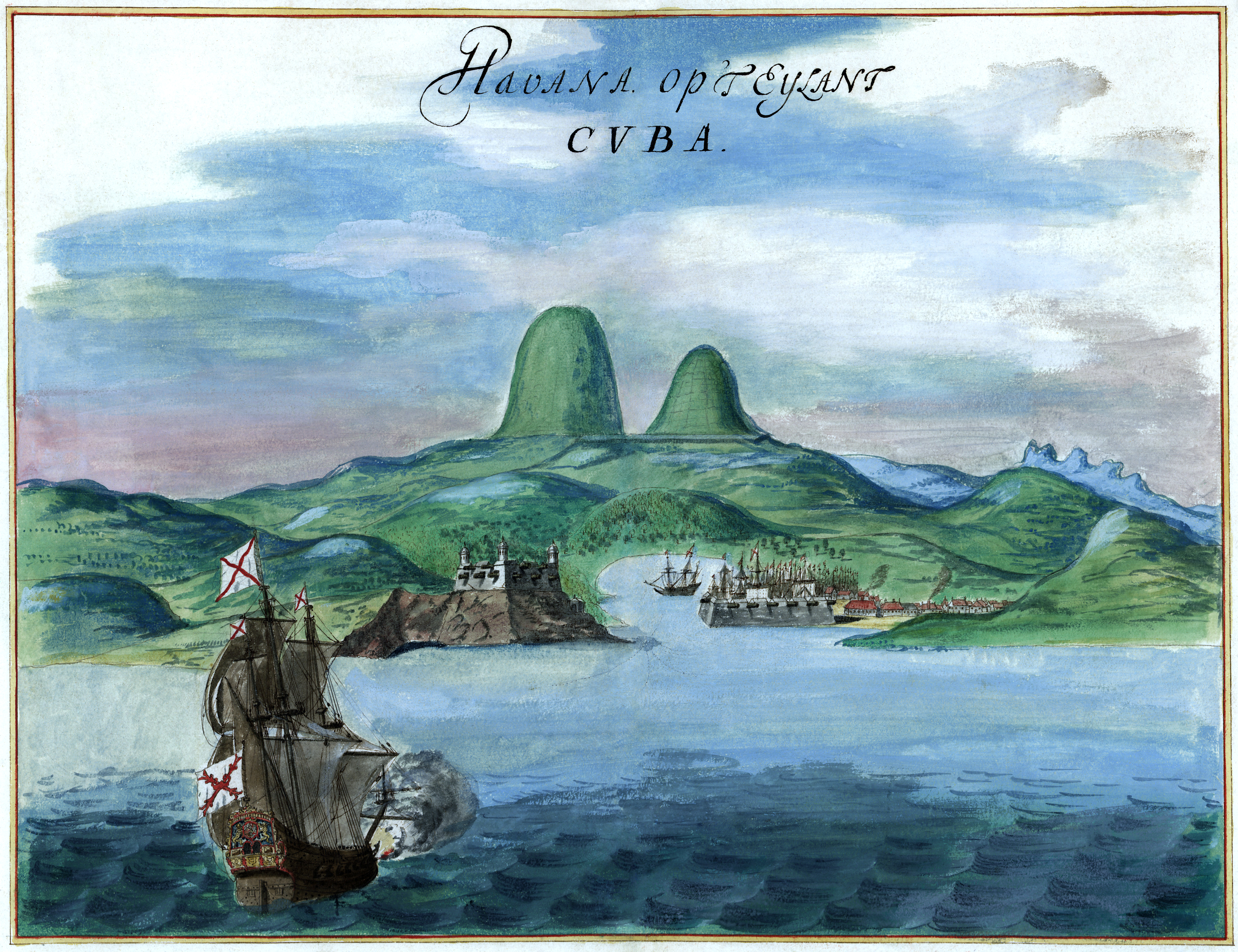
Một bức tranh màu nước về Vịnh La Habana,k. 1639

Trong chuyến đi đầu tiên đến châu Mỹ do Tây Ban Nha tài trợ vào năm 1492, Cristoforo Colombo đã đi thuyền về phía nam từ Bahamas để khám phá bờ biển phía đông bắc Cuba và bờ biển phía bắc Hispaniola. Colombo vốn đang tìm đường đến Ấn Độ, tin rằng hòn đảo này là một bán đảo của châu Á lục địa. Lần đầu tiên một con tàu Tây Ban Nha đến gần đảo là vào ngày 27 tháng 10 năm 1492 có lẽ là tại Bariay, tỉnh Holguín ở điểm phía đông hòn đảo.
Trong chuyến hành trình thứ hai vào năm 1494, Colombo đi dọc theo bờ biển phía nam của hòn đảo và đổ bộ tại nhiều vịnh nhỏ khác nhau bao gồm cả nơi mà sau này trở thành vịnh Guantánamo. Với sắc lệnh của Giáo Hoàng 1493, Giáo hoàng Alexanđê VI đã chỉ huy Tây Ban Nha chinh phục, thuộc địa hóa và cải đạo những kẻ ngoại giáo của Tân Thế giới sang Công giáo. Khi đến nơi, Colombo quan sát những ngôi nhà của người Taíno, mô tả chúng là "trông giống như những chiếc lều trong trại. Tất cả đều bằng cành cọ, được xây dựng rất đẹp".
Người Tây Ban Nha bắt đầu lập ra các khu định cư lâu dài trên đảo Hispaniola phía đông Cuba ngay sau khi Colombo đến Caribe. Tuy nhiên, bờ biển Cuba chưa được người châu Âu lập bản đồ đầy đủ cho đến khi Sebastián de Ocampo hoàn thành sứ mệnh này vào năm 1508. Năm 1511, Diego Velázquez de Cuéllar khởi hành từ Hispaniola để thành lập khu định cư đầu tiên của người Tây Ban Nha ở Cuba theo chỉ thị từ Tây Ban Nha là phải chinh phục hòn đảo. Khu định cư tọa lạc ở Baracoa. Những người định cư mới đã phải đối mặt với sự phản kháng gay gắt từ người Taíno bản địa. Ban đầu, người Taíno được lãnh đạo bởi  cacique  (thủ lĩnh) Hatuey đã đi khỏi Hispaniola để thoát khỏi sự cai trị tàn bạo của Tây Ban Nha trên hòn đảo đó. Sau một chiến dịch du kích kéo dài, Hatuey và các thủ lĩnh liên tiếp bị bắt và bị thiêu sống. Trong vòng ba năm, người Tây Ban Nha đã giành được quyền kiểm soát hòn đảo. Năm 1514, một khu định cư được thành lập tại nơi mà sau này trở thành La Habana.
Giáo sĩ Bartolomé de las Casas đã quan sát một số vụ thảm sát do quân xâm lược khởi xướng khi người Tây Ban Nha tràn qua hòn đảo, đặc biệt là vụ thảm sát người Caonao gần Camagüey. Theo lời kể của ông, khoảng ba nghìn dân làng đã đến Manzanillo để tiếp đón người Tây Ban Nha bằng bánh mì, cá và các loại thực phẩm khác và "không hề có ý khiêu khích nhưng lại bị giết thịt". Các nhóm dân bản địa sống sót chạy trốn lên núi hoặc các hòn đảo nhỏ xung quanh trước khi bị bắt và buộc phải chuyển đến các khu bảo tồn. Một khu bảo tồn như vậy là Guanabacoa, nay là vùng ngoại ô La Habana.

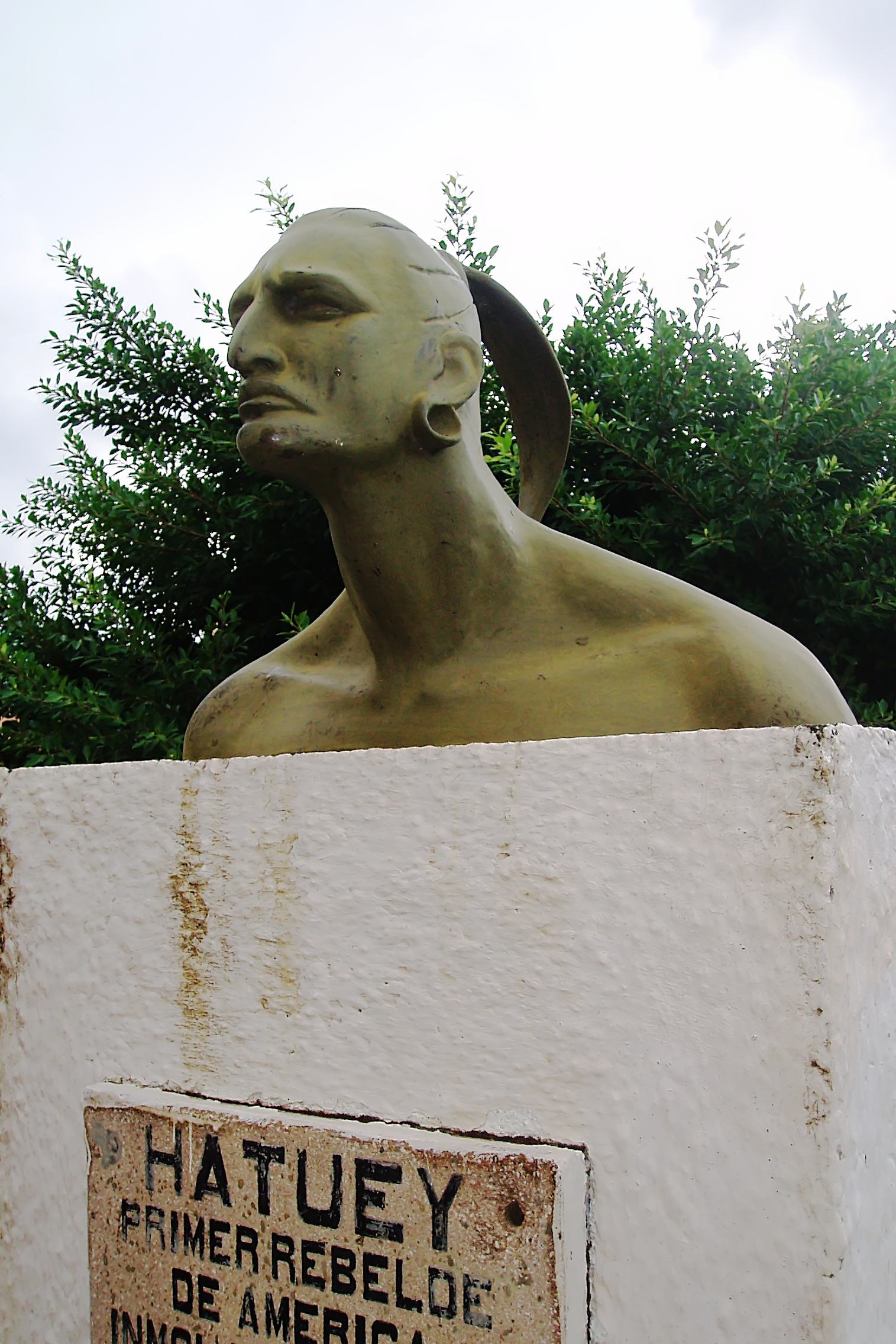
Đài tưởng niệm thủ lĩnh người Taíno Hatuey ở Baracoa, Cuba

Năm 1513, Fernando II của Aragon ban hành sắc lệnh thiết lập hệ thống thuộc địa  encomienda  thống nhất trên toàn châu Mỹ thuộc Tây Ban Nha. Thống đốc Cuba Velázquez chuyển từ Baracoa đến Santiago de Cuba và được giao nhiệm vụ phân chia cả đất đai và các dân tộc bản địa cho các nhóm trên khắp thuộc địa mới. Tuy nhiên, kế hoạch này đã không thành công vì người bản xứ hoặc không chống chọi nổi với các bệnh mang đến từ Tây Ban Nha như bệnh sởi và bệnh đậu mùa hoặc đơn giản là từ chối làm việc và chạy trốn vào núi. Việc thiếu hụt lao động đã làm khó các khu định cư nông nghiệp mới, các Conquistador phải tìm kiếm nô lệ từ các hòn đảo xung quanh và trên lục địa. Tuy nhiên, những người mới đến cũng lại theo chân những người bản địa bằng cách trốn vào vùng hoang dã hoặc chết vì bệnh tật.
Bất chấp mối quan hệ khó khăn giữa người bản xứ và thực dân châu Âu mới, vẫn có một số mối quan hệ hợp tác. Người Tây Ban Nha đã được người bản xứ chỉ cho cách trồng thuốc lá và tiêu thụ nó dưới dạng xì gà. Cũng có nhiều liên kết giữa thực dân Tây Ban Nha (phần lớn là nam giới) và phụ nữ bản địa. Các nghiên cứu thời hiện đại đã tiết lộ dấu vết của DNA biểu hiện các đặc điểm thể chất tương tự như các bộ lạc Amazon ở các cá nhân trên khắp Cuba, mặc dù nền văn hóa và văn minh của người dân bản địa đã bị phá hủy phần lớn sau năm 1550. Theo Luật mới của Tây Ban Nha năm 1552, người Cuba bản địa được giải phóng khỏi  encomienda  và bảy thị trấn dành cho người bản địa được thành lập. Có những gia đình hậu duệ người Cuba (người Taíno] bản địa ở một số nơi, chủ yếu ở miền đông Cuba. Cộng đồng bản địa tại Caridad de los Indios, Guantánamo là một trong những hạt nhân như vậy. Một hiệp hội các gia đình người bản địa ở Jiguani, gần Santiago cũng đang hoạt động. Cư dân bản địa địa phương cũng để lại dấu ấn của họ trên ngôn ngữ này, với khoảng 400 thuật ngữ và địa danh tiếng Taíno còn tồn tại cho đến ngày nay. Bản thân tên  Cuba ,  La Habana ,  Camagüey  và nhiều tên khác có nguồn gốc từ tiếng Taíno Cổ điển, các từ bản địa như  tobacco (thuốc lá) ,  hurricane (bão)  và  canoe  đã được chuyển sang tiếng Anh và được sử dụng đến ngày nay.

## Sự xuất hiện của nô lệ Châu Phi

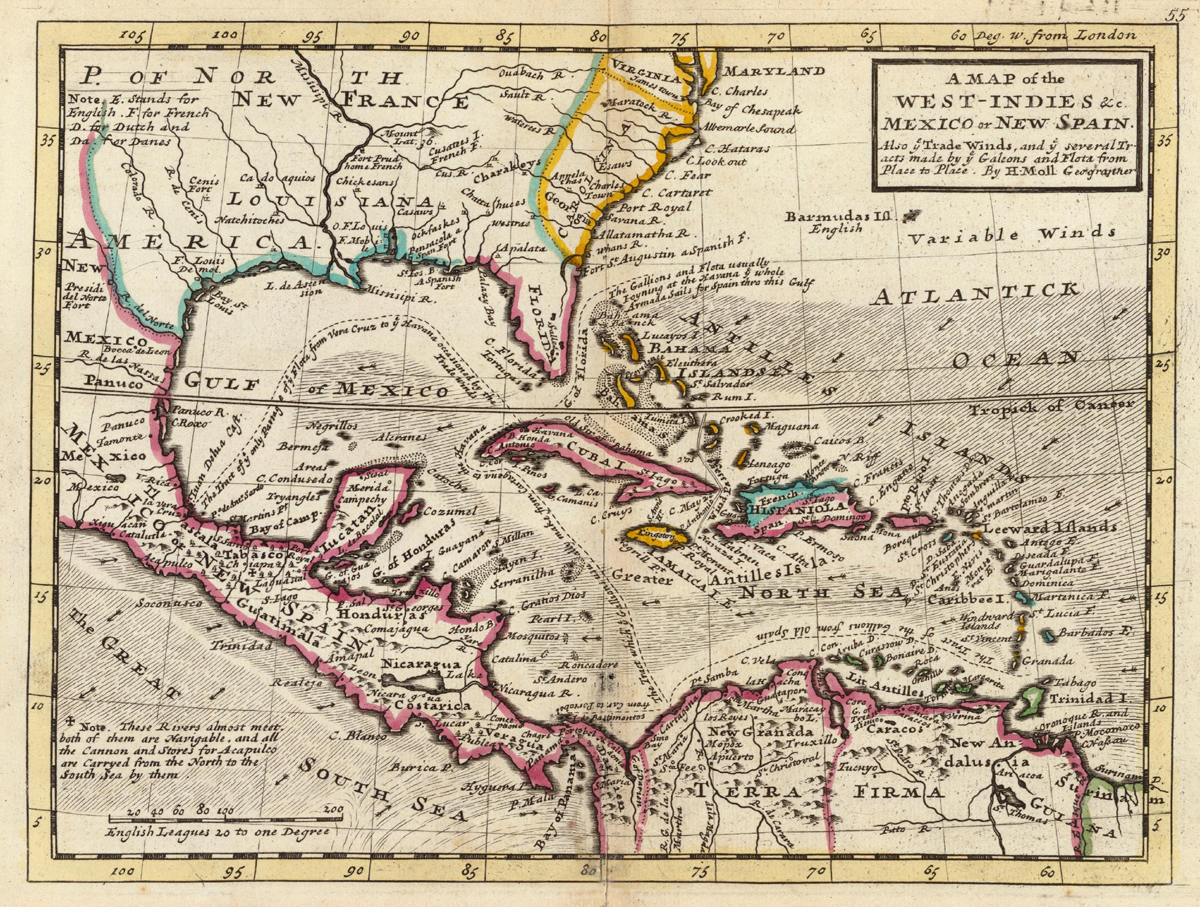
Bản đồ thuộc địa năm 1736 của Herman Moll về Tây Ấn và Mexico, bao gồm "Tân Tây Ban Nha" với Cuba ở trung tâm.

Người Tây Ban Nha đã đưa đường và thuốc lá thành sản phẩm chính của Cuba và hòn đảo này nhanh chóng thay thế Hispaniola làm căn cứ chính của Tây Ban Nha ở Caribe. Để có thêm lao động, người châu Phi nô lệ được nhập khẩu để làm việc tại các đồn điền. Tuy nhiên, luật thương mại hạn chế của Tây Ban Nha đã khiến người Cuba khó theo kịp những tiến bộ của thế kỷ XVII và XVIII trong chế biến mía mà Barbados, Jamaica và Saint-Domingue đã đi tiên phong. Tây Ban Nha cũng hạn chế quyền tiếp cận của Cuba đối với việc buôn bán nô lệ mà thay vào đó cấp phép cho các thương nhân nước ngoài theo hợp đồng  asiento  để thay mặt Tây Ban Nha tiến hành. Những tiến bộ trong hệ thống tinh chế mía đường đã không đến được Cuba cho đến khi cách mạng Haiti ở thuộc địa Saint-Domingue của Pháp gần đó đã dẫn đến việc hàng nghìn chủ đồn điền người Pháp tị nạn phải chạy sang Cuba và các đảo khác ở Tây Ấn, đưa nô lệ cùng trình độ tinh chế đường và cà phê hiện đại vào miền đông Cuba vào những năm 1790 và đầu thế kỷ XIX.
Vào thế kỷ XIX, các đồn điền đường ở Cuba đã trở thành nơi sản xuất đường quan trọng nhất trên thế giới nhờ vào việc mở rộng chế độ nô lệ và tập trung không ngừng vào việc cải tiến công nghệ sản xuất đường của hòn đảo. Việc sử dụng các kỹ thuật tinh chế hiện đại đặc biệt quan trọng bởi vì Đạo luật buôn bán nô lệ 1807 của Anh đã bãi bỏ việc buôn bán nô lệ ở Đế quốc Anh (với bản thân chế độ nô lệ cũng bị bãi bỏ trong Đạo luật bãi nô 1833). Chính phủ Anh bắt đầu cố gắng loại bỏ buôn bán nô lệ xuyên Đại Tây Dương. Dưới áp lực ngoại giao của Anh nên vào năm 1817, Tây Ban Nha cũng đồng ý bãi bỏ việc buôn bán nô lệ từ năm 1820 để đổi lấy một khoản tiền từ London. Người Cuba nhanh chóng đổ xô nhập khẩu thêm nô lệ trong thời gian hợp pháp còn lại. Hơn 100.000 nô lệ mới đã được nhập khẩu từ châu Phi từ năm 1816 đến năm 1820. Bất chấp những hạn chế mới, nạn buôn bán nô lệ bất hợp pháp quy mô lớn tiếp tục phát triển mạnh trong những năm tiếp theo.
Nhiều người Cuba bị giằng xé giữa lợi nhuận từ đường và sự căm ghét chế độ nô lệ, thứ mà họ coi là nguy hiểm về mặt đạo đức, chính trị và chủng tộc đối với xã hội của họ. Đến cuối thế kỷ XIX, chế độ nô lệ bị bãi bỏ. Tuy nhiên, trước khi xóa bỏ chế độ nô lệ, Cuba đã đạt được sự thịnh vượng lớn từ việc buôn bán đường. Ban đầu, người Tây Ban Nha đã ra các quy định về thương mại với Cuba, điều này đã ngăn hòn đảo này trở thành nơi thống trị ngành sản xuất đường. Người Tây Ban Nha quan tâm đến việc bảo vệ các tuyến đường thương mại và các tuyến đường buôn bán nô lệ của họ. Tuy nhiên, quy mô rộng lớn và nguồn tài nguyên thiên nhiên dồi dào của Cuba đã khiến nó trở thành một nơi lý tưởng để trở thành một nhà sản xuất đường ngày càng bùng nổ. Khi Tây Ban Nha mở các thương cảng Cuba, nó nhanh chóng trở thành một nơi tấp nập. Công nghệ mới cho phép sản xuất đường ngày càng hiệu quả hơn nhiều. Họ bắt đầu sử dụng các nhà máy nước, lò nung kín và động cơ hơi nước để sản xuất đường chất lượng cao hơn với tốc độ hiệu quả hơn nhiều so với các nơi khác ở Caribê.
Sự bùng nổ của ngành mía đường Cuba vào thế kỷ XIX khiến nước này cần phải cải thiện cơ sở hạ tầng giao thông. Những người trồng rừng cần những cách an toàn và hiệu quả để vận chuyển đường từ đồn điền đến cảng nhằm tối đa hóa lợi nhuận của họ. Nhiều con đường mới được xây dựng, những con đường cũ cũng nhanh chóng được sửa chữa. Các tuyến đường sắt được xây dựng tương đối sớm, giúp dễ dàng thu gom và vận chuyển mía vốn dễ hỏng. Giờ đây, các đồn điền trên khắp hòn đảo lớn này đã có thể vận chuyển đường nhanh chóng và dễ dàng.

### Đồn điền mía đường
Trước những năm 1760, Cuba không phải là nơi thịnh vượng do các quy định thương mại của Tây Ban Nha. Tây Ban Nha đã thiết lập một nền thương mại độc quyền ở Caribe và mục tiêu chính của họ là bảo vệ điều này. Các đảo bị cấm giao thương với tàu nước ngoài. Kết quả là Cuba tăng trưởng kinh tế trì trệ vì tầm quan trọng chiến lược to lớn của nó ở vùng Caribe.

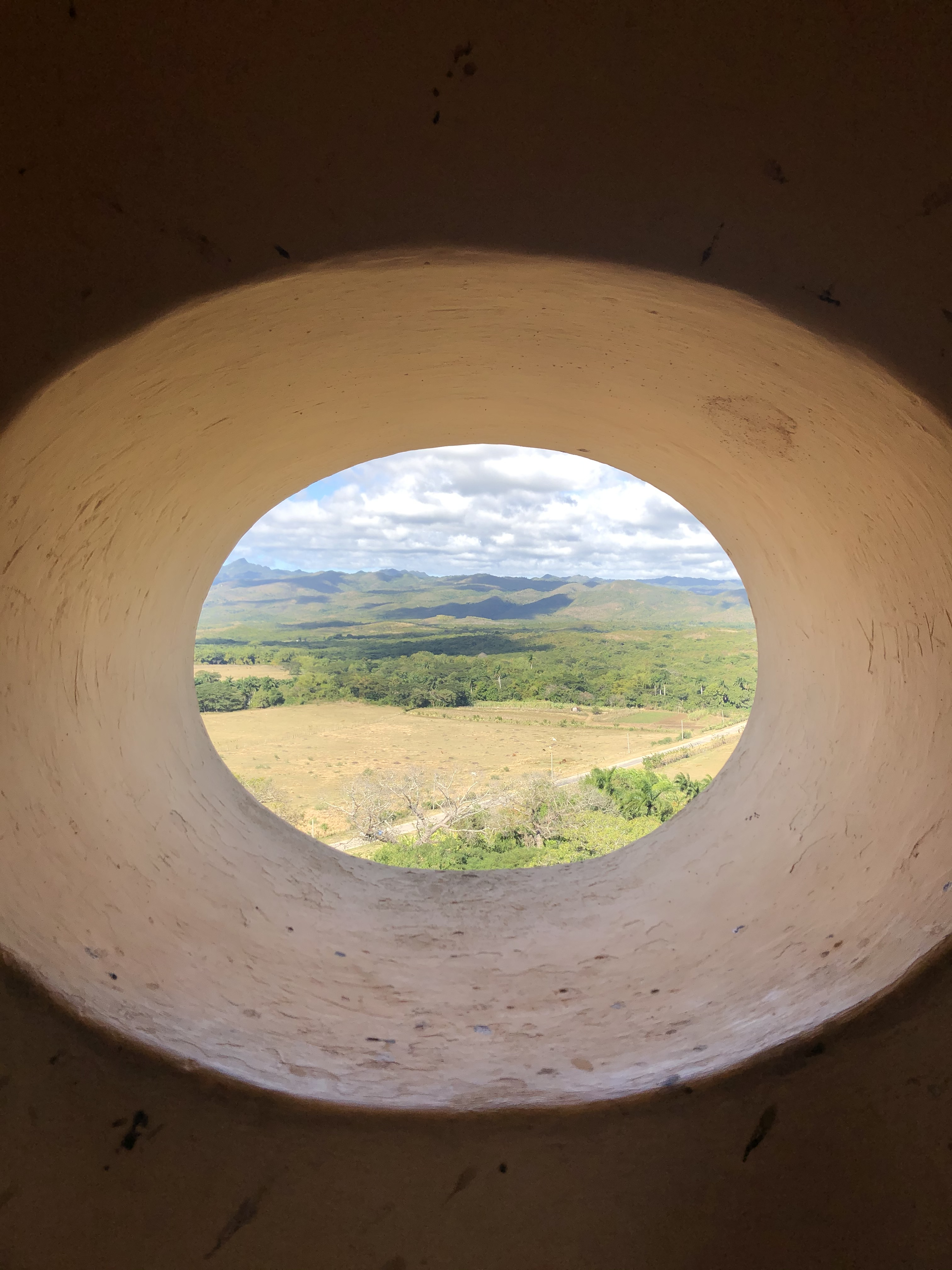
Tháp Iznaga ở Trinidad từng là nơi quan sát nô lệ trên các đồn điền mía đường

Ngay sau khi Tây Ban Nha mở cửa các cảng của Cuba cho tàu nước ngoài, một cuộc bùng nổ về đường lớn bắt đầu kéo dài cho đến những năm 1880. Hòn đảo này là nơi hoàn hảo để trồng mía đường, chủ yếu là các đồng bằng trải dài với đất đai màu mỡ và lượng mưa thích hợp. Đến năm 1860, tất cả đất đai ở Cuba dèu dành để trồng mía đường và phải nhập khẩu tất cả các mặt hàng cần thiết khác. Cuba đặc biệt phụ thuộc vào Hoa Kỳ, quốc gia đã mua 82% lượng đường của họ. Năm 1820, Tây Ban Nha bãi bỏ việc buôn bán nô lệ, làm tổn thương nền kinh tế Cuba khá nhiều và buộc các chủ đồn điền phải mua những nô lệ đắt tiền, bất hợp pháp và "rắc rối" hơn (thể hiện qua cuộc nổi dậy của nô lệ trên tàu  Amistad  của Tây Ban Nha năm 1839).

## Thế kỷ 16-18: Cuba bị tấn công

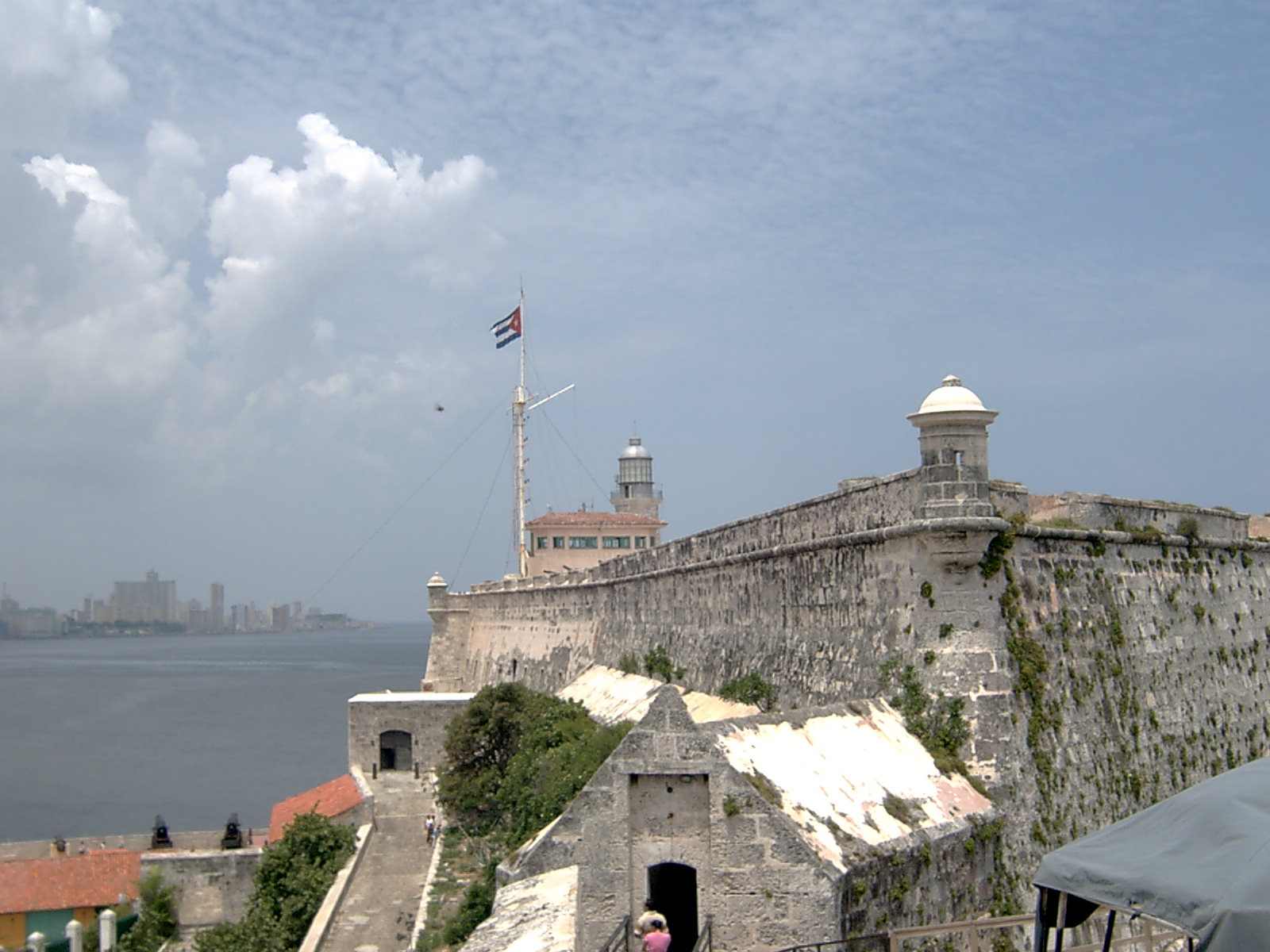
Pháo đài của El Morro ở La Habana, được xây dựng vào năm 1589

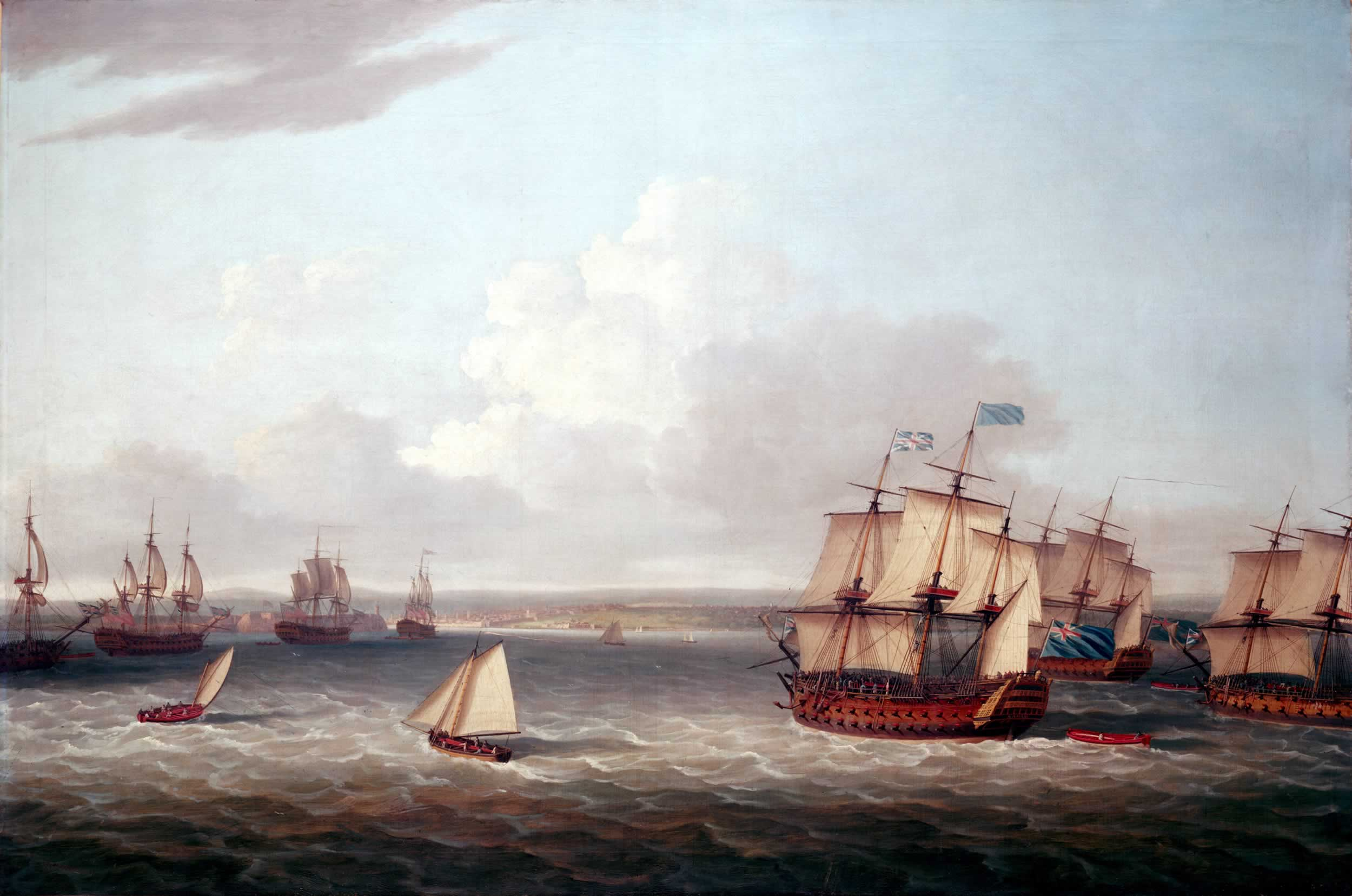
Hạm đội Anh tiến vào La Habana, ngày 21 tháng 8 năm 1762, bức tranh năm 1775 của Dominic Serres

Cuba thuộc địa là mục tiêu thường xuyên của cướp biển, hải tặc và tàu lùng Pháp đang tìm kiếm sự giàu có ở Tân Thế giới của Tây Ban Nha. Để đối phó với các cuộc đột kích lặp đi lặp lại, hệ thống phòng thủ đã được củng cố trên khắp hòn đảo trong thế kỷ XVI. Ở La Habana, pháo đài của Castillo de los Tres Reyes Magos del Morro được xây dựng để ngăn chặn những kẻ xâm lược tiềm tàng, trong đó có chỉ huy tàu lùng người Anh Francis Drake, người đã dong buồm quanh cảng La Habana nhưng đã không đổ bộ lên đảo. Sự bất lực của La Habana để chống lại những kẻ xâm lược đã bị phơi bày rõ ràng vào năm 1628, khi một hạm đội Hà Lan do Piet Heyn chỉ huy cướp bóc các tàu Tây Ban Nha trong bến cảng của thành phố. Năm 1662, cướp biển người Anh Christopher Myngs đã đánh chiếm và chiếm đóng Santiago de Cuba một thời gian ngắn ở phía đông của hòn đảo, trong nỗ lực mở cửa nền thương mại được bảo hộ của Cuba với Jamaica.
Gần một thế kỷ sau, Hải quân Hoàng gia Anh tiến hành một cuộc xâm lược khác và chiếm vịnh Guantánamo vào năm 1741 trong Chiến tranh Jenkins's Ear với Tây Ban Nha. Edward Vernon - một đô đốc người Anh đã nghĩ ra kế hoạch để 4.000 quân đang chiếm đóng của mình đầu hàng do bị tấn công bởi quân đội Tây Ban Nha và nghiêm trọng hơn là do một trận dịch, buộc ông phải rút hạm đội của mình về Jamaica thuộc Anh. Trong chiến tranh Kế vị Áo, người Anh đã tiến hành các cuộc tấn công không thành công vào Santiago de Cuba năm 1741 và một lần nữa vào năm 1748, ngoài ra còn có một cuộc giao tranh giữa hải quân Anh và Tây Ban Nha gần La Habana năm 1748.
Chiến tranh bảy năm nổ ra vào năm 1754 trên khắp ba lục địa cuối cùng đã đến vùng Caribe thuộc Tây Ban Nha. Liên minh của Tây Ban Nha với Pháp khiến họ xung đột trực tiếp với người Anh và vào năm 1762, một cuộc viễn chinh của Anh gồm 5 tàu chiến và 4.000 quân lên đường từ Portsmouth để chiếm Cuba. Người Anh đến vào ngày 6 tháng 6 và đến tháng 8 thì La Habana bị vây hãm. Khi La Habana đầu hàng, đô đốc hạm đội Anh là George Keppel, Bá tước Albemarle đệ tam tiến vào thành phố với tư cách là thống đốc thuộc địa mới và nắm quyền kiểm soát toàn bộ phần phía tây hòn đảo. Sự xuất hiện của người Anh ngay lập tức mở ra giao thương với Bắc Mỹ và thuộc địa Caribe của Anh, gây ra sự biến đổi nhanh chóng của xã hội Cuba.
Mặc dù La Habana vốn đã là thành phố lớn thứ ba ở châu Mỹ, bước vào kỷ nguyên phát triển bền vững và quan hệ chặt chẽ với Bắc Mỹ trong thời kỳ này nhưng sự chiếm đóng của Anh chỉ tồn tại trong thời gian ngắn. Áp lực từ các thương gia buôn đường ở Luân Đôn vì lo ngại giá đường giảm đã buộc một loạt các cuộc đàm phán với người Tây Ban Nha về các lãnh thổ thuộc địa. Chưa đầy một năm sau khi La Habana bị chiếm, Hòa ước Paris được ký kết bởi ba cường quốc tham chiến đã kết thúc Chiến tranh Bảy năm. Hiệp ước trao cho Anh Florida để đổi lấy Cuba theo đề xuất của Pháp với Tây Ban Nha, người Pháp khuyên rằng việc từ chối đề nghị có thể dẫn đến việc Tây Ban Nha mất Mexico và phần lớn lục địa Nam Mỹ vào tay Anh. Năm 1781, tướng Bernardo de Gálvez, thống đốc Tây Ban Nha của Louisiana, tái chiếm lại Florida cho Tây Ban Nha cùng với  quân đội người Mexico, Puerto Rico, Dominica và Cuba.

## Chủ nghĩa cải cách, chủ nghĩa sáp nhập và chủ nghĩa độc lập (1800 - 1898)
Vào đầu thế kỷ XIX, ba trào lưu chính trị lớn hình thành ở Cuba đó là: chủ nghĩa cải cách,chủ nghĩa sáp nhập và chủ nghĩa độc lập. Ngoài ra, các hành động tự phát và biệt lập được thực hiện theo thời gian đã thêm vào một luồng chủ nghĩa bãi nô. Tuyên ngôn Độc lập năm 1776 của  mười ba thuộc địa Anh ở Bắc Mỹ và những thành công của Cách mạng Pháp năm 1789 cũng như cuộc nổi dậy thành công của nô lệ da đen ở Haiti năm 1791 đã ảnh hưởng đến phong trào giải phóng Cuba thời kì đầu. Một trong những phong trào đầu tiên như vậy ở Cuba do Người da đen tự do Nicolás Morales đứng đầu, nhằm đạt được sự bình đẳng giữa "nngười da trắng lai da đen và người da trắng" và bãi bỏ thuế bán hàng và các gánh nặng tài chính khác. Âm mưu của Morales bị phát hiện vào năm 1795 ở Bayamo và những kẻ chủ mưu bị bỏ tù.

### Các phong trào cải cách, tự trị và ly khai
Do những biến động chính trị gây ra bởi Chiến tranh bán đảo Iberia năm 1807-1814 và việc Fernando VII bị lật đổ khỏi ngai vàng Tây Ban Nha vào năm 1808, một cuộc nổi dậy ly khai phương Tây nổi lên giữa tầng lớp quý tộc Creole ở Cuba vào năm 1809 và 1810. Một trong những nhà lãnh đạo của nó là Joaquín Infante đã soạn thảo hiến pháp đầu tiên của Cuba, tuyên bố hòn đảo này là một quốc gia có chủ quyền, giả định chế độ cai trị của những người giàu có của đất nước, duy trì chế độ nô lệ miễn là cần thiết cho nông nghiệp, thiết lập sự phân chia giai cấp xã hội dựa trên màu da và tuyên bố Công giáo là tôn giáo chính thức. Âm mưu này cũng thất bại, các thủ lĩnh chính bị kết án tù và bị trục xuất về Tây Ban Nha.
Năm 1812, một âm mưu theo chủ nghĩa bãi nô hỗn hợp được tổ chức bởi José Antonio Aponte, một thợ mộc da đen tự do ở La Habana. Anh ta và những người khác đã bị xử tử.
Hiến pháp Tây Ban Nha năm 1812 và luật được Cortes của Cádiz thông qua sau vào năm 1808, thiết lập một số chính sách thương mại và chính trị tự do được hoan nghênh ở Cuba nhưng cũng hạn chế số quyền tự do trước đây. Từ năm 1810 đến năm 1814, hòn đảo đã bầu sáu đại diện cho Cortes, ngoài việc thành lập Ủy ban cấp tỉnh do địa phương bầu ra. Tuy nhiên, chế độ tự do và Hiến pháp sớm lụi tàn khi Fernando VII đã đàn áp chúng khi ông trở lại ngai vàng vào năm 1814. Do đó, vào cuối những năm 1810, một số người Cuba đã được truyền cảm hứng từ những thành công của Simón Bolívar ở Nam Mỹ, mặc dù thực tế là Hiến pháp Tây Ban Nha đã được khôi phục vào năm 1820. Nhiều hội kín nổi lên, đáng chú ý nhất là "Soles y Rayos de Bolívar" thành lập năm 1821 và do José Francisco Lemus lãnh đạo. Mục đích của hội này là thiết lập nền Cộng hòa Cubanacán tự do (tên tiếng Taíno cho trung tâm của hòn đảo) và nó có các chi nhánh ở năm huyện trên đảo.
Năm 1823, các nhà lãnh đạo của xã hội bị bắt và bị kết án đi đày. Trong cùng năm đó, với sự giúp đỡ của Pháp và với sự chấp thuận của Liên minh Ngũ quốc, vua Ferdinand VII đã tìm cách bãi bỏ chế độ quân chủ lập hiến ở Tây Ban Nha một lần nữa và thiết lập lại chế độ quân chủ chuyên chế. Kết quả là, lực lượng dân quân quốc gia của Cuba được thành lập theo Hiến pháp và là một công cụ tiềm năng để kích động tự do đã bị giải thể, một ủy ban quân sự hành pháp thường trực theo lệnh của thống đốc được thành lập, các tờ báo bị đóng cửa, các đại diện được bầu của tỉnh bị loại bỏ và các quyền tự do bị đàn áp.
Sự đàn áp này và thành công của các phong trào giành độc lập ở các thuộc địa cũ của Tây Ban Nha trên đất liền Bắc Mỹ đã dẫn đến sự trỗi dậy của chủ nghĩa dân tộc Cuba. Một số âm mưu giành độc lập đã phát triển trong những năm 1820 và 1830 nhưng đều thất bại. Trong số này có "Expedición de los Trece" (Chuyến thám hiểm của 13 người) năm 1826, "Gran Legión del Aguila Negra" (Quân đoàn vĩ đại của Đại bàng đen) năm 1829, "Cadena Tam giác" (Chuỗi hình tam giác) và " Soles de la Libertad "(Mặt trời Tự do) năm 1837. Các nhân vật hàng đầu của quốc gia trong những năm này bao gồm Félix Varela (1788-1853) và nhà thơ cách mạng đầu tiên của Cuba, José María Heredia (1803-1839).
Từ năm 1810 đến năm 1826, 20.000 người tị nạn theo chủ nghĩa bảo hoàng từ các cuộc Cách mạng Mỹ Latinh đã đến Cuba. Họ đến cùng với những người rời khỏi Florida khi Tây Ban Nha nhượng Florida cho Hoa Kỳ vào năm 1819. Những dòng người này đã củng cố tình cảm trung thành với Tây Ban Nha trên đảo.

### Các phong trào chống chế độ nô lệ và độc lập
Năm 1826, cuộc nổi dậy vũ trang giành độc lập đầu tiên diễn ra ở Puerto Príncipe (tỉnh Camagüey) do Francisco de Agüero và Andrés Manuel Sánchez lãnh đạo. Cả Agüero (người da trắng) và Sánchez, một mulatto (người lai giữa da đen và da trắng) đều bị hành quyết. Họ trở thành những người tử vì đạo đầu tiên của phong trào giành độc lập của Cuba.
Những năm 1830 chứng kiến một làn sóng hoạt động từ phong trào cải cách mà lãnh đạo chính là José Antonio Saco, ông nổi bật với những lời chỉ trích về chế độ chuyên quyền Tây Ban Nha và việc buôn bán nô lệ. Tuy nhiên, sự gia tăng này không mang lại kết quả nào; Người dân Cuba vẫn bị tước quyền cử đại biểu vào nghị viện Tây Ban Nha và Madrid đã tăng cường đàn áp.
Tuy nhiên, Tây Ban Nha từ lâu đã phải chịu áp lực chấm dứt việc buôn bán nô lệ. Năm 1817, Fernando VII ký sắc lệnh tuy nhiên Đế quốc Tây Ban Nha đã không tuân theo. Dưới áp lực ngoại giao của Anh, chính phủ Tây Ban Nha đã ký một hiệp ước năm 1835 cam kết cuối cùng sẽ xóa bỏ chế độ nô lệ và buôn bán nô lệ. Trong bối cảnh đó, các cuộc nổi dậy của người da đen ở Cuba gia tăng và bị dập tắt bằng các vụ hành quyết hàng loạt. Một trong những âm mưu quan trọng nhất là Conspiración de La Escalera (Âm mưu bậc thang), bắt đầu vào tháng 3 năm 1843 và tiếp tục cho đến năm 1844. Âm mưu này lấy tên từ một phương pháp tra tấn, trong đó, người da đen bị trói vào một cái thang và bị đánh. cho đến khi họ thú tội hoặc chết. Âm mưu bậc thang liên quan đến những người da đen tự do và nô lệ cũng như các trí thức và người lao động da trắng. Ước tính có tới 300 người da đen và người lai chết vì bị tra tấn, 78 người bị hành quyết, hơn 600 người bị bỏ tù và hơn 400 người bị trục xuất khỏi hòn đảo. (Xem các bình luận trong bản dịch mới của "Cecilia Valdés" của Villaverde.) Người bị xử tử bao gồm nhà thơ hàng đầu Gabriel de la Concepción Valdés (1809-1844), ngày nay thường được gọi là "Plácido". José Antonio Saco, một trong những nhà tư tưởng nổi bật nhất của Cuba đã bị trục xuất khỏi Cuba.

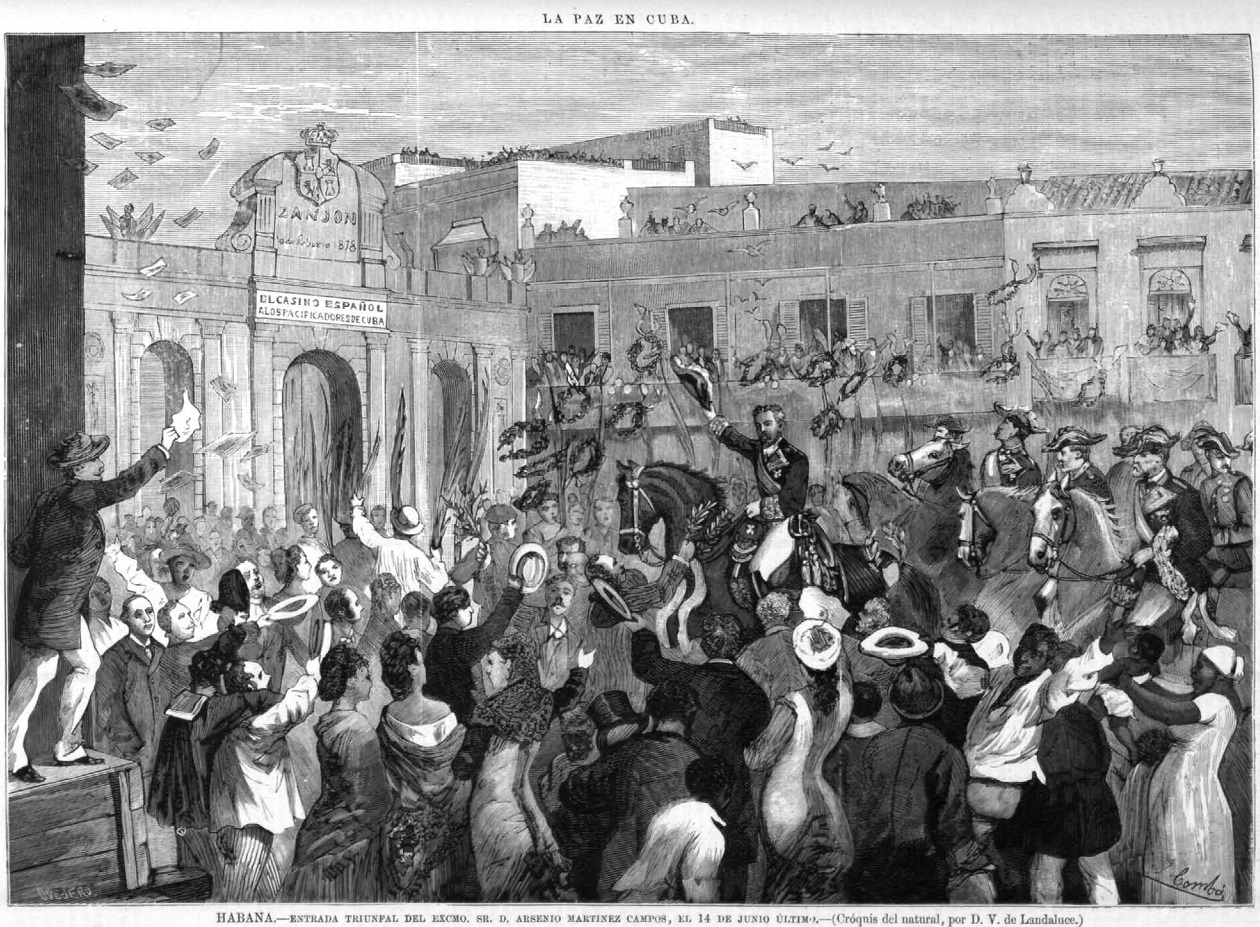
Tướng Tây Ban Nha Arsenio Martínez Campos ở La Habana, Cuba thuộc địa, 1878

Sau cuộc nổi dậy trong Chiến tranh mười năm năm 1868–1878, chế độ nô lệ đã bị bãi bỏ vào năm 1886, Cuba trở thành quốc gia thứ hai ở Tây Bán cầu xóa bỏ chế độ nô lệ, Brazil là quốc gia cuối cùng. Thay vì dùng người da đen, những người buôn bán nô lệ tìm kiếm những nguồn lao động rẻ mạt khác như người Trung Quốc và người da đỏ từ Yucatán. Một đặc điểm khác của dân số là số lượng thực dân gốc Tây Ban Nha được gọi là  peninsulares (dân bán đảo)  chủ yếu là nam giới trưởng thành; họ chiếm từ 10 đến 20% dân số từ giữa thế kỷ XIX cho đến  Đại khủng hoảng những năm 1930.

### Khả năng bị Hoa Kỳ thôn tính
Tình trạng bất ổn của người da đen và những nỗ lực của thành phố Tây Ban Nha nhằm xóa bỏ chế độ nô lệ đã thúc đẩy nhiều người Creoles ủng hộ việc sáp nhập Cuba với Hoa Kỳ, nơi chế độ nô lệ vẫn còn hợp pháp. Những người Cuba khác ủng hộ ý tưởng do họ mong muốn phát triển kinh tế kiểu Mỹ và tự do dân chủ. Việc sáp nhập Cuba đã được các quan chức chính phủ Hoa Kỳ liên tục đề xuất. Năm 1805, Tổng thống Thomas Jefferson xem xét việc sáp nhập Cuba vì những lý do chiến lược, cử các mật vụ đến hòn đảo để đàm phán với Đô đốc Someruelos.
Vào tháng 4 năm 1823, Ngoại trưởng Hoa Kỳ John Quincy Adams đã thảo luận về các quy luật hấp dẫn chính trị, trong một lý thuyết thường được gọi là "lý thuyết trái chín". Adams đã viết, "Luật hấp dẫn chính trị cũng như vật chất; và nếu một quả táo bị chặt đứt khỏi cây thì nó không thể chọn mà phải bị rơi xuống đất. Cuba buộc phải tách ra khỏi mối liên hệ bất thường của mình với Tây Ban Nha và nó không có khả năng tự chống đỡ, chỉ có thể thu hút về phía Liên bang Bắc Mỹ mà theo cùng quy luật tự nhiên không thể loại bỏ cô ấy khỏi lòng mình". Ông cũng cảnh báo rằng "việc chuyển giao Cuba cho Anh sẽ là một sự kiện không có lợi cho Liên bang này". Adams bày tỏ lo ngại rằng một quốc gia bên ngoài Bắc Mỹ sẽ cố gắng chiếm Cuba khi nước này tách khỏi Tây Ban Nha. Ông viết, "Vấn đề về việc chúng ta có quyền và quyền lực ngăn chặn nó bằng vũ lực nếu cần đã tự đặt ra trước các hội đồng của chúng ta và chính quyền được kêu gọi, khi thực hiện các nghĩa vụ của mình đối với quốc gia, ít nhất là để sử dụng tất cả các phương tiện và khả năng để bảo vệ và ngăn chặn điều này".
Vào ngày 2 tháng 12 năm 1823, Tổng thống Hoa Kỳ James Monroe đã đề cập cụ thể về Cuba và các thuộc địa châu Âu khác trong tuyên bố của ông về Học thuyết Monroe. Cuba nằm cách Key West, Florida 94 dặm (151 km), được những người sáng lập học thuyết quan tâm vì họ cảnh báo các lực lượng châu Âu đã từ bỏ "nước Mỹ cho người Mỹ".
Những nỗ lực nổi bật nhất trong việc hỗ trợ thôn tính đã được thực hiện bởi giặc cướp người Venezuela, tướng Narciso López, người đã chuẩn bị bốn chuyến viễn chinh đến Cuba ở Mỹ. Hai lần đầu tiên vào năm 1848 và 1849, thất bại trước khi khởi hành do sự phản đối của Hoa Kỳ. Lực lượng thứ ba gồm khoảng 600 người đã đổ bộ vào Cuba và chiếm thành phố trung tâm Cárdenas nhưng cuối cùng thất bại do thiếu sự ủng hộ của dân chúng. Chuyến viễn chinh thứ tư của López đổ bộ vào tỉnh Pinar del Río với khoảng 400 người vào tháng 8 năm 1851; quân xâm lược bị quân Tây Ban Nha đánh bại và López bị xử tử.

### Tiếp tục đấu tranh giành độc lập

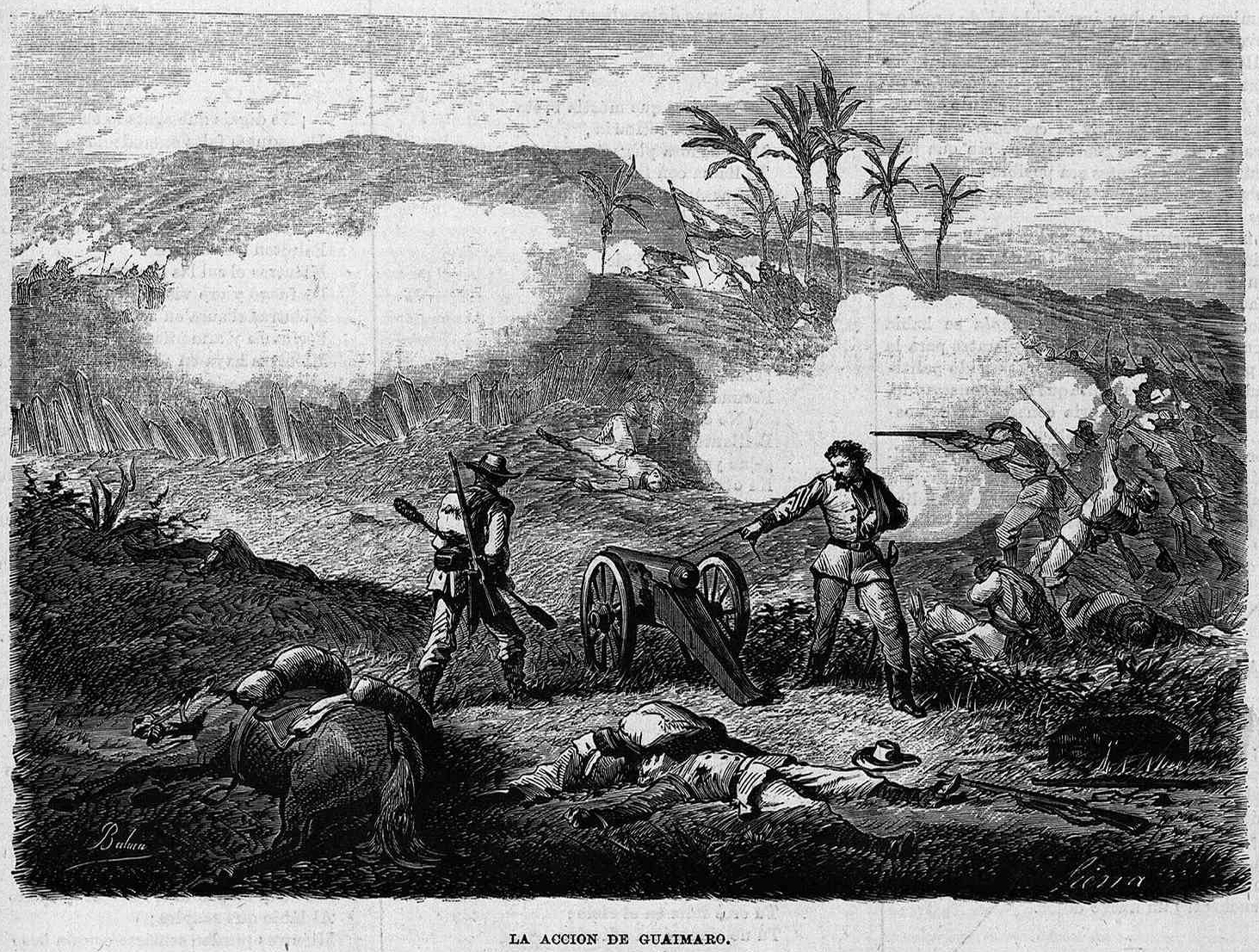
Mô tả cuộc giao tranh giữa quân nổi dậy Cuba và phe Bảo hoàng Tây Ban Nha trong Chiến tranh mười năm (1868–78)

Trong những năm 1860, Cuba có thêm hai thống đốc có tư tưởng tự do là Serrano và Dulce, những người khuyến khích thành lập Đảng Cải cách dù thực tế là các đảng chính trị bị cấm. Nhưng họ đã bị giám sát bởi một thống đốc phản động là Francisco Lersundi, người đã đàn áp tất cả các quyền tự do được ban hành bởi các thống đốc trước đó và duy trì một chế độ ủng hộ nô lệ. Ngày 10 tháng 10 năm 1868, chủ đất Carlos Manuel de Céspedes tuyên bố Cuba độc lập và trả tự do cho những người nô lệ của mình. Điều này bắt đầu Chiến tranh mười năm, kéo dài từ 1868 đến 1878. Chiến tranh phục hồi Dominica (1863–65) đã mang đến cho Cuba một khối lượng cựu binh thất nghiệp gồm những người da trắng và người lai da sáng người Dominica từng phục vụ trong Quân đội Tây Ban Nha tại Cộng hòa Dominica trước khi được sơ tán đến Cuba và giải ngũ. Một số cựu binh này đã gia nhập Quân đội Cách mạng mới và được đào tạo và lãnh đạo ban đầu.
Với sự tiếp viện và hướng dẫn từ người Dominica, quân nổi dậy Cuba đã đánh bại các đội quân Tây Ban Nha, cắt các tuyến đường sắt và giành quyền thống trị trên các vùng rộng lớn ở phía đông hòn đảo. Chính phủ Tây Ban Nha đã sử dụng Quân đoàn tình nguyện để thực hiện các sứ mệnh ác liệt và đẫm máu chống lại quân nổi dậy Cuba và các hành động tàn bạo của Tây Ban Nha đã thúc đẩy sự phát triển của lực lượng nổi dậy ở miền đông Cuba; tuy nhiên, họ đã thất bại trong việc xuất khẩu cuộc cách mạng sang phương Tây. Vào ngày 11 tháng 5 năm 1873, Ignacio Agramonte bị giết bởi một viên đạn lạc; Céspedes bị tập kích và bị giết vào ngày 27 tháng 2 năm 1874. Năm 1875, Máximo Gómez bắt đầu cuộc xâm lược Las Villas ở phía tây của một giới tuyến quân sự kiên cố được gọi là  trocha  chia đôi hòn đảo.  Trocha  được xây dựng từ năm 1869 đến năm 1872; người Tây Ban Nha dựng lên nó để ngăn Gómez di chuyển về phía tây từ tỉnh Oriente. Nó là pháo đài lớn nhất do người Tây Ban Nha xây dựng ở châu Mỹ.
Gómez đã gây tranh cãi trong lời kêu gọi đốt các đồn điền mía đường để quấy rối những người chiếm đóng Tây Ban Nha. Sau khi đô đốc người Mỹ Henry Reeve bị giết vào năm 1876, Gómez kết thúc chiến dịch của mình. Vào năm đó, khi Chiến tranh Carlos lần thứ ba kết thúc đã giải phóng binh lính Tây Ban Nha, chính phủ Tây Ban Nha đã triển khai hơn 250.000 quân đến Cuba để đàn áp cuộc nổi dậy. Vào ngày 10 tháng 2 năm 1878, Tướng Arsenio Martínez Campos đàm phán Hiệp ước Zanjón với quân nổi dậy Cuba và sự đầu hàng của tướng Antonio Maceo vào ngày 28 tháng 5 đã kết thúc chiến tranh. Tây Ban Nha chịu 200.000 thương vong chủ yếu là do bệnh tật; quân nổi dậy làm 100.000–150.000 người chết và hòn đảo bị thiệt hại tài sản hơn 300 triệu đô la. Hiệp ước Zanjón đã hứa hẹn sẽ bồi thường cho tất cả nô lệ đã chiến đấu cho Tây Ban Nha trong chiến tranh và chế độ nô lệ đã được bãi bỏ vào năm 1880. Tuy nhiên, sự bất mãn với hiệp ước hòa bình đã dẫn đến Cuộc chiến nhỏ những năm 1879–80.

## Xung đột vào cuối thế kỷ 19 (1886 - 1900)

### Bối cảnh

#### Thay đổi xã hội, chính trị và kinh tế
Trong suốt thời gian được gọi là "Thỏa thuận ngừng bắn có thưởng" đã kéo dài 17 năm kể từ khi Chiến tranh Mười năm kết thúc vào năm 1878, những thay đổi cơ bản đã diễn ra trong xã hội Cuba. Với việc bãi bỏ chế độ nô lệ vào tháng 10 năm 1886, những người cựu nô lệ trở thành nông dân và công nhân thành thị. Hầu hết những người Cuba giàu có đều mất tài sản ở nông thôn và nhiều người trong số họ trở thành tầng lớp trung lưu thành thị. Số lượng các nhà máy đường giảm và hiệu suất tăng lên và chỉ có các công ty và chủ đồn điền mạnh nhất sở hữu chúng. Số lượng campesino và nông dân phải thuê nhà đã tăng lên đáng kể. Hơn nữa, tư bản của Mỹ bắt đầu chảy vào Cuba, chủ yếu là vào các doanh nghiệp sản xuất đường, thuốc lá và khai thác mỏ. Đến năm 1895, những khoản đầu tư này có tổng giá trị là 50 triệu đô la Mỹ. Mặc dù Cuba vẫn thuộc Tây Ban Nha về mặt chính trị nhưng về mặt kinh tế, Cuba ngày càng phụ thuộc vào Hoa Kỳ.
Những thay đổi này cũng kéo theo sự gia tăng của phong trào lao động. Tổ chức lao động ở Cuba đầu tiên là Hiệp hội Thợ làm xì gà, được thành lập vào năm 1878, tiếp theo là Hội đồng Nghệ nhân Trung ương vào năm 1879 và nhiều tổ chức khác. Ở nước ngoài, xu hướng hiếu chiến của Mỹ nổi lên, thể hiện rõ qua việc Ngoại trưởng James G. Blaine bày tỏ tin tưởng rằng một ngày nào đó toàn bộ Trung và Nam Mỹ sẽ rơi vào tay Mỹ. Blaine đặc biệt coi trọng việc kiểm soát Cuba. "Hòn đảo trù phú đó", ông viết vào ngày 1 tháng 12 năm 1881, "chìa khóa của Vịnh Mexico, mặc dù nằm trong tay Tây Ban Nha nhưng lại là một phần của hệ thống thương mại Mỹ… Nếu không còn thuộc Tây Ban Nha, Cuba nhất định phải thuộc về Mỹ chứ không nên bị thống trị bởi một cường quốc châu Âu nào khác". Tầm nhìn của Blaine không cho phép tồn tại một Cuba độc lập.

#### Cuộc nổi dậy của Martí và bắt đầu cuộc chiến
Sau khi bị trục xuất lần thứ hai đến Tây Ban Nha vào năm 1878, nhà hoạt động ủng hộ độc lập người Cuba José Martí đã chuyển đến Hoa Kỳ vào năm 1881, nơi ông bắt đầu huy động sự ủng hộ của cộng đồng người Cuba lưu vong ở Florida, đặc biệt là ở Ybor City  ở Tampa và Key West. Ông muốn có một cuộc cách mạng và giúp Cuba độc lập khỏi Tây Ban Nha nhưng cũng vận động để phản đối việc Hoa Kỳ sáp nhập Cuba, điều mà một số chính trị gia Mỹ và Cuba mong muốn. Các nỗ lực tuyên truyền tiếp tục trong nhiều năm và gia tăng từ năm 1895.
Sau khi thảo luận với các hội ái quốc trên khắp Hoa Kỳ, Antilles và châu Mỹ Latinh,  Partido Revolucionario Cubano  (Đảng Cách mạng Cuba) chính thức được thành lập vào ngày 10 tháng 4 năm 1892 với mục đích giành độc lập cho cả Cuba và Puerto Rico. Martí được bầu làm người đại diện, chức vụ cao nhất của đảng này. Đến cuối năm 1894, những điều kiện cơ bản để phát động cách mạng đã được đặt ra. Theo lời của Foner, "sự thiếu kiên nhẫn của Martí khi bắt đầu cuộc cách mạng giành độc lập đã bị ảnh hưởng bởi nỗi sợ hãi ngày càng tăng của ông rằng Hoa Kỳ sẽ thành công trong việc thôn tính Cuba trước khi cuộc cách mạng có thể giải phóng hòn đảo khỏi tay Tây Ban Nha".
Vào ngày 25 tháng 12 năm 1894, ba con tàu gồm  Lagonda ,  Almadis  và  Baracoa  khởi hành đến Cuba từ Bãi biển Fernandina, Florida chở đầy những người có vũ trang và tiếp liệu. Hai trong số các con tàu đã bị chính quyền Hoa Kỳ bắt giữ vào đầu tháng Giêng, họ cũng đã báo cho chính phủ Tây Ban Nha trong khi vẫn tiếp tục bắt giữ. Cuộc nổi dậy bắt đầu vào ngày 24 tháng 2 năm 1895 cùng lúc với các cuộc nổi dậy trên khắp hòn đảo. Ở Oriente, những trận quan trọng nhất diễn ra ở Santiago, Guantánamo, Jiguaní, San Luis, El Cobre, El Caney, Alto Songo, Bayate và Baire. Các cuộc nổi dậy ở trung tâm hòn đảo như Ibarra, Jagüey Grande và Aguada phối hợp kém và thất bại; các thủ lĩnh bị bắt, một số bị trục xuất và một số bị hành quyết. Ở tỉnh La Habana, cuộc nổi dậy đã bị phát hiện trước cả khi nó nổ ra và các nhà lãnh đạo đã bị bắt giữ. Do đó, quân nổi dậy phía tây ở Pinar del Río được lệnh ẩn mình chờ đợi.
Martí trong lúc đang trên đường đến Cuba đã đưa ra Tuyên ngôn Montecristi ở Santo Domingo, vạch ra chính sách cho cuộc chiến giành độc lập Cuba: cuộc chiến này sẽ do cả người da đen và người da trắng tiến hành; sự tham gia của tất cả người da đen là rất quan trọng trong việc giành chiến thắng; Người Tây Ban Nha nếu không phản đối nỗ lực kháng chiến sẽ được tha, tài sản tư nhân ở nông thôn không bị tổn hại; và cuộc cách mạng sẽ mang lại đời sống kinh tế mới cho Cuba.
Vào ngày 1 và ngày 11 tháng 4 năm 1895, các thủ lĩnh chính của quân nổi dậy đã đổ bộ với hai cuộc viễn chinh ở Oriente: Thiếu tá Antonio Maceo và 22 thành viên gần Baracoa và Martí, Máximo Gómez và bốn thành viên khác ở Playitas. Vào khoảng thời gian đó, quân Tây Ban Nha tại Cuba có khoảng 80.000 người, trong đó 20.000 quân chính quy, 60.000 quân tình nguyện người Tây Ban Nha và người Cuba. Sau này, một lực lượng dự bị địa phương đảm nhận hầu hết các nhiệm vụ  bảo vệ và giám sát  trên đảo. Các chủ đất giàu có sẽ  tình nguyện  gửi một số nô lệ của họ phục vụ trong lực lượng này, lực lượng nằm dưới sự kiểm soát của địa phương và không thuộc quyền chỉ huy chính thức của quân đội. Đến tháng 12, 98.412 quân chính quy đã được gửi đến hòn đảo và số lượng tình nguyện viên đã tăng lên 63.000 người. Đến cuối năm 1897, có 240.000 lính chính quy và 60.000 lính không thường trực trên đảo. Quân đội thuộc phe cách mạng đông hơn rất nhiều.
Những người nổi dậy được đặt biệt danh là "Mambis" theo tên một sĩ quan người Tây Ban Nha da đen, Juan Ethninius Mamby, người đã tham gia cùng quân Dominica trong cuộc chiến giành độc lập vào năm 1846. Những người lính Tây Ban Nha gọi quân nổi dậy Dominica là "người của Mamby" và "Mambis". Khi Chiến tranh Mười năm nổ ra vào năm 1868, một số người trong số những người lính tương tự được bổ nhiệm đến Cuba, nhập khẩu những gì mà sau đó trở thành một thứ sỉ nhục của Tây Ban Nha. Người Cuba lấy tên này với niềm tự hào.
Sau Chiến tranh Mười năm, việc sở hữu vũ khí cá nhân bị cấm ở Cuba. Do đó, một trong những vấn đề nghiêm trọng và dai dẳng nhất đối với phiến quân là thiếu vũ khí phù hợp. Việc thiếu vũ khí buộc họ phải sử dụng chiến thuật du kích, sử dụng môi trường, yếu tố bất ngờ, ngựa và vũ khí đơn giản như dao rựa. Hầu hết các loại súng đều có được trong các cuộc đột kích người Tây Ban Nha. Trong khoảng thời gian từ ngày 11 tháng 6 năm 1895 đến ngày 30 tháng 11 năm 1897, có 60 hoạt động mang vũ khí và tiếp liệu cho quân nổi dậy từ bên ngoài Cuba nhưng chỉ có một lần thành công, phần lớn là do sự bảo vệ của hải quân Anh. 28 trong số những nỗ lực tiếp tế này đã bị chặn lại trong lãnh thổ Hoa Kỳ, 5 lần bị Hải quân Hoa Kỳ chặn đánh, 4 lần bị Hải quân Tây Ban Nha chặn đánh, 2 chiếc tàu bị đắm, một chiếc bị bão đưa về cảng và số phận của lần khác vẫn chưa rõ.

### Chiến tranh leo thang

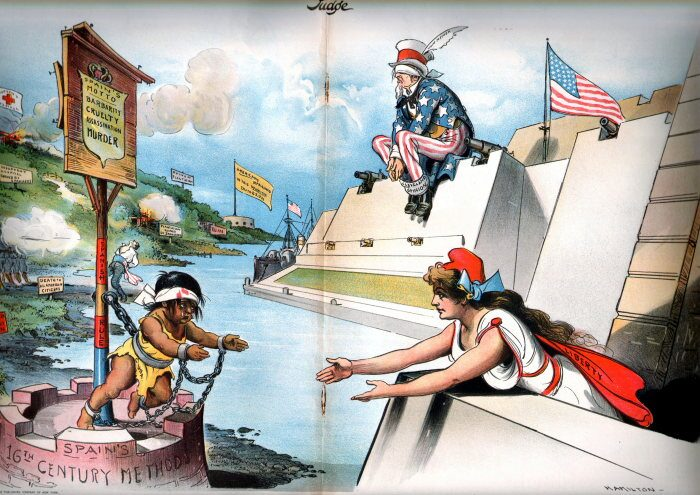
Các nhà lãnh đạo phiến quân đã tham gia vào các hoạt động tuyên truyền rộng rãi để kêu gọi Hoa Kỳ can thiệp, như trong phim hoạt hình này trên một tạp chí Mỹ. Columbia (chỉ người dân Hoa Kỳ) tiếp cận để giúp đỡ Cuba bị áp bức vào năm 1897 trong khi Chú Sam (chính phủ Hoa Kỳ) mù mịt trước cuộc khủng hoảng và sẽ không sử dụng những khẩu súng mạnh mẽ của mình để giúp đỡ. Tạp chí Judge, ngày 6 tháng 2 năm 1897.

Martí bị giết vào ngày 19 tháng 5 năm 1895, trong một cuộc tấn công liều lĩnh chống lại các lực lượng cố thủ của Tây Ban Nha, nhưng Máximo Gómez (một người Dominica) và Antonio Maceo (một người đa tình) vẫn tiếp tục chiến đấu, đưa cuộc chiến lan đến toàn vùng Oriente. Gómez đã sử dụng chiến thuật thiêu đốt, kéo theo việc kích động các đoàn tàu chở khách và đốt tài sản và đồn điền sản xuất đường của những người trung thành với Tây Ban Nha — trong đó có nhiều đồn điền do người Mỹ làm chủ. Đến cuối tháng 6, toàn bộ Camagüey đều có chiến tranh. Tiếp tục tiến về phía tây, Gómez và Maceo hội quân với các cựu binh của cuộc chiến năm 1868, những người theo chủ nghĩa quốc tế người Ba Lan, Tướng Carlos Roloff và Serafín Sánchez ở Las Villas, nâng cấp hàng ngũ và tăng cường kho vũ khí của họ. Vào giữa tháng 9, đại diện của năm Quân đoàn Giải phóng đã tập hợp tại Jimaguayú, Camagüey để thông qua Hiến pháp Jimaguayú. Hiến pháp này thành lập một chính phủ trung ương, nhóm các quyền hành pháp và lập pháp thành một thực thể, Hội đồng Chính phủ do Salvador Cisneros và Bartolomé Masó đứng đầu.
Sau một thời gian hợp nhất ở ba tỉnh miền Đông, quân giải phóng tiến về Camagüey và sau đó đến Matanzas, qua mặt và đánh lừa Quân đội Tây Ban Nha nhiều lần. Quân cách mạng đã đánh bại tướng Tây Ban Nha Arsenio Martínez Campos, người chiến thắng trong Cuộc chiến Mười năm và giết vị tướng thân tín nhất của mình tại Peralejo. Campos đã thử cùng một chiến lược mà ông đã áp dụng trong Chiến tranh Mười năm, xây dựng một vành đai phòng thủ rộng khắp trên đảo dài 80 kilômét (50 mi) và rộng 200 mét (660 ft). Vành đai phòng thủ này được gọi là  trocha , nhằm hạn chế các hoạt động của phiến quân ở các tỉnh phía đông, bao gồm một đường sắt từ Jucaro ở phía nam đến Moron ở phía bắc, trên đó các xe lửa bọc thép có thể đi lại. Tại các điểm khác nhau dọc theo tuyến đường sắt này có các công sự, cứ cách 12 mét (39 ft) có một chốt và cách 400 mét (1.300 ft) lại có hàng rào thép gai. Ngoài ra, bẫy mìn đã được đặt ở những vị trí có nhiều khả năng bị tấn công nhất.
Về phía quân nổi dậy, điều cần thiết là phải đưa cuộc chiến đến các tỉnh phía tây Matanzas, La Habana và Pinar del Río, nơi đặt trụ sở chính quyền và là tập trung sự giàu có của hòn đảo. Cuộc Chiến tranh Mười năm đã thất bại vì nó không thể tiến ra khỏi các tỉnh miền Đông. Trong một chiến dịch kỵ binh thành công vượt qua các  trocha , quân nổi dậy xâm chiếm mọi tỉnh. Bao vây tất cả các thành phố lớn và các thị trấn kiên cố, họ đến cực tây của hòn đảo vào ngày 22 tháng 1 năm 1896, đúng ba tháng sau cuộc tiến công gần Baraguá.

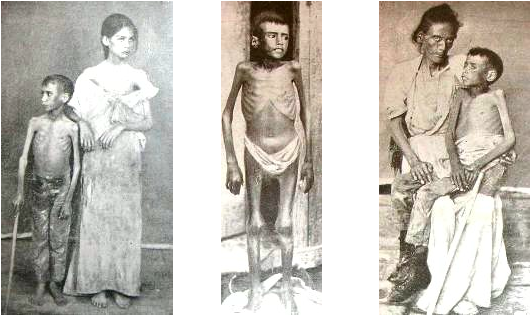
Nạn nhân người Cuba của chính sách tái thu hồi của Tây Ban Nha

Không thể đánh bại quân nổi dậy bằng các chiến thuật quân sự thông thường, Chính phủ Tây Ban Nha đã cử tướng Valeriano Weyler y Nicolau (biệt danh là  Kẻ đồ tể ), người muốn dùng các phương pháp khủng bố để đối phó với phiến quân như: tiến hành hành quyết định kỳ, lưu đày hàng loạt và tàn phá của các trang trại và mùa màng. Những biện pháp này đạt đến đỉnh điểm vào ngày 21 tháng 10 năm 1896 khi ông ta ra lệnh cho tất cả cư dân nông thôn và gia súc của họ tập trung tại các khu vực và thị trấn kiên cố mà quân đội ông chiếm đóng trong vòng tám ngày. Hàng trăm nghìn người đã phải rời bỏ nhà cửa, gây ra tình trạng quá tải kinh hoàng ở các thị trấn và thành phố. Đây là lần đầu tiên lịch sử ghi nhận và công nhận hình thức trại tập trung, nơi những người không tham gia chiến đấu bị di dời khỏi vùng đất của họ để tước đoạt sức mạnh của kẻ thù và sau đó những người bị giam giữ phải chịu những điều kiện kinh khủng. Người Tây Ban Nha cũng sử dụng các trại tập trung ở Philippines ngay sau đó, một lần nữa lại dẫn đến tử vong lớn không do chiến đấu. Người ta ước tính rằng biện pháp này đã gây ra cái chết của ít nhất một phần ba dân số vùng nông thôn Cuba. Chính sách di dời cưỡng bức được duy trì cho đến tháng 3 năm 1898.
Kể từ đầu những năm 1880, Tây Ban Nha cũng đã đàn áp phong trào đấu tranh giành độc lập ở Philippines vốn đang gia tăng mạnh mẽ; Do đó, Tây Ban Nha hiện đang phải chiến đấu trong hai cuộc chiến, gây ra gánh nặng cho nền kinh tế của nước này. Trong các cuộc đàm phán bí mật vào năm 1896, Tây Ban Nha đã từ chối lời đề nghị nhượng lại Cuba của Hoa Kỳ.
Maceo bị giết vào ngày 7 tháng 12 năm 1896 tại tỉnh La Habana khi đang trở về từ miền tây. Khi chiến tranh tiếp diễn, trở ngại lớn đối với thành công của Cuba là nguồn cung vũ khí. Mặc dù vũ khí và kinh phí đến từ bên trong Hoa Kỳ, hoạt động cung cấp đã vi phạm luật của Hoa Kỳ, được thực thi bởi Tuần duyên Hoa Kỳ; trong số 71 nhiệm vụ tiếp tế, chỉ có 27 nhiệm vụ thành công, 5 lần bị chặn bởi Tây Ban Nha và 33 lần bị Lực lượng bảo vệ bờ biển Hoa Kỳ chặn lại.
Năm 1897, quân giải phóng duy trì một vị trí đắc địa ở Camagüey và Oriente, nơi người Tây Ban Nha chỉ kiểm soát một vài thành phố. Nhà lãnh đạo tự do Tây Ban Nha Praxedes Sagasta thừa nhận vào tháng 5 năm 1897: "Sau khi gửi 200.000 người và đổ rất nhiều máu, chúng tôi không sở hữu nhiều đất trên đảo hơn những gì binh lính của chúng tôi đang có". Lực lượng nổi dậy gồm 3.000 người đã đánh bại người Tây Ban Nha trong nhiều cuộc chạm trán khác nhau, chẳng hạn như trận La Reforma và cuộc đầu hàng ở Las Tunas vào ngày 30 tháng 8, người Tây Ban Nha đã phải phòng thủ. Las Tunas đã được canh gác bởi hơn 1.000 lính được trang bị tốt và có hậu cần đầy đủ.
Như đã quy định tại Đại hội Jimaguayú hai năm trước đó, một Hội đồng lập hiến thứ hai đã họp tại La Yaya, Camagüey vào ngày 10 tháng 10 năm 1897. Hiến pháp mới được thông qua với quy định rằng bộ chỉ huy quân sự phải phụ thuộc vào chế độ dân sự. Chính phủ đã được xác nhận với Bartolomé Masó làm chủ tịch và Domingo Méndez Capote làm phó chủ tịch. Sau đó, Madrid quyết định thay đổi chính sách đối với Cuba, thay thế Weyler, xây dựng hiến pháp thuộc địa cho Cuba và Puerto Rico và thành lập một chính phủ mới ở La Habana. Nhưng với một nửa đất nước nằm ngoài tầm kiểm soát và nửa còn lại trong tay, chính phủ mới gần như không có quyền lực và bị phiến quân từ chối.

### Sự cốMaine

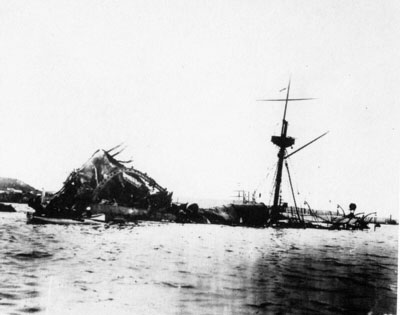
Đống đổ nát của USS Maine, được chụp vào năm 1898

Cuộc đấu tranh giành độc lập của người Cuba đã chiếm trọn tâm trí của người dân Bắc Mỹ trong nhiều năm và báo chí đã kích động can thiệp bằng những câu chuyện giật gân về những hành động tàn bạo của người Tây Ban Nha đối với người dân Cuba bản địa. Người Mỹ tin rằng trận chiến của Cuba với Tây Ban Nha giống như cuộc Chiến tranh Cách mạng Hoa Kỳ. Điều này vẫn tiếp diễn kể cả sau khi Tây Ban Nha thay thế Weyler và cho biết họ đã thay đổi chính sách của mình, dư luận Bắc Mỹ rất ủng hộ việc can thiệp có lợi cho người Cuba.
Vào tháng 1 năm 1898, một cuộc bạo động của những người trung thành với Cuba-Tây Ban Nha chống lại chính phủ tự trị mới đã nổ ra ở La Habana, dẫn đến việc phá hủy các nhà in của bốn tờ báo địa phương đăng các bài báo chỉ trích Quân đội Tây Ban Nha. Tổng lãnh sự Hoa Kỳ đã gọi điện cho Washington, lo ngại cho tính mạng của những người Mỹ sống ở La Habana. Đáp lại, chiến hạm USS Maine đã được gửi đến La Habana vào tuần cuối cùng của tháng Giêng. Vào ngày 15 tháng 2 năm 1898,  Maine  bị phá hủy bởi một vụ nổ, giết chết 268 thủy thủ. Nguyên nhân của vụ nổ vẫn chưa được xác định rõ ràng cho đến ngày nay nhưng vụ việc tập trung sự chú ý của Mỹ vào Cuba và Tổng thống William McKinley và những người ủng hộ ông đã không thể ngăn Quốc hội tuyên chiến để "giải phóng" Cuba.
Trong một nỗ lực nhằm xoa dịu Hoa Kỳ, chính quyền thuộc địa đã thực hiện hai bước theo yêu cầu của Tổng thống McKinley: chấm dứt chính sách cưỡng chế tái định cư và đề nghị đàm phán với những người đấu tranh giành độc lập. Tuy nhiên, thỏa thuận ngừng bắn đã bị phe nổi dậy bác bỏ và việc nhượng bộ tỏ ra quá muộn và quá kém hiệu quả. Madrid đã yêu cầu các cường quốc châu Âu khác giúp đỡ; họ từ chối và nói rằng Tây Ban Nha nên lùi bước.
Vào ngày 11 tháng 4 năm 1898, McKinley yêu cầu Quốc hội cho phép gửi quân đội Hoa Kỳ đến Cuba với mục đích chấm dứt cuộc nội chiến ở đó. Vào ngày 19 tháng 4, Quốc hội đã thông qua nghị quyết chung với tỷ lệ 311/6 phiếu thuận tại Hạ viện và 42/35 phiếu thuận tại Thượng viện ủng hộ nền độc lập của Cuba và bác bỏ bất kỳ ý định thôn tính Cuba nào, yêu cầu Tây Ban Nha rút quân và cho phép Tổng thống sử dụng nhiều lực lượng quân sự mà ông cho là cần thiết để giúp những người yêu nước Cuba giành độc lập từ Tây Ban Nha. Điều này đã được thông qua theo nghị quyết của Quốc hội và được Thượng nghị sĩ Henry Teller đưa vào Tu chính án, được nhất trí thông qua, quy định rằng "đảo Cuba theo lẽ phải phải được tự do và độc lập". Bản sửa đổi từ chối bất kỳ ý định nào của Hoa Kỳ trong việc thực hiện quyền tài phán hoặc quyền kiểm soát đối với Cuba ngoài lý do bình định và xác nhận rằng các lực lượng vũ trang sẽ bị loại bỏ khi chiến tranh kết thúc. Thượng viện và Quốc hội đã thông qua sửa đổi vào ngày 19 tháng 4, McKinley ký nghị quyết chung vào ngày 20 tháng 4 và tối hậu thư được chuyển đến Tây Ban Nha. Chiến tranh được tuyên bố vào ngày 21 tháng 4 năm 1898.
"Người ta cho rằng một lý do chính dẫn đến cuộc chiến của Hoa Kỳ chống lại Tây Ban Nha là sự cạnh tranh khốc liệt giữa hai tờ báo Thế giới New York của Joseph Pulitzer và Tạp chí New York của William Randolph Hearst", Joseph E. Wisan đã viết trong một bài luận có tiêu đề "Cuộc khủng hoảng Cuba được phản ánh qua báo chí New York "
(1934). Ông tuyên bố rằng "Theo ý kiến của người viết, Chiến tranh Tây Ban Nha - Mỹ sẽ không xảy ra nếu không có sự xuất hiện của Hearst trên báo chí New York đã gây ra một cuộc chiến gay gắt về việc phát hành báo." Người ta cũng cho rằng lý do chính mà Hoa Kỳ tham chiến là do một nỗ lực bí mật thất bại vào năm 1896 nhằm sở hữu Cuba từ một Tây Ban Nha đang suy yếu, kiệt quệ vì chiến tranh.

### Chiến trường Cuba trong Chiến tranh Tây Ban Nha-Mỹ

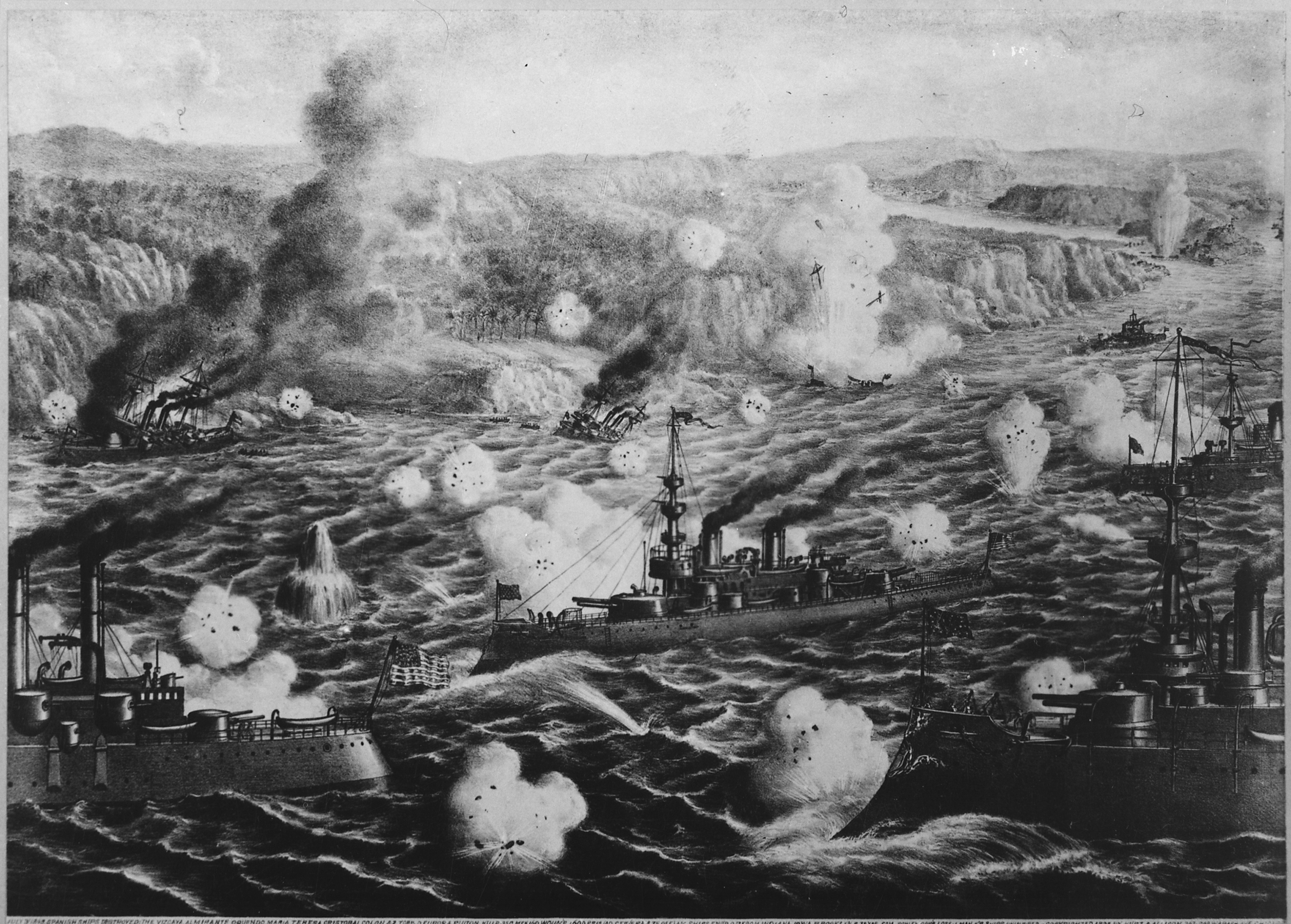
Hạm đội Tây Ban Nha của Đô đốc Cervera bị hủy diệt ngoài khơi Santiago de Cuba. 1898.

Các cuộc chiến bắt đầu vài giờ sau khi tuyên chiến, một đội quân của Mỹ dưới quyền Đô đốc William T. Sampson phong tỏa một số cảng của Cuba. Người Mỹ quyết định xâm lược Cuba và bắt đầu ở Oriente, nơi mà người Cuba có quyền kiểm soát gần như tuyệt đối và có thể hợp tác bằng cách thiết lập vị trí đổ bộ và bảo vệ cuộc đổ bộ của Mỹ ở Daiquiri. Mục tiêu đầu tiên của Hoa Kỳ là chiếm thành phố Santiago de Cuba để tiêu diệt quân đội của Linares và hạm đội của Cervera. Để đến được Santiago, họ phải vượt qua hệ thống phòng thủ tập trung của Tây Ban Nha ở Đồi San Juan và một thị trấn nhỏ ở El Caney. Từ ngày 22 đến ngày 24 tháng 6 năm 1898, quân Mỹ đổ bộ dưới quyền của Tướng William R. Shafter tại Daiquirí và Siboney, phía đông Santiago và thiết lập một căn cứ. Cảng Santiago trở thành mục tiêu chính của các hoạt động hải quân của Hoa Kỳ và hạm đội Mỹ tấn công Santiago cần có nơi trú ẩn trong mùa bão mùa hè. Vịnh Guantánamo gần đó với bến cảng tuyệt vời đã được chọn cho mục đích này và bị tấn công vào ngày 6 tháng 6. Trận Santiago de Cuba vào ngày 3 tháng 7 năm 1898 là trận giao tranh hải quân lớn nhất trong Chiến tranh Tây Ban Nha - Mỹ, dẫn đến việc Hải đội Caribe của Tây Ban Nha bị tiêu diệt.
Phản khang ở Santiago tập trung xung quanh Pháo đài Canosa, Cuộc tiến công của người Mỹ dừng lại sau các trận đánh lớn với quân Tây Ban Nha tại Las Guasimas vào ngày 24 tháng 6 và tại El Caney và San Juan Hill vào ngày 1 tháng 7. Tổn thất của quân Mỹ tại Las Guasimas là 16 người chết và 52 người bị thương; người Tây Ban Nha mất 12 người và 24 người bị thương. Người Mỹ có 81 người chết trong chiến đấu và 360 người bị thương trong trận đánh chiếm El Caney, nơi mà quân phòng thủ Tây Ban Nha có 38 người chết, 138 người bị thương và 160 người bị bắt. Tại San Juan, quân Mỹ có 144 người chết, 1.024 người bị thương và 72 người mất tích; Quân Tây Ban Nha có 58 người chết, 170 bị thương và 39 bị bắt. Quân đội Tây Ban Nha đã bảo vệ thành công Pháo đài Canosa, cho phép họ ổn định phòng tuyến và ngăn chặn cửa ngõ vào Santiago. Người Mỹ và người Cuba bắt đầu bao vây thành phố, quân đội Tây Ban Nha đã đầu hàng vào ngày 16 tháng 7 sau thất bại của Hải đội Caribe Tây Ban Nha. Do đó, Oriente nằm dưới sự kiểm soát của người Mỹ và người Cuba nhưng Tướng Hoa Kỳ Nelson A. Miles sẽ không cho phép quân đội Cuba tiến vào Santiago và nói rằng ông muốn ngăn chặn các cuộc đụng độ giữa người Cuba và người Tây Ban Nha. Vì thế, tướng Calixto García, người đứng đầu quân mambi ở miền Đông đã ra lệnh cho quân đội của mình đóng giữ các khu vực tương ứng của họ và từ chức, đồng thời viết một lá thư phản đối tướng Shafter.
Sau khi để mất Philippines và Puerto Rico, những quốc gia cũng đã bị Hoa Kỳ xâm lược và không còn hy vọng giữ được Cuba, Tây Ban Nha đã cầu hòa vào ngày 17 tháng 7 năm 1898. Vào ngày 12 tháng 8, Hoa Kỳ và Tây Ban Nha đã ký một nghị định thư hòa bình, trong đó Tây Ban Nha đồng ý từ bỏ mọi tuyên bố chủ quyền và quyền sở hữu Cuba. Vào ngày 10 tháng 12 năm 1898, Hoa Kỳ và Tây Ban Nha đã ký Hiệp định Paris chính thức, công nhận việc chiếm đóng quân sự của Hoa Kỳ. Mặc dù người Cuba đã tham gia vào các nỗ lực giải phóng hòn đảo nhưng Hoa Kỳ đã ngăn cản Cuba cử đại diện đến các cuộc hòa đàm ở Paris hoặc ký kết hiệp định, hiệp định không đặt ra giới hạn thời gian cho việc chiếm đóng của Hoa Kỳ và tách Isla de la Juventud khỏi Cuba. Mặc dù Tổng thống Hoa Kỳ không phản đối nền độc lập của Cuba nhưng Tướng Hoa Kỳ William R. Shafter đã từ chối cho phép Tướng Cuba Calixto García và các lực lượng nổi dậy của ông tham gia lễ đầu hàng ở Santiago de Cuba.

## Bị Hoa Kỳ chiếm đóng (1898 - 1902)
Sau khi những người lính Tây Ban Nha cuối cùng rời hòn đảo vào tháng 12 năm 1898, chính phủ Cuba tạm thời được giao cho Hoa Kỳ vào ngày 1 tháng 1 năm 1899. Thống đốc đầu tiên là Tướng John R. Brooke. Không giống như Guam, Puerto Rico và Philippines, Hoa Kỳ đã không sáp nhập Cuba vì những hạn chế áp đặt trong Tu chính án Teller.

### Thay đổi chính trị
Chính quyền Hoa Kỳ vẫn chưa quyết định về tình trạng tương lai của Cuba. Một khi nó đã được tước khỏi Tây Ban Nha, người ta có thể yên tâm rằng nó đã rơi vào vòng ảnh hưởng của Hoa Kỳ. Làm thế nào để đạt được điều này là một vấn đề được thảo luận căng thẳng và sáp nhập là một lựa chọn, không chỉ ở đất liền mà còn ở Cuba. McKinley đã nói về những liên kết nên tồn tại giữa hai quốc gia.
Brooke thành lập một chính phủ dân sự, đặt các thống đốc Hoa Kỳ trong bảy cơ quan mới được thành lập và lập các thống đốc dân sự cho các tỉnh cũng như thị trưởng và đại diện cho các thành phố tự trị. Nhiều quan chức chính quyền thuộc địa Tây Ban Nha được giữ lại chức vụ của họ. Người dân được lệnh giải giáp và trừ Quân Mambi, Brooke thành lập Lực lượng Bảo vệ Nông thôn và cảnh sát thành phố để phục vụ lực lượng chiếm đóng. Quyền tư pháp và tòa án của Cuba vẫn hợp pháp dựa trên các bộ luật của chính phủ Tây Ban Nha. Tomás Estrada Palma, người kế nhiệm Martí với tư cách là đại biểu của Đảng Cách mạng Cuba đã giải thể đảng vài ngày sau khi ký Hiệp ước Paris vào tháng 12 năm 1898, tuyên bố rằng các mục tiêu của đảng đã được đáp ứng. Hội đồng đại biểu cách mạng cũng bị giải tán. Như vậy, ba thiết chế tiêu biểu của phong trào giải phóng dân tộc đã biến mất.

### Thay đổi kinh tế
Trước khi Hoa Kỳ chính thức tiếp quản chính phủ, họ đã bắt đầu giảm thuế quan đối với hàng nhập khẩu của Mỹ vào Cuba mà không cấp các quyền tương tự cho hàng nhập khẩu của Cuba đến Hoa Kỳ. Các khoản thanh toán của chính phủ phải được thực hiện bằng đô la Mỹ. Bất chấp việc Tu chính án Foraker cấm chính phủ chiếm đóng của Hoa Kỳ cấp đặc quyền và nhượng bộ cho các nhà đầu tư Mỹ, nền kinh tế Cuba đã sớm bị tư bản Mỹ chi phối. Sự phát triển của các công ty đường ở Mỹ nhanh đến mức vào năm 1905, gần 10% tổng diện tích đất của Cuba thuộc về công dân Mỹ. Đến năm 1902, các công ty Mỹ kiểm soát 80% lượng quặng xuất khẩu của Cuba và sở hữu hầu hết các nhà máy sản xuất đường và thuốc lá.
Ngay sau chiến tranh, có một số rào cản lớn đối với các doanh nghiệp nước ngoài muốn hoạt động tại Cuba. Ba rào cản đó là: Nghị quyết chung năm 1898, Tu chính án Teller và Tu chính án Foraker — đe dọa đầu tư nước ngoài. Nghị quyết chung năm 1898 tuyên bố rằng nhân dân Cuba là những người tự do và độc lập, trong khi Tu chính án Teller tuyên bố thêm rằng Hoa Kỳ không thể sáp nhập Cuba. Hai đạo luật này rất quan trọng trong việc xoa dịu những người chống chủ nghĩa đế quốc khi Hoa Kỳ can thiệp vào cuộc chiến ở Cuba. Tương tự, Tu chính án Foraker cấm chính phủ quân sự Hoa Kỳ nhượng bộ cho các công ty Mỹ đã được thông qua để xoa dịu những người chống chủ nghĩa đế quốc trong thời kỳ chiếm đóng. Mặc dù ba đạo luật này giúp Hoa Kỳ có được chỗ đứng ở Cuba nhưng chúng lại gây trở ngại cho các doanh nghiệp Mỹ trong việc mua đất và lấy giấy phép. Cuối cùng, Cornelius Van Horne của Công ty Cuba, một công ty đường sắt đầu tiên ở Cuba đã tìm ra lỗ hổng trong "giấy phép có thể thu hồi" được biện minh bởi luật Tây Ban Nha hiện hành cho phép xây dựng các tuyến đường sắt ở Cuba một cách hiệu quả. Tướng Leonard Wood, thống đốc Cuba và là một nhà thôn tính nổi tiếng đã sử dụng kẽ hở này để cấp hàng trăm nhượng quyền, giấy phép và các nhượng bộ khác cho các doanh nghiệp Mỹ.
Một khi các rào cản pháp lý bị vượt qua, các khoản đầu tư của Mỹ đã biến đổi nền kinh tế Cuba. Trong vòng hai năm sau khi vào Cuba, Công ty Cuba đã xây dựng một tuyến đường sắt dài 350 dặm nối cảng Santiago phía đông với các tuyến đường sắt hiện có ở miền trung Cuba. Công ty là đơn vị đầu tư nước ngoài lớn nhất vào Cuba trong hai thập kỷ đầu của thế kỷ XX. Vào những năm 1910, nó là công ty lớn nhất cả nước. Cơ sở hạ tầng được cải thiện đã cho phép ngành mía đường lan rộng đến khu vực phía đông vốn chưa phát triển trước đây. Khi nhiều nhà sản xuất mía nhỏ của Cuba lâm vào cảnh khốn cùng vì nợ nần và thiệt hại do chiến tranh, các công ty Mỹ đã tiếp quản ngành mía đường một cách nhanh chóng với giá rẻ mạt. Đồng thời, các đơn vị sản xuất mới được gọi là các trung tâm có thể xay tới 2.000 tấn mía mỗi ngày, giúp các hoạt động quy mô lớn có lợi nhuận cao nhất. Chi phí cố định lớn của các trung tâm này khiến chúng hầu như chỉ có thể tiếp cận được với các công ty Mỹ có vốn cổ phần lớn. Hơn nữa, các trung tâm yêu cầu một nguồn mía lớn, ổn định để duy trì lợi nhuận, dẫn đến sự hợp nhất cao trong ngành. Những người nông dân trồng mía ở Cuba trước đây là chủ đất đã trở thành người trồng thuê trên đất của công ty và cung cấp mía thô cho các trung tâm. Đến năm 1902, 40% sản lượng đường của Cuba do người Bắc Mỹ kiểm soát.
Với các doanh nghiệp Mỹ thu nhiều lợi nhuận từ Cuba, hệ thống thuế quan của Mỹ đã được điều chỉnh phù hợp để tăng cường thương mại giữa hai quốc gia. Hiệp ước hỗ huệ năm 1903 đã hạ mức thuế quan của Hoa Kỳ đánh lên đường Cuba xuống 20%. Điều này đã giúp đường Cuba có lợi thế cạnh tranh trên thị trường Mỹ. Đồng thời, nó dành những nhượng bộ tương đương hoặc lớn hơn đối với hầu hết các mặt hàng nhập khẩu từ Hoa Kỳ. Nhập khẩu hàng hóa Mỹ của Cuba từ 17 triệu USD trong 5 năm trước chiến tranh tăng lên 38 triệu USD vào năm 1905 và cuối cùng lên hơn 200 triệu USD vào năm 1918. Tương tự, xuất khẩu của Cuba sang Hoa Kỳ đạt 86 triệu USD vào năm 1905 và tăng lên gần 300 USD triệu vào năm 1918.

### Bầu cử và độc lập
Yêu cầu của người dân về một Hội đồng lập hiến sớm xuất hiện. Vào tháng 12 năm 1899, Bộ trưởng Chiến tranh Hoa Kỳ đảm bảo với dân chúng Cuba rằng việc chiếm đóng chỉ là tạm thời, rằng các cuộc bầu cử cấp thành phố và tổng tuyển cử sẽ được tổ chức, rằng một Hội đồng Lập hiến sẽ được thành lập và chủ quyền sẽ được trao cho người dân Cuba. Brooke được thay thế bởi Tướng Leonard Wood để giám sát quá trình chuyển đổi. Các đảng mới được thành lập bao gồm Đảng Quốc gia Cuba, Đảng Cộng hòa Liên bang Las Villas, Đảng Cộng hòa La Habana và Đảng Liên minh Dân chủ.
Cuộc bầu cử đầu tiên bầu ra các vị trí thị trưởng, thủ quỹ và luật sư của 110 thành phố trực thuộc Trung ương trong nhiệm kỳ một năm diễn ra vào ngày 16 tháng 6 năm 1900 nhưng việc bỏ phiếu chỉ giới hạn ở những người Cuba biết chữ trên 21 tuổi và có tài sản trị giá hơn $250. Chỉ các thành viên của Quân đội Giải phóng đã bị giải thể mới được miễn các điều kiện này. Như vậy, con số khoảng 418.000 nam công dân trên 21 tuổi đã giảm xuống còn khoảng 151.000. 360.000 phụ nữ bị loại trừ hoàn toàn. Các cuộc bầu cử tương tự được tổ chức một năm sau đó, một lần nữa cũng với nhiệm kỳ một năm.
Cuộc bầu cử 31 đại biểu vào Quốc hội lập hiến được tổ chức vào ngày 15 tháng 9 năm 1900 với cùng những hạn chế về số phiếu bầu. Trong cả ba cuộc bầu cử, các ứng cử viên ủng hộ độc lập, bao gồm một số lượng lớn các đại biểu mambi, đã giành được đa số áp đảo. Hiến pháp được soạn thảo từ tháng 11 năm 1900 đến tháng 2 năm 1901 và sau đó được Quốc hội thông qua. Nó thiết lập một hình thức chính phủ cộng hòa, tuyên bố các quyền và tự do cá nhân được quốc tế công nhận, tự do tôn giáo, tách biệt giữa giáo hội và nhà nước và mô tả thành phần, cấu trúc và chức năng của các quyền lực nhà nước.
Vào ngày 2 tháng 3 năm 1901, Quốc hội Hoa Kỳ đã thông qua Đạo luật phân bổ Quân đội, quy định các điều kiện để rút quân đội Hoa Kỳ còn sót lại ở Cuba sau Chiến tranh Tây Ban Nha-Hoa Kỳ. Với tư cách là Điều khoản bổ sung, đạo luật này bao gồm Tu chính án Platt, xác định mỗi quan hệ Cuba-Hoa Kỳ cho đến năm 1934. Nó thay thế Tu chính án Teller trước đó. Tu chính án đưa ra một số quy tắc vi phạm nghiêm trọng chủ quyền Cuba như:
- Rằng chính phủ Cuba sẽ không bao giờ ký kết bất kỳ hiệp ước nào với bất kỳ thế lực nước ngoài nào sẽ làm suy yếu nền độc lập của Cuba, cũng như không cho phép bất kỳ thế lực nước ngoài nào có được quyền kiểm soát bất kỳ phần nào của hòn đảo.
- Cuba sẽ không ký hợp đồng nợ nước ngoài mà không đảm bảo rằng tiền lãi có thể được trả từ các khoản thu thông thường.
- Cuba đồng ý rằng Hoa Kỳ có thể can thiệp để duy trì nền độc lập của Cuba, để bảo vệ tính mạng, tài sản, quyền tự do cá nhân và thực hiện các nghĩa vụ do hiệp định Paris áp đặt.
- Yêu sách của Cuba đối với Đảo Pines (nay được gọi là Isla de la Juventud) không được thừa nhận và sẽ được xác định bằng hiệp ước.
- Việc Cuba cam kết cung cấp cho Hoa Kỳ "những vùng đất cần thiết để đóng quân hoặc các căn cứ hải quân tại một số điểm cụ thể đã được thỏa thuận".

Như một điều kiện tiên quyết cho nền độc lập của Cuba, Hoa Kỳ yêu cầu rằng sửa đổi này phải được Hội đồng Lập hiến thông qua đầy đủ và không có thay đổi, xem như là một phụ lục của hiến pháp mới. Đối mặt với sự lựa chọn này, phụ lục đã được thông qua sau khi tranh luận sôi nổi với bốn phiếu. Thống đốc Wood thừa nhận: "Cuba gần như không còn độc lập với Tu chính án Platt và nó giống như bị thôn tính hơn".
Trong cuộc bầu cử tổng thống ngày 31 tháng 12 năm 1901, Tomás Estrada Palma, một công dân Hoa Kỳ vẫn sống ở Hoa Kỳ là ứng cử viên duy nhất. Đối thủ của ông, Tướng Bartolomé Masó đã không ra ứng cử để phản đối chủ nghĩa thiên vị của Hoa Kỳ và sự thao túng bộ máy chính trị của những người ủng hộ Palma. Palma được bầu làm Tổng thống đầu tiên của Đảng Cộng hòa mặc dù ông chỉ trở lại Cuba 4 tháng sau cuộc bầu cử. Sự chiếm đóng của Hoa Kỳ chính thức kết thúc khi Palma nhậm chức vào ngày 20 tháng 5 năm 1902.

## Phát triển đầu thế kỷ XX (1902 - 1959)
Năm 1902, Hoa Kỳ giao quyền kiểm soát cho chính phủ Cuba. Điều kiện để Hoa Kỳ chuyển giao là nhà nước Cuba phải đưa vào hiến pháp mới các điều khoản thực hiện các yêu cầu của Tu chính án Platt, trong đó có những điều khoản cho phép Hoa Kỳ can thiệp quân sự vào Cuba. La Habana và Varadero sớm trở thành những khu du lịch nổi tiếng. Mặc dù một số nỗ lực đã được thực hiện để giảm bớt căng thẳng sắc tộc của Cuba thông qua các chính sách của chính phủ nhưng phân biệt chủng tộc và phân biệt đối xử không chính thức đối với người da đen và người mestizos vẫn phổ biến trong thời kỳ này.
Tổng thống Tomás Estrada Palma được bầu vào năm 1902 và Cuba tuyên bố độc lập dù Vịnh Guantánamo đã được cho Hoa Kỳ thuê như một phần của Tu chính án Platt. Tình trạng của Isla de la Juventud như là lãnh thổ của Cuba vẫn chưa được xác định cho đến năm 1925 khi Hoa Kỳ cuối cùng công nhận chủ quyền của Cuba đối với hòn đảo. Estrada Palma, một người đàn ông tiết kiệm, đã có nhiệm kỳ bốn năm thành công; Tuy nhiên, khi ông cố gắng kéo dài thời gian tại vị đã gây ra một cuộc nổi dậy sau đó.
Chiếm đóng Cuba lần thứ hai hay Bình định Cuba là một hoạt động quân sự lớn của Hoa Kỳ bắt đầu vào tháng 9 năm 1906. Sau khi chế độ của Tổng thống Palma sụp đổ, Tổng thống Hoa Kỳ Roosevelt đã ra lệnh xâm lược và thiết lập một cuộc chiếm đóng sẽ tiếp diễn trong gần bốn năm. Mục tiêu đã nêu của chiến dịch là ngăn chặn giao tranh giữa người Cuba, bảo vệ lợi ích kinh tế Bắc Mỹ và tổ chức bầu cử tự do. Năm 1906, đại diện của Hoa Kỳ William Howard Taft, đặc biệt là với đường lối ngoại giao cá nhân của Frederick Funston đã thương lượng để chấm dứt cuộc nổi dậy thành công do vị tướng trẻ Enrique Loynaz del Castillo lãnh đạo, người đã phục vụ dưới quyền Antonio Maceo trong cuộc chiến tranh giành độc lập cuối cùng. Estrada Palma từ chức và Thống đốc Hoa Kỳ Charles Magoon nắm quyền kiểm soát tạm thời cho đến năm 1909. Trong thời kỳ này, Agustín Martín Veloz và Francisco (Paquito) Rosales đã thành lập Đảng Cộng sản Cuba ở khu vực Manzanillo. Sau cuộc bầu cử José Miguel Gómez vào tháng 11 năm 1908, Cuba được coi là đủ ổn định để cho phép Mỹ rút quân. Việc rút quân hoàn thành vào tháng 2 năm 1909.
Trong ba thập kỷ, đất nước được lãnh đạo bởi các nhà lãnh đạo Cuộc chiến tranh giành độc lập. Sau khi được bầu, tất cả họ đều không phục vụ quá hai nhiệm kỳ hiến pháp. Tổng thống Cuba kế nhiệm gồm có: José Miguel Gómez (1908–1912); Mario García Menocal (1913–1920); Alfredo Zayas (1921–25) và Gerardo Machado (1925–1933).
Dưới thời Gómez Đảng Tự do, sự tham gia của người Cuba gốc Phi trong tiến trình chính trị đã bị hạn chế khi Partido Independiente de Color bị đặt ngoài vòng pháp luật và bị đàn áp đẫm máu vào năm 1912 khi quân đội Mỹ quay trở lại đất nước để bảo vệ các đồn điền mía đường. Người kế nhiệm Gómez là Mario Menocal của Đảng Bảo thủ, là một cựu quản lý của Tập đoàn đường Mỹ Cuba. Trong nhiệm kỳ tổng thống của ông ta, thu nhập từ đường tăng mạnh. Menocal tái đắc cử vào năm 1916 đã vấp phải cuộc nổi dậy vũ trang của Gómez và các đảng viên Đảng Tự do khác (lịch sử gọi là "Chiến tranh Chambelona"), khiến Hoa Kỳ gửi Thủy quân lục chiến đến Cuba một lần nữa để bảo vệ lợi ích của Mỹ. Gómez bị đánh bại, bị bắt và cuộc nổi dậy bị dập tắt.

Trong Thế chiến thứ nhất, Cuba tuyên chiến với Đế quốc Đức vào ngày 7 tháng 4 năm 1917, một ngày sau khi Hoa Kỳ tham chiến. Mặc dù không thể gửi quân đến châu Âu, Cuba đã đóng một vai trò quan trọng như một căn cứ để bảo vệ Tây Ấn khỏi các cuộc tấn công U-boat của Đức. Một dự thảo luật đã được đưa ra và 25.000 binh lính Cuba đã được huy động nhưng chiến tranh đã kết thúc trước khi Cuba tham chiến.
Alfredo Zayas, người đã tham gia cuộc nổi dậy của Đảng Tự do 1916–17, được bầu làm tổng thống năm 1920 và nhậm chức năm 1921. Khi hệ thống tài chính Cuba sụp đổ sau khi giá đường giảm, Zayas đã đảm bảo một khoản vay từ Hoa Kỳ vào năm 1922. Bất chấp sự độc lập trên danh nghĩa của đất nước, một nhà sử học đã kết luận rằng sự can thiệp quân sự liên tục và sự thống trị kinh tế của Hoa Kỳ đã một lần nữa biến Cuba trở thành một thuộc địa thực sự."

### Sau Thế chiến I
Tổng thống Gerardo Machado được bầu lên theo phổ thông đầu phiếu vào năm 1925 nhưng ông bị cấm tái tranh cử theo hiến pháp. Với quyết tâm hiện đại hóa Cuba, Machado đã khởi động một số dự án công trình dân dụng lớn như Đường cao tốc miền Trung. Khi kết thúc nhiệm kỳ theo hiến pháp, ông vẫn nắm quyền. Bất chấp Tu chính án Platt, Hoa Kỳ quyết định không can thiệp quân sự. Đảng Cộng sản Cuba (PCC) đã không làm được gì nhiều để chống lại Machado nắm quyền lực độc tài; tuy nhiên, nhiều đảng phái khác đã làm. Vào cuối những năm 1920 và đầu những năm 1930, một số nhóm cấp tiến Cuba bao gồm một số Mambí đã tổ chức một loạt các cuộc nổi dậy nhưng đều thất bại hoặc không ảnh hưởng đến thủ đô.
Cuộc nổi dậy của các sĩ quan đã phá hoại các thể chế và cấu trúc cưỡng chế của nhà nước độc tài. Những người cách mạng trẻ tuổi và tương đối non kinh nghiệm nhận thấy mình bị đẩy vào sảnh của quyền lực nhà nước bởi sự vận động của công nhân và nông dân. Từ tháng 9 năm 1933 đến tháng 1 năm 1934, một liên minh lỏng lẻo gồm các nhà hoạt động cấp tiến, sinh viên, trí thức trung lưu và binh lính cấp thấp bất mãn đã thành lập Chính phủ Cách mạng Lâm thời. Liên minh này được chỉ đạo bởi một giáo sư đại học nổi tiếng, Tiến sĩ Ramón Grau San Martín. Chính phủ Grau đã hứa về một 'Cuba mới' sẽ thuộc về mọi tầng lớp và bãi bỏ Tu chính án Platt. Trong khi các nhà lãnh đạo cách mạng chắc chắn muốn được Washington công nhận về mặt ngoại giao, họ tin rằng tính hợp pháp của họ xuất phát từ sự ủng hộ của dân chúng đã đưa họ lên nắm quyền chứ không phải từ sự chấp thuận của Bộ Ngoại giao Hoa Kỳ.
Để đạt được mục tiêu này, trong suốt mùa thu năm 1933, chính phủ đã ban hành một loạt cải cách đáng kể. Tu chính án Platt đã bị đơn phương bãi bỏ và tất cả các đảng phái chính trị thân Machado đều bị giải thể. Chính phủ lâm thời trao quyền tự trị cho Đại học La Habana, phụ nữ được quyền bầu cử, ngày làm việc 8 giờ được quyết định, mức lương tối thiểu được thiết lập cho những người cắt mía và việc phân xử bắt buộc được thúc đẩy. Chính phủ đã thành lập Bộ Lao động và một đạo luật đã được thông qua, trong đó quy định rằng 50% công nhân trong nông nghiệp, thương mại và công nghiệp phải là công dân Cuba. Chế độ Grau đặt cải cách nông nghiệp là ưu tiên, hứa hẹn quyền sở hữu hợp pháp cho nông dân trên vùng đất của họ. Lần đầu tiên trong lịch sử Cuba, đất nước được điều hành bởi những người không đàm phán các điều khoản quyền lực chính trị với Tây Ban Nha (trước năm 1898) hoặc với Hoa Kỳ (sau năm 1898). Chính phủ Lâm thời tồn tại cho đến tháng 1 năm 1934 và bị lật đổ bởi một liên minh chống chính phủ lỏng lẻo như nhau gồm các phần tử dân sự và quân sự cánh hữu được lãnh đạo bởi một trung sĩ người Tây Ban Nha lai thổ dân Mỹ trẻ là Fulgencio Batista. Phong trào này được Hoa Kỳ ủng hộ.

### Hiến pháp năm 1940 và thời đại Batista

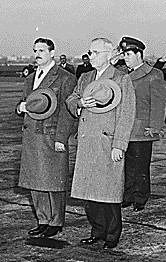
Tổng thống Carlos Prío Socarrás (trái), với tổng thống Hoa Kỳ Harry S. Truman tại Washington, D.C. vào năm 1948

#### Sự nổi lên của Batista
Năm 1940, Cuba tiến hành bầu cử quốc gia tự do và công bằng. Fulgencio Batista, ban đầu được các nhà lãnh đạo Cộng sản tán thành để đổi lấy việc hợp pháp hóa đảng Cộng sản và sự thống trị của Cộng sản đối với phong trào lao động. Việc tổ chức lại phong trào lao động trong thời gian này đã bị giới hạn với việc thành lập Confederacion de Trajabadores de Cuba (Công đoàn Công nhân Cuba hay CTC) vào năm 1938. Tuy nhiên, vào năm 1947, những người Cộng sản mất quyền kiểm soát CTC và ảnh hưởng của họ trong phong trào công đoàn giảm dần vào những năm 1950. Việc Batista đảm nhận chức vụ Tổng thống vào năm 1952 và những năm kéo dài đến năm 1958 đã đặt ra căng thẳng to lớn đối với phong trào lao động, một số lãnh đạo công đoàn độc lập từ chức khỏi CTC để phản đối sự cai trị của Batista. Hiến pháp năm 1940 theo Chủ nghĩa tiến bộ đã được chính quyền Batista thông qua. Hiến pháp từ chối khả năng tranh cử liên tiếp của Batista trong cuộc bầu cử năm 1944.
Thay vì tán thành người kế vị Carlos Zayas do Batista lựa chọn, người dân Cuba đã bầu Ramón Grau San Martín vào năm 1944. Một bác sĩ theo chủ nghĩa dân túy, người đã có thời gian ngắn giữ chức tổng thống trong quá trình cách mạng năm 1933, Grau đã thỏa thuận với Công đoàn để tiếp tục các chính sách ủng hộ lao động của Batista. Chính quyền của Grau ra đời trùng với thời điểm kết thúc Thế chiến thứ hai và ông đã chủ trì sự bùng nổ kinh tế khi sản lượng đường và giá cả tăng. Ông đã thiết lập các chương trình xây dựng công trình công cộng và trường học, tăng phúc lợi xã hội và khuyến khích phát triển kinh tế và sản xuất nông nghiệp. Tuy nhiên, sự thịnh vượng gia tăng kéo theo gia tăng tham nhũng cùng với chủ nghĩa gia đình trị và chủ nghĩa thiên vị nở rộ trong cơ sở chính trị. Bạo lực đô thị, di sản đầu những năm 1930, xuất hiện trở lại trên quy mô lớn. Đất nước này cũng dần nổi tiếng là căn cứ của tội phạm có tổ chức với Hội nghị La Habana năm 1946 chứng kiến những băng nhóm Mafia hàng đầu tràn vào thành phố.
Tiếp sau nhiệm kỳ tổng thống của Grau là của Carlos Prío Socarrás cũng được bầu một cách dân chủ nhưng chính phủ của ông này đã bị ô uế do gia tăng tham nhũng và các vụ bạo lực giữa các phe phái chính trị. Cùng khoảng thời gian đó, Fidel Castro trở thành người của công chúng tại Đại học La Habana. Eduardo Chibás –  lãnh đạo của Partido Ortodoxo (Đảng Chính thống), một nhóm dân chủ tự do –  được nhiều người dự đoán sẽ giành chiến thắng vào năm 1952 trên nền tảng chống tham nhũng. Tuy nhiên, Chibás đã tự sát trước khi ông có thể tranh cử tổng thống và phe đối lập bị bỏ lại mà không có một nhà lãnh đạo thống nhất.
Tận dụng thời cơ, Batista, người được cho là chỉ giành được một thiểu số nhỏ trong cuộc bỏ phiếu tổng thống năm 1952, đã lên nắm quyền trong một cuộc đảo chính gần như không đổ máu ba tháng trước khi cuộc bầu cử diễn ra. Tổng thống Prío đã không làm gì để ngăn chặn cuộc đảo chính và buộc phải rời khỏi hòn đảo. Do sự tham nhũng của hai chính quyền trước, phản ứng của công chúng đối với cuộc đảo chính lúc đầu có phần chấp nhận. Tuy nhiên, Batista sớm vấp phải sự phản đối gay gắt khi ông tạm thời đình chỉ việc bỏ phiếu và hiến pháp năm 1940, cố gắng cai trị bằng sắc lệnh. Tuy nhiên, các cuộc bầu cử được tổ chức vào năm 1954 và Batista được bầu lại trong những hoàn cảnh tranh chấp. Các đảng đối lập đã tiến hành một chiến dịch rầm rộ và tiếp tục làm như vậy, sử dụng báo chí tự do của Cuba trong suốt nhiệm kỳ của Batista.

#### Khuếch trương kinh tế
Mặc dù tham nhũng tràn lan dưới thời Batista nhưng Cuba đã phát triển mạnh mẽ về kinh tế dưới chế độ của ông. Tiền lương tăng đáng kể; Theo Tổ chức Lao động Quốc tế, mức lương trong lĩnh vực công nghiệp trung bình ở Cuba cao thứ tám thế giới vào năm 1958 và mức lương trong lĩnh vực nông nghiệp trung bình cao hơn các nước phát triển như Đan Mạch, Tây Đức, Bỉ và Pháp. Mặc dù một phần ba dân số vẫn sống trong cảnh nghèo đói (theo chính phủ của Batista), Cuba là một trong năm quốc gia phát triển nhất ở Mỹ Latinh vào cuối thời đại Batista, với 56% dân số sống ở các thành phố.
Trong những năm 1950, tổng sản phẩm quốc nội (GDP) bình quân đầu người của Cuba gần bằng Ý lúc đương thời và cao hơn đáng kể so với các nước như Nhật Bản, mặc dù GDP bình quân đầu người của Cuba vẫn chỉ bằng 1/6 của Hoa Kỳ. Quyền lao động cũng thuận lợi –  chế độ ngày làm việc 8 giờ được thiết lập vào năm 1933, rất lâu trước khi hầu hết các quốc gia khác và người lao động Cuba được nghỉ một tháng có lương, 9 ngày nghỉ ốm có lương và kì nghỉ sáu tuần trước và sau khi sinh con.
Cuba cũng có tỷ lệ tiêu thụ thịt, rau, ngũ cốc, ô tô, điện thoại và radio cao nhất châu Mỹ Latinh trong thời kỳ này.:186 Cuba có số lượng ti vi trên đầu người cao thứ năm trên thế giới và số đài phát thanh cao thứ tám thế giới (160). Theo Liên Hợp Quốc, 58 tờ nhật báo khác nhau hoạt động ở Cuba trong cuối những năm 1950, nhiều hơn bất kỳ quốc gia Mỹ Latinh nào trừ Brazil, Argentina và Mexico. La Habana là thành phố đắt đỏ thứ tư thế giới vào thời điểm đó và có nhiều rạp chiếu phim hơn New York. Cuba cũng có mức độ thâm nhập điện thoại cao nhất ở Mỹ Latinh mặc dù nhiều người dùng điện thoại vẫn chưa kết nối với tổng đài.

Hơn nữa, dịch vụ y tế của Cuba đã được phát triển đáng kể. Vào cuối những năm 1950, Cuba có số lượng bác sĩ bình quân đầu người cao nhất –  nhiều hơn ở Vương quốc Anh vào thời điểm đó –  và tử suất người lớn thấp thứ ba trên thế giới. Theo Tổ chức Y tế Thế giới, đảo quốc này có tỷ lệ tử vong ở trẻ sơ sinh thấp nhất ở Mỹ Latinh và thấp thứ 13 trên thế giới  –  tốt hơn so với các nước Pháp, Bỉ, Tây Đức, Israel, Nhật Bản, Áo, Ý, Tây Ban Nha và Bồ Đào Nha đương thời. Ngoài ra, chi tiêu cho giáo dục trên GDP của Cuba trong những năm 1950 là cao nhất ở Mỹ Latinh. Cuba có tỷ lệ biết chữ cao thứ tư trong khu vực, gần 80% theo Liên hợp quốc –  cao hơn Tây Ban Nha vào thời điểm đó.

#### Sự trì trệ và bất mãn
Tuy nhiên, Hoa Kỳ chứ không phải Mỹ Latinh là hệ quy chiếu cho những người Cuba có học thức. Người Cuba đến Mỹ, đọc báo Mỹ, nghe đài Mỹ, xem truyền hình Mỹ và bị hấp dẫn bởi văn hóa Mỹ. Tầng lớp trung lưu Cuba trở nên thất vọng trước khoảng cách kinh tế giữa Cuba và Mỹ. Tầng lớp trung lưu ngày càng không hài lòng với chính quyền trong khi các công đoàn ủng hộ Batista cho đến phút cuối cùng.
Sự chênh lệch lớn về thu nhập phát sinh do các đặc quyền rộng rãi mà công nhân Cuba được hưởng. Các công đoàn Cuba đã thiết lập các giới hạn về cơ giới hóa và thậm chí cấm sa thải ở một số nhà máy. Các đặc quyền của các công đoàn đã đạt được một phần lớn "bằng cái giá của những người thất nghiệp và nông dân".
Các quy định lao động của Cuba đã làm kinh tế bị trì trệ. Hugh Thomas cho rằng "các công đoàn cực đoan đã thành công trong việc duy trì vị thế của những người lao động được liên minh hóa và do đó khiến vốn không được dùng hiệu quả." Từ năm 1933 đến năm 1958, Cuba đã tăng cường điều tiết kinh tế rất nhiều. Quy định này khiến đầu tư giảm. Ngân hàng Thế giới cũng phàn nàn rằng chính quyền Batista đã tăng gánh nặng thuế mà không đánh giá tác động của nó. Tỷ lệ thất nghiệp cao; nhiều sinh viên tốt nghiệp đại học không tìm được việc làm. Dù tăng trưởng vượt bậc trước đó, tổng sản phẩm quốc nội của Cuba chỉ tăng trung bình 1% hàng năm trong giai đoạn 1950-1958.

##### Đàn áp chính trị và lạm dụng nhân quyền
Năm 1940, khi nhận được hỗ trợ quân sự, tài chính và hậu cần từ Hoa Kỳ, Batista đình chỉ Hiến pháp 1940 và thu hồi hầu hết các quyền tự do chính trị bao gồm cả quyền đình công. Sau đó, ông liên kết với những chủ đất giàu có nhất, những người sở hữu các đồn điền đường lớn nhất và chủ trì một nền kinh tế trì trệ, làm gia tăng khoảng cách giàu nghèo ở Cuba. Cuối cùng, hầu hết ngành công nghiệp đường nằm trong tay Hoa Kỳ và người nước ngoài sở hữu 70% diện tích đất canh tác. Do đó, chính phủ của Batista sau đó bắt đầu thu lợi một cách có hệ thống từ việc khai thác các lợi ích thương mại của Cuba bằng cách đàm phán các mối quan hệ béo bở với cả Mafia Mỹ, những kẻ kiểm soát các cơ sở kinh doanh ma túy, cờ bạc và mại dâm ở La Habana và với các công ty đa quốc gia lớn có trụ sở tại Hoa Kỳ đã được trao các hợp đồng béo bở. Để dập tắt sự bất bình ngày càng tăng trong dân chúng — thể hiện qua các cuộc biểu tình và bạo loạn sinh viên ngày càng thường xuyên — Batista đã kiểm duyệt chặt chẽ hơn các phương tiện truyền thông, đồng thời sử dụng cảnh sát mật Cục Đàn áp Hoạt động Cộng sản để đàn áp trên diện rộng, tra tấn và hành quyết công khai. Những vụ giết người này xảy ra vào năm 1957, khi Fidel Castro đã có xuất hiện trước công chúng thường xuyên và đã có ảnh hưởng nhất định. Nhiều người đã thiệt mạng, ước tính từ hàng trăm đến khoảng 20.000 người thiệt mạng.

## 1953–1959: Cách mạng Cuba

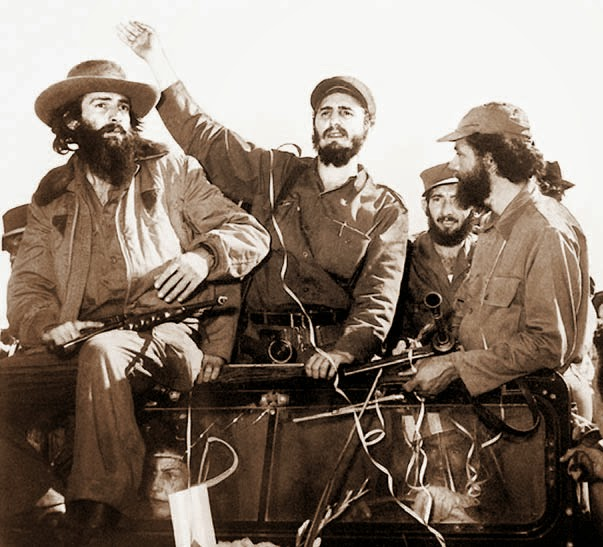
Camilo Cienfuegos, Fidel Castro, Huber Matos tiến vào La Habana ngày 8 tháng 1 năm 1959

Năm 1952, Fidel Castro, một luật sư trẻ đang tranh cử một ghế trong Phòng Dân biểu của Partido Ortodoxo đã đưa ra một bản kiến nghị phế truất chính phủ của Batista với lý do chính phủ này đã đình chỉ bất hợp pháp quá trình bầu cử. Tuy nhiên, các tòa án đã không hành động theo đơn yêu cầu và phớt lờ những yêu cầu pháp lý của Castro. Do đó, Castro quyết tâm sử dụng vũ trang để lật đổ Batista; ông và em trai của mình là Raúl đã tập hợp những người ủng hộ, và vào ngày 26 tháng 7 năm 1953, đã dẫn đầu một cuộc tấn công vào Doanh trại Moncada gần Santiago de Cuba. Cuộc tấn công kết thúc trong thất bại –  chính quyền đã tiêu diệt một số quân nổi dậy, bắt giữ Castro, xét xử  và kết án ông 15 năm tù. Tuy nhiên, chính phủ Batista đã trả tự do cho ông vào năm 1955 khi lệnh ân xá được ban cho nhiều tù nhân chính trị, bao gồm cả những người đã tấn công doanh trại Moncada. Castro và em trai sau đó phải sống lưu vong ở Mexico, nơi họ gặp nhà cách mạng người Argentina Ernesto "Che" Guevara. Khi ở Mexico, Guevara và anh em nhà Castro tổ chức Phong trào 26 tháng 7 với mục tiêu lật đổ Batista. Vào tháng 12 năm 1956, Fidel Castro dẫn đầu một nhóm 82 chiến sĩ đến Cuba trên du thuyền  Granma , cập bến ở phần phía đông của hòn đảo. Bất chấp cuộc nổi dậy của Frank País Pesqueira và những người đi theo của ông ta trong phong trào ủng hộ Castro ở thành thị trước khi cuộc đổ bộ diễn ra, lực lượng của Batista đã nhanh chóng giết, phân tán hoặc bắt giữ hầu hết người của Castro.
Castro cố gắng trốn thoát vào vùng núi Sierra Maestra với khoảng 12 chiến binh nhờ sự hỗ trợ bởi phe đối lập ở thành thị và nông thôn, bao gồm Celia Sanchez và những tên cướp của gia đình Cresencio Perez. Castro và Guevara sau đó bắt đầu một chiến dịch du kích chống lại chế độ Batista. Lực lượng chính của họ được hỗ trợ bởi rất nhiều  escopeteros  được trang bị kém và các chiến binh được trang bị tốt của tổ chức của Frank País. Các cuộc kháng chiến chống Batista ngày càng gia tăng, bao gồm cả cuộc chiến đẫm máu của Hải quân Cuba ở Cienfuegos, nhanh chóng dẫn đến nội loạn. Đồng thời, các nhóm du kích đối thủ ở Dãy núi Escambray cũng bắt đầu nổi dậy. Castro đã cố gắng dàn xếp một cuộc tổng đình công vào năm 1958 nhưng không  được sự ủng hộ của những người Cộng sản hoặc công đoàn. Nhiều nỗ lực của lực lượng Batista nhằm đè bẹp quân nổi dậy đều thất bại. Lực lượng của Castro đã có thể thu được vũ khí bao gồm 12 súng cối, 2 súng bazooka, 12 súng máy gắn trên giá ba chân, 21 súng máy hạng nhẹ, 142 súng trường M-1 và 200 súng tiểu liên Dominica Cristobal.. Phần thưởng lớn nhất dành cho quân nổi dậy là một chiếc xe tăng M4 Sherman của chính phủ, được sử dụng trong Trận chiến Santa Clara sau này.
Hoa Kỳ áp đặt các hạn chế thương mại đối với chính quyền Batista và cử một phái viên cố gắng thuyết phục Batista tự nguyện rời khỏi đất nước. Với tình hình quân sự trở nên mất kiểm soát, Batista bỏ trốn vào ngày 1 tháng 1 năm 1959 và Castro lên thay. Trong vòng vài tháng sau khi nắm quyền kiểm soát, Castro đã tiến tới củng cố quyền lực của mình bằng cách loại bỏ các nhóm và nhân vật phản kháng khác, đồng thời bỏ tù và hành quyết những người chống đối và những người ủng hộ trước đây nhưng bất đồng chính kiến. Khi cuộc cách mạng trở nên triệt để hơn và tiếp tục gạt người giàu, chủ đất và một số người phản đối hướng đi của nó ra khỏi xã hội, hàng ngàn người Cuba đã bỏ trốn khỏi hòn đảo. Qua nhiều thập kỷ, họ đã hình thành nên một cộng đồng người Cuba lưu vong trên đất Mỹ. Người Mỹ gốc Cuba ngày nay chiếm một tỷ lệ lớn dân số của bang Florida thuộc Hoa Kỳ và tạo thành một khối bỏ phiếu đáng kể.

## Cuba dưới thời Fidel Castro

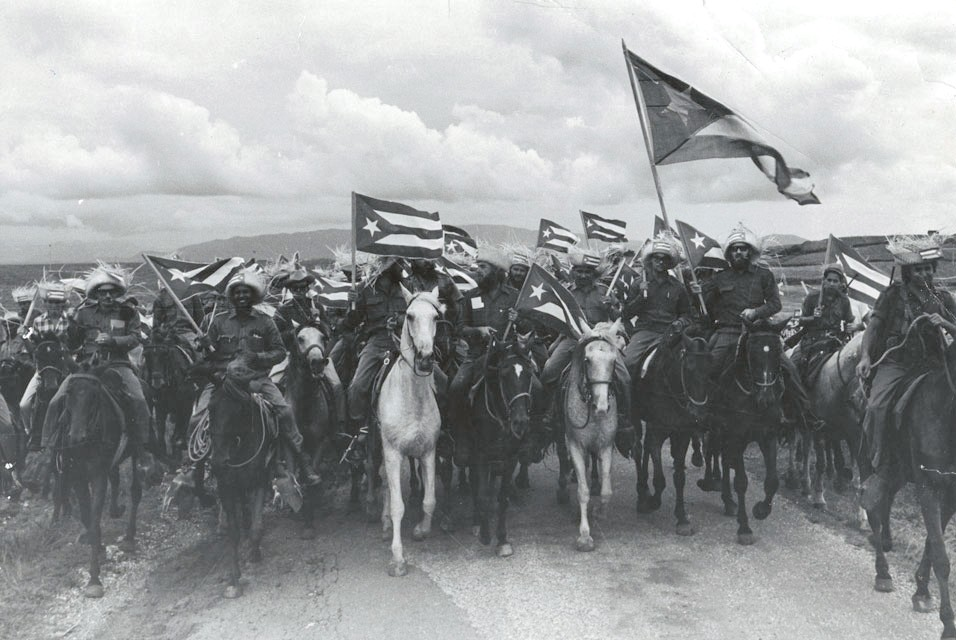
Những người nổi dậy trong Phong trào 26 tháng 7 của Fidel Castro cưỡi ngựa vào năm 1959

### Chính trị
Vào ngày 1 tháng 1 năm 1959, Che Guevara hành quân từ Santa Clara đến La Habana mà không gặp phải sự kháng cự nào. Trong khi đó, Fidel Castro đưa binh sĩ của mình đến Doanh trại Moncada, nơi tất cả 5.000 binh sĩ trong doanh trại đều đi theo phong trào Cách mạng. Vào ngày 4 tháng 2 năm 1959, Fidel Castro công bố một kế hoạch cải cách lớn bao gồm một dự án công trình công cộng, cải cách ruộng đất cấp cho gần 200.000 gia đình đất nông nghiệp và cả kế hoạch quốc hữu hóa nhiều ngành công nghiệp khác nhau.
Chính phủ mới của Cuba đã sớm vấp phải sự phản đối từ các nhóm chiến binh và từ Hoa Kỳ, quốc gia đã hỗ trợ Batista về mặt chính trị và kinh tế. Fidel Castro nhanh chóng thanh trừng các đối thủ chính trị khỏi chính quyền. Lòng trung thành với Castro và cuộc cách mạng trở thành tiêu chí hàng đầu trong việc bổ nhiệm. Các Phong trào chính trị chẳng hạn như Công đoàn phản đối chính quyền cách mạng đều bị đặt ngoài vòng pháp luật. Vào cuối năm 1960, tất cả các tờ báo của phe đối lập đều bị đóng cửa và tất cả các đài phát thanh và truyền hình đều nằm dưới sự kiểm soát của nhà nước.:189 Các giáo viên và giáo sư bị phát hiện dính líu đến phản cách mạng đều bị thanh trừng.:189 Em trai của Fidel, Raúl Castro đã trở thành chỉ huy của Lực lượng Vũ trang Cách mạng Cuba. :189 Vào tháng 9 năm 1960, một hệ thống mạng lưới theo dõi khu phố được gọi là Ủy ban Bảo vệ Cách mạng (CDR) được thành lập.:189
Vào tháng 7 năm 1961, hai năm sau Cách mạng 1959, Các tổ chức cách mạng thống nhất (IRO) được thành lập, hợp nhất Phong trào 26 tháng 7 của Castro với  Đảng Dân chủ Xã hội  của Blas Roca và Hội đồng Cách mạng 13 tháng 3 của Faure Chomón. Vào ngày 26 tháng 3 năm 1962, IRO trở thành Đảng Cách mạng Xã hội Chủ nghĩa Cuba thống nhất (PURSC), sau đó trở thành Đảng Cộng sản vào ngày 3 tháng 10 năm 1965 với Castro là Bí thư thứ nhất. Năm 1976, một cuộc trưng cầu dân ý toàn quốc đã phê chuẩn Hiến pháp mới với 97,7% ủng hộ. Hiến pháp bảo đảm vai trò trung tâm của Đảng Cộng sản trong việc điều hành Cuba nhưng không để đảng tham gia vào quá trình bầu cử. Các đảng nhỏ hơn khác tồn tại nhưng có ít ảnh hưởng và không được phép vận động chống lại chương trình của Đảng Cộng sản.

### Cắt đứt quan hệ với Hoa Kỳ

#### Sự phẫn nộ của Castro về ảnh hưởng của Mỹ
Hoa Kỳ công nhận chính phủ Castro vào ngày 7 tháng 1 năm 1959, sáu ngày sau khi Batista chạy trốn khỏi Cuba. Tổng thống Eisenhower đã cử một đại sứ mới là Philip Bonsal đến thay thế Earl E. T. Smith, người thân cận với Batista. Chính quyền Eisenhower, theo thỏa thuận với các phương tiện truyền thông Mỹ và Quốc hội làm điều này với giả định rằng "Cuba [sẽ] vẫn nằm trong phạm vi ảnh hưởng của Hoa Kỳ". Giáo sư chính sách đối ngoại Piero Gleijeses lập luận rằng nếu Castro chấp nhận điều này, ông sẽ được phép tiếp tục nắm quyền. Nếu không ông ta sẽ bị lật đổ.
Trong số những người chống đối Batista, nhiều người muốn hòa hợp với Hoa Kỳ. Tuy nhiên, Castro có tư tưởng chống lại ảnh hưởng của Hoa Kỳ. Castro không tha thứ cho việc Hoa Kỳ cung cấp vũ khí cho Batista trong cuộc cách mạng. Vào ngày 5 tháng 6 năm 1958, ở đỉnh cao của cuộc cách mạng, ông đã viết: "Người Mỹ sẽ phải trả giá đắt cho những gì họ đang làm. Khi chiến tranh kết thúc, tôi sẽ bắt đầu một cuộc chiến dài hơn và lớn hơn của riêng mình: cuộc chiến mà tôi sẽ chiến đấu chống lại họ. Đó sẽ là sứ mệnh của tôi ". (Hoa Kỳ đã ngừng cung cấp vũ khí cho Batista vào tháng 3 năm 1958, nhưng vẫn để Nhóm Cố vấn Quân sự của họ ở Cuba). Vì vậy, Castro không có ý định cúi đầu trước Hoa Kỳ. "Mặc dù vẫn chưa định hình được về Cuba như mong muốn, Castro đã mơ về một cuộc cách mạng sâu rộng sẽ phá bỏ cấu trúc kinh tế xã hội bị áp bức của đất nước ông và về một Cuba không chịu ảnh hưởng bởi Hoa Kỳ".

#### Cắt đứt quan hệ
Chỉ sáu tháng sau khi Castro nắm quyền, chính quyền Eisenhower bắt đầu âm mưu lật đổ ông. Vương quốc Anh đã bị thuyết phục để hủy bán máy bay tiêm kích Hawker Hunter cho Cuba. Hội đồng An ninh Quốc gia Hoa Kỳ (NSC) đã nhóm họp vào tháng 3 năm 1959 để xem xét các biện pháp tiến hành thay đổi chế độ và Cơ quan Tình báo Trung ương (CIA) bắt đầu trang bị cho du kích bên trong Cuba vào tháng Năm.

Vào tháng 1 năm 1960 Roy R. Rubottom, Jr., Trợ lý Ngoại trưởng phụ trách các vấn đề liên Mỹ đã tóm tắt sự phát triển của Quan hệ Cuba – Hoa Kỳ kể từ tháng 1 năm 1959: 
"Khoảng thời gian từ tháng 1 đến tháng 3 có thể được coi là thời kỳ trăng mật của chính phủ Castro. Vào tháng 4, một xu hướng đi xuống trong quan hệ Mỹ - Cuba đã thể hiện rõ ràng… Vào tháng 6, chúng tôi đã đi đến quyết định rằng không thể đạt được các mục tiêu của mình khi Castro nắm quyền và đã đồng ý thực hiện chương trình do Thứ trưởng Ngoại giao Livingston T. Merchant đề cập. Vào ngày 31 tháng 10, theo thỏa thuận với Cơ quan Tình báo Trung ương, Bộ đã đề xuất với Tổng thống phê duyệt một chương trình do ông Merchant đề cập. Chương trình được phê duyệt cho phép chúng tôi hỗ trợ các phần tử ở Cuba chống lại chính phủ Castro và khiến sự sụp đổ của Castro dường như là kết quả của những sai lầm của chính ông ta."

Vào tháng 3 năm 1960, con tàu Pháp  La Coubre  đã nổ tung ở Cảng La Habana khi nó dỡ các loại đạn, giết chết hàng chục người. CIA đổ lỗi vụ nổ cho chính phủ Cuba.
Quan hệ giữa Hoa Kỳ và Cuba xấu đi nhanh chóng khi chính phủ Cuba phản ứng với việc từ chối để Shell, Standard Oil và Texaco lọc dầu từ Liên Xô tại các nhà máy lọc dầu của họ ở Cuba và đã nắm quyền kiểm soát các nhà máy lọc dầu đó vào tháng 7 năm 1960. Chính quyền Eisenhower dưới sự thúc đẩy bởi các công ty dầu khí, đã tẩy chay Cuba. Cuba đã đáp trả bằng cách quốc hữu hóa các nhà máy lọc dầu vào tháng 8 năm 1960. Cả hai bên tiếp tục leo thang tranh chấp. Cuba đã trưng thu nhiều tài sản thuộc sở hữu của Hoa Kỳ, đặc biệt là những tài sản thuộc International Telephone and Telegraph Company (ITT) và United Fruit Company. Trong đạo luật cải cách nông nghiệp đầu tiên của chính phủ Castro vào ngày 17 tháng 5 năm 1959, nhà nước đã tìm cách giới hạn quy mô đất đai và phân phối đất đai đó cho các hộ nông dân nhỏ ở các vùng "mức sống tối thiểu". Luật này là cái cớ để chiếm đoạt các vùng đất do người nước ngoài nắm giữ để phân phối lại cho công dân Cuba.

#### Chính thức cắt đứt quan hệ
Hoa Kỳ cắt đứt quan hệ ngoại giao với Cuba vào ngày 3 tháng 1 năm 1961, và cấm vận vào tháng 2 năm 1962. Tổ chức các quốc gia châu Mỹ, dưới áp lực của Hoa Kỳ, đã đình chỉ tư cách thành viên của Cuba vào ngày 22 tháng 1 năm 1962 và chính phủ Hoa Kỳ cấm tất cả liên kết thương mại Hoa Kỳ - Cuba vào ngày 7 tháng 2. Chính quyền Kennedy đã gia hạn lệnh cấm này vào ngày 8 tháng 2 năm 1963, cấm công dân Hoa Kỳ đến Cuba hoặc thực hiện các giao dịch tài chính hoặc thương mại với nước này.
Lúc đầu, lệnh cấm vận không mở rộng sang các nước khác và Cuba giao thương với hầu hết các nước châu Âu, châu Á và châu Mỹ Latinh và đặc biệt là với Canada. Tuy nhiên, sau đó Hoa Kỳ đã gây áp lực buộc các quốc gia khác và các công ty Mỹ có công ty con ở nước ngoài hạn chế thương mại với Cuba. Đạo luật Helms – Burton năm 1996 gây khó khăn cho các công ty nước ngoài làm ăn với Cuba cũng kinh doanh tại Hoa Kỳ, buộc họ phải lựa chọn giữa hai thị trường.

### Cuộc xâm lược ở Vịnh Con Lợn

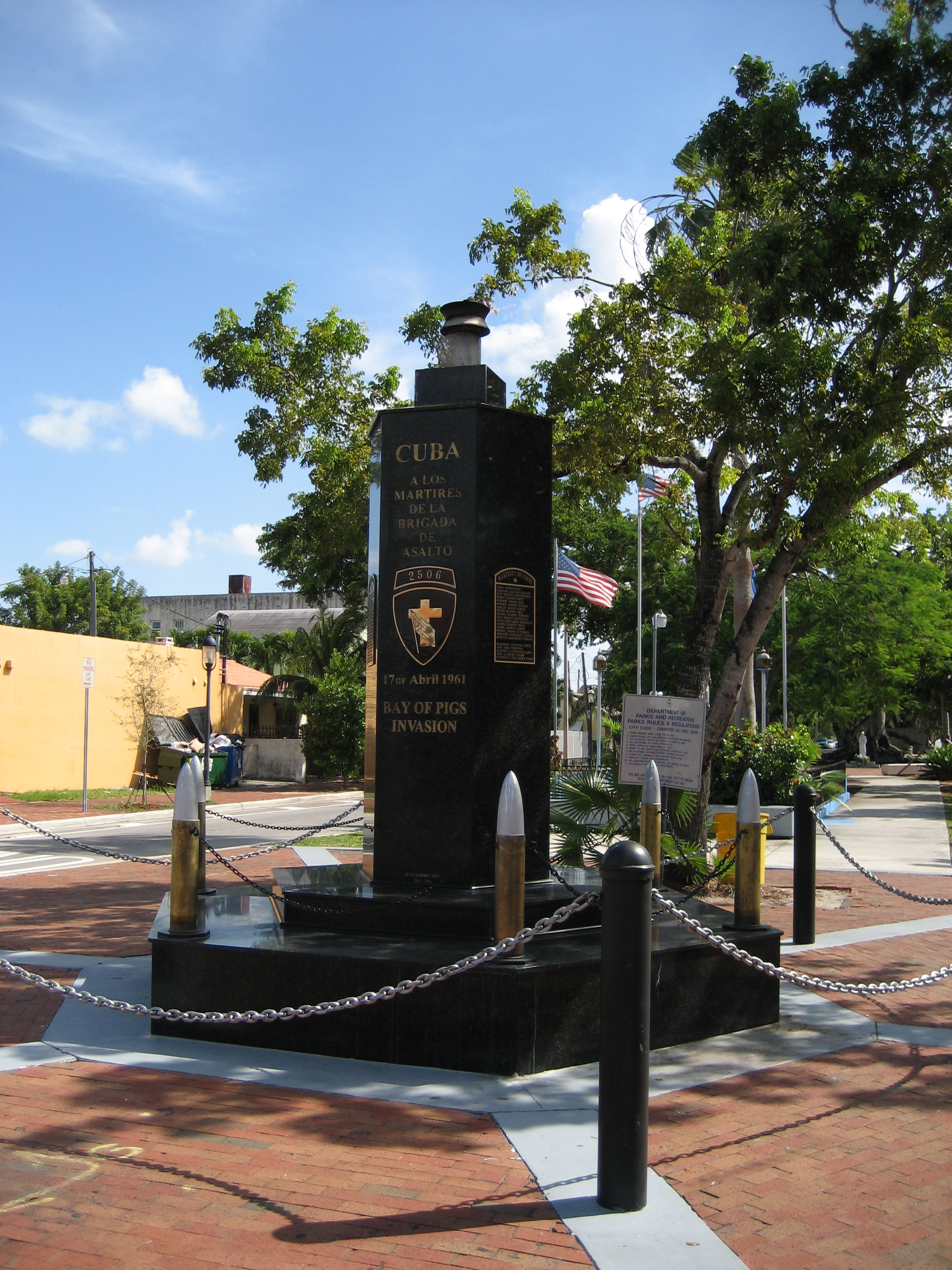
Đài tưởng niệm Sự kiện Vịnh Con Lợn ở Miami, Florida

Vào tháng 4 năm 1961, chưa đầy bốn tháng dưới thời chính quyền Kennedy, Cơ quan Tình báo Trung ương (CIA) đã thực hiện một kế hoạch đã được phát triển dưới thời chính quyền Eisenhower. Chiến dịch quân sự nhằm lật đổ chính quyền cách mạng của Cuba này hiện được gọi là Cuộc xâm lược Vịnh Con lợn (hay  La Batalla de Girón  ở Cuba). Mục đích của cuộc xâm lược là trao quyền cho các nhóm chiến binh đối lập để "lật đổ chế độ Cộng sản" và thành lập "một chính phủ mới mà Hoa Kỳ có thể chung sống trong hòa bình." Cuộc xâm lược được thực hiện bởi một nhóm bán quân sự do CIA tài trợ gồm hơn 1.400 người Cuba lưu vong được gọi là Lữ đoàn 2506. Đến Cuba bằng thuyền từ Guatemala vào ngày 15 tháng 4, lữ đoàn đổ bộ lên bãi biển Playa Girón và ban đầu áp đảo cuộc phản công của Cuba. Nhưng đến ngày 20 tháng 4, lữ đoàn đầu hàng và bị thẩm vấn công khai trước khi bị đưa về Mỹ. Tổng thống mới nhậm chức John F. Kennedy đã nhận toàn bộ trách nhiệm về hoạt động này, mặc dù ông đã phủ quyết yêu cầu tiếp viện trong trận chiến. Cuộc xâm lược đã giúp xây dựng thêm sự ủng hộ của quần chúng đối với chính phủ Cuba mới. Sau đó, chính quyền Kennedy bắt đầu Chiến dịch Cầy mangut, một chiến dịch phá hoại bí mật của CIA chống lại Cuba, bao gồm việc trang bị vũ khí cho các nhóm chiến binh, phá hoại cơ sở hạ tầng của Cuba và âm mưu ám sát Castro. Tất cả những điều này đã củng cố sự ngờ vực của Castro đối với Mỹ và tạo tiền đề cho Cuộc khủng hoảng tên lửa Cuba.

### Cuộc khủng hoảng tên lửa Cuba
Căng thẳng giữa hai chính phủ lại lên đến đỉnh điểm trong Cuộc khủng hoảng tên lửa Cuba vào tháng 10 năm 1962. Hoa Kỳ có một kho vũ khí hạt nhân tầm xa lớn hơn nhiều so với Liên Xô cũng như tên lửa đạn đạo tầm trung (MRBM) ở Thổ Nhĩ Kỳ, trong khi Liên Xô có một kho dự trữ vũ khí hạt nhân tầm trung lớn chủ yếu được đặt ở châu Âu. Cuba đã đồng ý để Liên Xô bí mật đặt các tàu MRBM SS-4  Sandal  và SS-5  Skean  trên lãnh thổ của họ. Các báo cáo từ bên trong Cuba đến các nguồn lưu vong đặt câu hỏi về sự cần thiết của một lượng lớn băng được chuyển đến các vùng nông thôn, dẫn đến việc phát hiện ra tên lửa, được xác nhận bởi ảnh trinh sát từ máy bay do thám Lockheed U-2. Hoa Kỳ phản ứng bằng cách thiết lập hàng rào trên vùng biển quốc tế để ngăn các tàu Liên Xô mang thêm tên lửa (được chỉ định là Phong tỏa dịch bệnh chứ không phải phong tỏa để tránh các vấn đề về luật quốc tế). Cùng lúc đó, Castro đã hơi quá khích đối với sự ủng hộ của Moscow, vì vậy vào thời điểm cuối cùng, Liên Xô đã gọi lại tàu của họ. Ngoài ra, họ đồng ý dỡ bỏ các tên lửa đã có để đổi lấy một thỏa thuận rằng Hoa Kỳ sẽ không xâm lược Cuba. Chỉ sau khi Liên Xô sụp đổ, người ta mới tiết lộ rằng một phần khác của thỏa thuận là việc loại bỏ các tên lửa của Mỹ khỏi Thổ Nhĩ Kỳ. Nó cũng chỉ ra rằng một số tàu ngầm mà Hải quân Hoa Kỳ chặn đang mang tên lửa hạt nhân và việc liên lạc với Moskva là không cần thiết, khiến các thuyền trưởng của các tàu ngầm đó quyết định không bắn tên lửa. Ngoài ra, sau khi Liên Xô tan rã, chính phủ Nga tiết lộ rằng FROG có trang bị vũ khí hạt nhân (Tên lửa phóng từ mặt đất) và máy bay ném bom Ilyushin Il-28 hay  Beagle  cũng đã được triển khai ở Cuba.

### Xây dựng quân đội

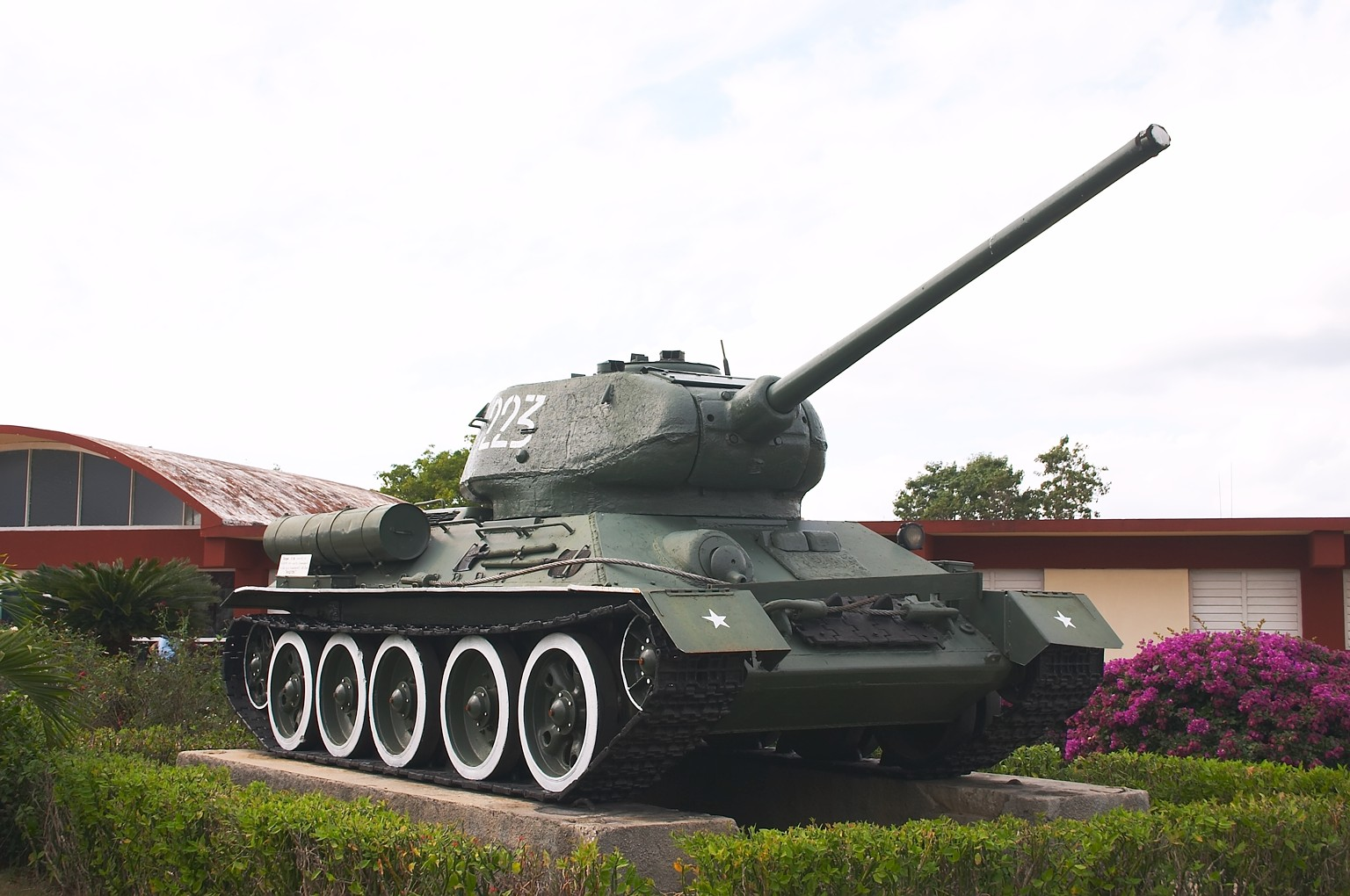
Xe tăng T-34 của Nga tại Museo Giron, Cuba

Trong cuộc duyệt binh Tết Dương lịch năm 1961, chính quyền Cộng sản đã trưng bày Xe tăng Liên Xô và các loại vũ khí khác. Các sĩ quan Cuba đã được đào tạo quân sự kéo dài tại Liên Xô, trở nên thành thạo trong việc sử dụng các hệ thống vũ khí tiên tiến của Liên Xô như máy bay tiêm kích phản lực MIG, tàu ngầm, pháo tinh vi và các thiết bị phòng không và mặt đất khác. Trong gần 30 năm hợp tác quân sự giữa Cuba-Liên Xô, Moskva đã cung cấp cho Lực lượng Vũ trang Cách mạng Cuba - hầu hết là miễn phí - gần như tất cả các thiết bị, đào tạo và vật tư trị giá xấp xỉ 1 tỷ đô la hàng năm. Đến năm 1982, Cuba sở hữu lực lượng vũ trang bình quân đầu người được trang bị tốt nhất và lớn nhất ở Mỹ Latinh.

### Đàn áp bất đồng chính kiến
Các Tổ chức  hỗ trợ sản xuất của quân đội hay UMAP ( Unidades Militares para la Ayuda de Producción ) –  trên thực tế là các trại tập trung lao động cưỡng bức –  được thành lập vào năm 1965 như một cách để loại bỏ các giá trị "tư sản" và "phản cách mạng" trong dân chúng Cuba. Vào tháng 7 năm 1968, tên "UMAP" bị xóa và các thủ tục giấy tờ liên quan đến UMAP bị phá hủy. Các trại tiếp tục được gọi là "Tổ chức Quân đội".
Vào những năm 1970, mức sống ở Cuba "cực kỳ khắc khổ" và sự bất mãn tràn lan. Castro đã thay đổi các chính sách kinh tế trong nửa đầu những năm 1970. Vào những năm 1970, thất nghiệp lại xuất hiện. Giải pháp được đưa ra là hình sự hóa tình trạng thất nghiệp với Luật Chống nạn lười biếng năm 1971; người thất nghiệp sẽ bị bỏ tù.:194 Một lựa chọn khác là tiến hành các cuộc chiến do Liên Xô hỗ trợ ở châu Phi.:194
Mỗi năm, có khoảng 20.000 người bất đồng chính kiến bị giam giữ và tra tấn trong các nhà tù vô nhân đạo.:194 Những người đồng tính bị giam trong các trại tập trung vào những năm 1960, nơi họ được "cải tạo" về y tế-chính trị.  Sách đen chủ nghĩa cộng sản  ước tính rằng 15.000–17.000 người đã bị hành quyết. Tổ chức chống Castro là Archivo Cuba ước tính có 4.000 người bị hành quyết.

### Vấn đề di cư
Việc thiết lập hệ thống xã hội chủ nghĩa ở Cuba đã dẫn đến việc hàng trăm nghìn người Cuba thuộc tầng lớp thượng lưu và trung lưu chạy trốn sang Hoa Kỳ và các nước khác từ khi Castro lên nắm quyền. Đến năm 1961, hàng ngàn người Cuba đã rời khỏi Cuba để đến Hoa Kỳ. Vào ngày 22 tháng 3 năm đó, hội đồng lưu vong được thành lập. Hội đồng đã lên kế hoạch lật đổ chế độ Cộng sản và thành lập chính phủ lâm thời với José Miró Cardona, một nhà lãnh đạo nổi tiếng thuộc phe đối lập chống Batista, giữ chức tổng thống lâm thời cho đến khi bầu cử được tổ chức.
Từ năm 1959 đến năm 1993, khoảng 1,2 triệu người Cuba rời hòn đảo này đến Hoa Kỳ, thường đi biển bằng thuyền nhỏ và bè mỏng manh. Khoảng 30.000 đến 80.000 người Cuba được ước tính đã chết khi cố gắng chạy trốn khỏi Cuba trong thời kỳ này. Trong những năm đầu, một số người có hai quốc tịch Tây Ban Nha-Cuba đã rời sang Tây Ban Nha. Trong vài thập kỷ, một số người Do Thái ở Cuba đã được phép di cư đến Israel sau các cuộc đàm phán ngâm; phần lớn trong số khoảng 10.000 người Do Thái ở Cuba năm 1959 cuối cùng đã rời khỏi đất nước. Vào thời điểm Liên Xô sụp đổ, người dân Cuba sống ở nhiều quốc gia khác nhau, một số ở các nước thành viên của Liên minh châu Âu. Tây Ban Nha, Ý, Mexico và Canada có các cộng đồng người Cuba rất lớn.
Vào ngày 6 tháng 11 năm 1965, Cuba và Hoa Kỳ đồng ý không vận cho những người Cuba muốn di cư đến Hoa Kỳ. Chuyến bay đầu tiên được gọi là Chuyến bay Tự do rời Cuba vào ngày 1 tháng 12 năm 1965 và đến năm 1971, hơn 250.000 người Cuba đã bay đến Hoa Kỳ. Năm 1980, 125.000 người khác đến Hoa Kỳ trong thời gian sáu tháng trong sự kiện Di tản bằng thuyền từ cảng Mariel, bao gồm một số tội phạm và những người có chẩn đoán tâm thần. Người ta phát hiện ra rằng chính phủ Cuba đang sử dụng sự kiện này để loại bỏ những thành phần không mong muốn khỏi xã hội. Năm 2012, Cuba đã bãi bỏ yêu cầu giấy phép xuất cảnh, cho phép công dân Cuba đi du lịch các nước khác dễ dàng hơn.

### Tham gia vào các cuộc xung đột của các nước Thế giới thứ ba

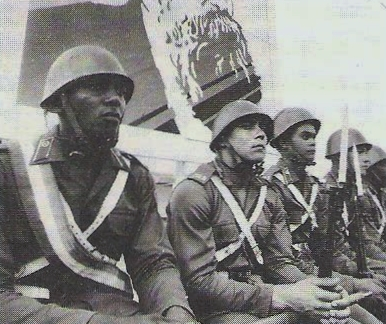
Các binh sĩ của FAR

Ngay từ khi thành lập, Cách mạng Cuba tự định nghĩa là chủ nghĩa quốc tế, tìm cách truyền bá lý tưởng cách mạng của mình ra nước ngoài và thu hút nhiều đồng minh nước ngoài. Mặc dù bản thân vẫn là một quốc gia đang phát triển, Cuba đã hỗ trợ các nước châu Phi, Trung và Nam Mỹ và châu Á trong các lĩnh vực phát triển quân sự, y tế và giáo dục. Những "những cuộc phiêu lưu ở nước ngoài" này không chỉ khiến Hoa Kỳ khó chịu mà còn thường xuyên là nguồn gốc tranh chấp với các đồng minh bề ngoài của Cuba ở Điện Kremli.
Cuộc nổi dậy Sandinista ở Nicaragua dẫn đến sự sụp đổ của chế độ độc tài Somoza vào năm 1979, được Cuba ủng hộ công khai. Tuy nhiên, tại lục địa châu Phi, nơi Cuba hoạt động tích cực nhất, Cuba ủng hộ tổng cộng 17 phong trào giải phóng hoặc các chính phủ cánh tả ở các nước gồm Angola, Guinea Xích Đạo, Ethiopia, Guiné-Bissau và Mozambique. Cuba đề nghị gửi quân đến Việt Nam, nhưng sự chủ động này bị Việt Nam từ chối.
Cuba có khoảng 39.000–40.000 quân nhân ở nước ngoài vào cuối những năm 1970. Phần lớn lực lượng đóng ở Châu Phi Hạ Sahara và khoảng 1.365 đóng quân ở Algeria, Iraq, Libya  và Nam Yemen. Sự can dự ở Angola đặc biệt dữ dội và đáng chú ý với sự hỗ trợ lớn dành cho Phong trào Nhân dân Giải phóng Angola (MPLA) theo chủ nghĩa Marxist-Leninist trong Nội chiến Angola.
Những người lính Cuba là công cụ trong việc đánh bại quân Nam Phi và Zaire. Những người lính Cuba cũng đánh bại quân đội Mặt trận giải phóng quốc gia Angola và UNITA và thiết lập quyền kiểm soát của MPLA đối với phần lớn Angola. Sự hiện diện của Cuba ở Mozambique ít hơn, với sự tham gia của 700 quân nhân Cuba và 70 nhân viên dân sự giữa những năm 1980. Năm 1978, 16.000 chiến binh Cuba ở Ethiopia cùng với quân đội Ethiopia được Liên Xô hỗ trợ, đã đánh bại lực lượng xâm lược của người Somali. Những người lính Nam Phi lại bị lôi kéo vào Nội chiến Angola năm 1987–88 và một số trận chiến bất phân thắng bại đã diễn ra giữa các lực lượng Cuba và Nam Phi. Những chiếc MiG-23 do Cuba lái đã thực hiện các cuộc không kích chống lại các lực lượng Nam Phi ở Tây Nam Phi trong Trận chiến Cuito Cuanavale.
Moskva sử dụng quân đội đại diện của Cuba ở Châu Phi và Trung Đông vì họ có trình độ huấn luyện cao để chiến đấu trong môi trường Thế giới thứ ba, quen thuộc với vũ khí Liên Xô, thể chất dẻo dai và truyền thống chiến tranh du kích thành công từ thời nổi dậy chống lại Tây Ban Nha vào thế kỷ XIX. Lực lượng Cuba ở châu Phi chủ yếu là người da đen và người lai da trắng và da đen.
Cuba không thể tự chi trả cho các chi phí của các hoạt động quân sự ở nước ngoài. Sau khi mất trợ cấp từ Liên Xô, Cuba rút quân khỏi Ethiopia (1989), Nicaragua (1990), Angola (1991) và các nơi khác.

#### Angola

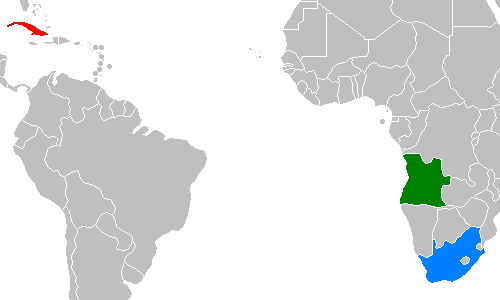
Vị trí của Cuba (đỏ), Angola (xanh lục) và Nam Phi (xanh lam)

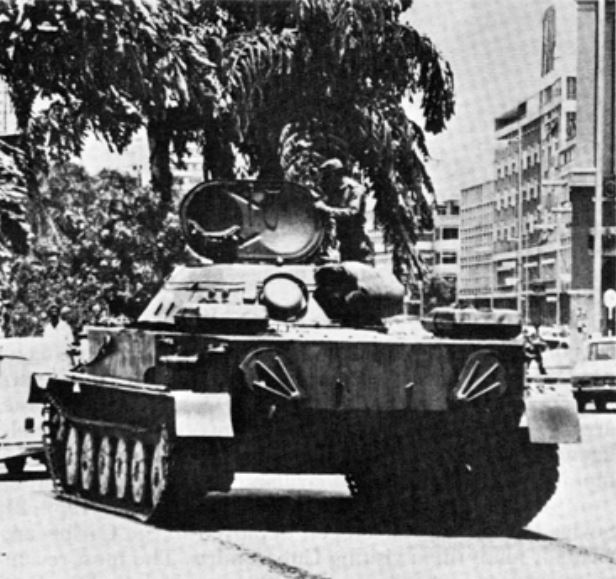
Biên đội xe tăng PT-76 của Cuba làm nhiệm vụ an ninh thường lệ ở Angola

Sự tham gia của Cuba vào Nội chiến Angola bắt đầu từ những năm 1960, khi các mối quan hệ được thiết lập với Phong trào cánh tả đòi Giải phóng Angola (MPLA). MPLA là một trong ba tổ chức đấu tranh để giành độc lập của Angola từ Bồ Đào Nha, hai tổ chức còn lại là UNITA và Mặt trận Giải phóng Quốc gia Angola (FNLA). Vào tháng 8 và tháng 10 năm 1975, Lực lượng Phòng vệ Nam Phi (SADF) đã can thiệp vào Angola để hỗ trợ cho UNITA và FNLA (Chiến dịch Savannah). Quân đội Cuba bắt đầu đến Angola vào đầu tháng 10 năm 1975. Vào ngày 6 tháng 10, người Cuba và MPLA đụng độ với FNLA và quân đội Nam Phi tại Norton de Matos và bị đánh bại nặng nề. Quân Cuba đã chặn một cột cơ giới đang tiến của Nam Phi vào ngày 4 tháng 11 bằng hỏa lực tên lửa 122mm, khiến người Nam Phi yêu cầu pháo hạng nặng có thể bắn xa tên lửa. Castro đã phản ứng trước sự hiện diện của lực lượng thiết giáp Nam Phi bằng cách thông báo Chiến dịch Carlota, một cuộc tiếp tế lớn cho Angola vào ngày 5 tháng 11.
Một lực lượng chống Cộng bao gồm 1.500 chiến binh FNLA, 100 lính đánh thuê người Bồ Đào Nha và hai tiểu đoàn của quân đội Zaire đã tiến đến gần thành phố Quifangondo, chỉ cách Luanda 30 km về phía bắc vào rạng sáng ngày 10 tháng 11. Lực lượng này được hỗ trợ bởi máy bay Nam Phi và ba khẩu pháo 140 & nbsp; mm, đã hành quân theo một tuyến dọc sông Bengo để đối mặt với một lực lượng lớn gồm 800 quân Cuba bên kia sông. Quân đội Cuba và MPLA đã bắn phá FNLA bằng súng cối và rocket 122 mm, phá hủy hầu hết các xe bọc thép của FNLA và 6 xe Jeep mang rocket chống tăng trong giờ giao tranh đầu tiên. Lực lượng do Cuba dẫn đầu đã bắn 2.000 quả rocket vào FNLA. Người Cuba sau đó phóng xe về phía trước, phóng lựu đạn rốc-két RPG-7, bắn bằng súng phòng không, giết chết hàng trăm người. Người Nam Phi, với những khẩu súng có từ thời Thế chiến thứ hai đã bất lực trong việc can thiệp và sau đó rút lui qua Ambrizete về SAS '' President Steyn '', tàu khu trục nhỏ của hải quân Nam Phi. Chiến thắng của Cuba-MPLA trong Trận Quifangondo đã chấm dứt tầm quan trọng của FNLA trong cuộc xung đột. Vào ngày 25 tháng 11, khi xe bọc thép của SADF và bộ binh UNITA cố gắng vượt qua một cây cầu, quân Cuba ẩn nấp dọc theo bờ sông đã tấn công; 90 lính Nam Phi và UNITA thiệt mạng hoặc bị thương, và 7 hoặc 8 xe bọc thép SADF bị phá hủy. Người Cuba không có thương vong. Từ ngày 9 đến ngày 12 tháng 12, quân đội Cuba và Nam Phi đã giao tranh giữa Santa Comba và Quibala, trong trận chiến được gọi là "Trận cầu 14". Người Cuba bị thất bại nặng nề, thiệt mạng 200 người. SADF chỉ bị thương vong 4 người. Cùng lúc đó, quân UNITA và một đơn vị cơ giới khác của Nam Phi đã bắt được Luso. Sau những thất bại này, số lượng quân Cuba được chuyển đến Angola đã tăng hơn gấp đôi từ khoảng 400 người mỗi tuần lên có lẽ là 1.000 người. Các lực lượng Cuba bắt đầu phản công vào tháng 1 năm 1976, khiến Nam Phi phải rút quân vào cuối tháng 3. Nam Phi đã dành một thập kỷ tiếp theo để thực hiện các cuộc tấn công ném bom và đánh phá từ các căn cứ của họ ở Tây Nam Phi vào miền nam Angola.
Vào tháng 2 năm 1976, các lực lượng Cuba tiến hành Chiến dịch Pañuelo Blanco (Khăn tay trắng) chống lại 700 kẻ bất thường FLEC hoạt động trong khu vực Necuto. Những kẻ bất thường đã đặt những bãi mìn gây ra một số thương vong cho người Cuba khi truy đuổi họ vào rừng rậm. Các cuộc giao tranh tiếp tục diễn ra trong suốt tháng. Vào đầu tháng 4, những người bất thường đã bị bao vây và cắt nguồn cung cấp. Gần 100 lính phi thường của FLEC đã bị giết trong hai đêm khi họ cố gắng phá vòng vây của mình; Thêm 100 người bất thường chết và 300 người bị bắt làm tù binh khi người Cuba chuyển đến để giết người vào ngày hôm sau.
Năm 1987–88, Nam Phi một lần nữa cử lực lượng quân sự đến Angola để ngăn chặn bước tiến của lực lượng FAPLA (MPLA) chống lại UNITA, dẫn đến Trận Cuito Cuanavale, nơi SADF không thể đánh bại FAPLA và lực lượng Cuba.. Báo chí Cuba mô tả chiến dịch như sau:
Người Cuba buộc phải chấp nhận thử thách và chiến đấu trên địa hình do người Nam Phi lựa chọn trong khi thực hiện các biện pháp tấn công kẻ thù theo hướng khác. Vào ngày 13 tháng 1 năm nay, Nam Phi đã diễn ra một cuộc tấn công vào Cuito Cuanavale và một cuộc tấn công lớn khác vào ngày 14 tháng 2, nơi 150 xe bọc thép được sử dụng. Cuộc tấn công thứ hai đã bị cản trở bởi một nhóm xe tăng nhỏ. Vào ngày 25 tháng 2, ngày 1 tháng 3 và ngày 23 tháng 3, ba đợt tấn công cuối cùng bị đẩy lui với tổn thất nặng nề cho địch. Hàng nghìn quả mìn đã được đặt để phá hủy nhiều xe tăng Nam Phi. Cuộc tấn công của địch bị quân Angola và Cu Ba đánh tan.

Vào thời kỳ đỉnh cao của hoạt động, Cuba có tới 50.000 binh sĩ đóng quân tại Angola. Vào ngày 22 tháng 12 năm 1988, Angola, Cuba và Nam Phi đã ký Hiệp định ba bên tại New York, thu xếp cho việc rút lui của quân đội Nam Phi và Cuba trong vòng 30 & nbsp; tháng và việc thực hiện 10 tuổi Nghị quyết 435 của Hội đồng Bảo an Liên hợp quốc vì sự độc lập của Namibia. Sự can thiệp của Cuba, trong một thời gian ngắn, đã biến Cuba trở thành "người chơi toàn cầu" giữa Chiến tranh Lạnh. Sự hiện diện của họ đã giúp MPLA giữ quyền kiểm soát các phần lớn của Angola, và các hành động quân sự của họ cũng được cho là đã giúp bảo đảm nền độc lập của Namibia. Việc quân đội Cuba rút quân đã chấm dứt & nbsp; 13 năm quân sự nước ngoài hiện diện ở Angola. Đồng thời, Cuba đã rút quân khỏi Cộng hòa Congo và Ethiopia.

#### Guinea-Bissau
Khoảng 40–50 người Cuba đã chiến đấu chống lại Bồ Đào Nha ở Guinea-Bissau mỗi năm từ năm 1966 cho đến khi giành độc lập vào năm 1974 (xem Chiến tranh giành độc lập Guinea-Bissau). Họ giúp lập kế hoạch quân sự và phụ trách pháo binh.

#### Algeria
Ngay từ năm 1961, Cuba đã ủng hộ Mặt trận Giải phóng Quốc gia tại Algeria chống lại Pháp. Vào tháng 10 năm 1963, ngay sau khi Algeria giành được độc lập, Maroc bắt đầu tranh chấp biên giới, trong đó Cuba cử một tiểu đoàn gồm 40 xe tăng và vài trăm quân đến giúp Algeria. Tuy nhiên, một hiệp định đình chiến giữa hai nước Bắc Phi đã được ký kết trong tuần.
Một bản ghi nhớ được ban hành vào ngày 20 tháng 10 năm 1963 bởi Raúl Castro yêu cầu một tiêu chuẩn hành vi cao cho quân đội, với các hướng dẫn nghiêm ngặt được đưa ra về cách ứng xử đúng mực của họ trong các cuộc can thiệp của nước ngoài.

#### Congo
Năm 1964, Cuba ủng hộ Cuộc nổi dậy Simba của các tín đồ của Patrice Lumumba ở Congo-Leopoldville (Cộng hòa Dân chủ Congo ngày nay). Among the insurgents was Laurent-Désiré Kabila, who would overthrow long-time dictator Mobutu 30 years later. However, the 1964 rebellion ended in failure. Trong Nội chiến Mozambican và ở Congo-Brazzaville (ngày nay là Cộng hòa Congo), người Cuba đóng vai trò là cố vấn quân sự. Congo-Brazzaville cũng đóng vai trò như một căn cứ tiếp liệu cho phái bộ Angola.

#### Syria
Vào cuối năm 1973, có 4.000 lính xe tăng Cuba ở Syria như một phần của lữ đoàn thiết giáp tham gia Chiến tranh Yom Kippur cho đến tháng 5 năm 1974. Cuba không xác nhận bất kỳ thương vong nào.

#### Ethiopia

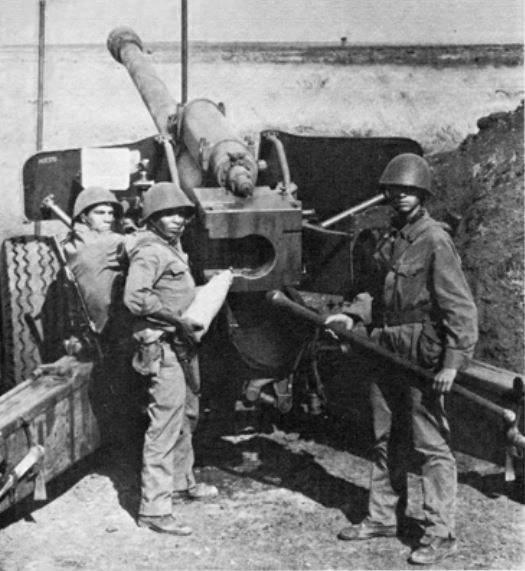
Đội pháo binh Cuba trong Chiến tranh Ogaden

Fidel Castro là người ủng hộ nhà độc tài Marxist – Leninist Mengistu Haile Mariam, người mà chế độ này đã giết hàng trăm nghìn người trong Khủng bố đỏ Ethiopia vào cuối những năm 1970, và người sau đó bị kết tội diệt chủng và tội ác chống lại loài người. Cuba đã hỗ trợ quân sự đáng kể cho Mariam trong cuộc xung đột sau này với nhà độc tài Somali Siad Barre trong Chiến tranh Ogaden (tháng 7 năm 1977 đến tháng 3 năm 1978), đồn trú khoảng 24.000 quân tại Ethiopia. Castro giải thích điều này với Erich Honecker, nhà độc tài cộng sản của Đông Đức, bằng cách nói rằng Siad Barre "trên hết là một người theo chủ nghĩa sô vanh".
Từ tháng 10 năm 1977 cho đến tháng 1 năm 1978, các lực lượng Somali cố gắng chiếm Harar trong Trận Harar, nơi 40.000 người Ethiopia đã tập hợp lại và tái trang bị bằng pháo và áo giáp do Liên Xô cung cấp; được hỗ trợ bởi 1.500 cố vấn Liên Xô (34 trong số đó đã chết ở Ethiopia, 1977–90)
và 16.000 quân Cuba, họ giao tranh với những kẻ tấn công trong cuộc giao tranh ác liệt. Mặc dù các lực lượng Somali đã đến vùng ngoại ô thành phố vào tháng 11, nhưng họ đã quá kiệt sức để chiếm thành phố và cuối cùng phải rút lui để chờ đợi cuộc phản công của Ethiopia. Thương vong của người Somalia có thể lên tới 40.000 kể từ khi bắt đầu chiến tranh.
Cuộc tấn công Ethiopia-Cuba dự kiến xảy ra vào đầu tháng Hai; tuy nhiên, kèm theo đó là một cuộc tấn công thứ hai mà người Somalia không ngờ tới. Một nhóm quân của Ethiopia và Cuba đã vượt qua phía đông bắc vào vùng cao nguyên giữa Jijiga và biên giới với Somalia, vượt qua lực lượng Somali đang bảo vệ đèo Marda. Mil Mi-6 trực thăng nâng các xe bọc thép BMD-1 và ASU-57 của Cuba phía sau chiến tuyến của đối phương. Do đó, những kẻ tấn công đã có thể tấn công từ hai hướng trong một hành động "gọng kìm", cho phép tái chiếm Jijiga chỉ trong hai ngày trong khi giết chết 3.000 quân trú phòng. Phòng thủ Somali sụp đổ và mọi thị trấn lớn của Ethiopia bị tái chiếm trong những tuần tiếp theo. Nhận thức được rằng vị trí của mình là không thể tránh khỏi, Siad Barre ra lệnh cho các lực lượng vũ trang Somalia rút lui về Somalia vào ngày 9 tháng 3 năm 1978.
Cuba mất 400 người chết trong chiến tranh thông thường, nhưng thương vong nặng nề nhất của nó đến trong cuộc chiến tranh không thường xuyên sau đó. Từ tháng 3 năm 1978 đến tháng 11 năm 1979, các hành động thù địch bất thường đã tuyên bố, theo WSLF, 60.000 sinh mạng, bao gồm 25.000 dân thường và 6.000 binh sĩ Cuba ủng hộ người Ethiopia.

### Hợp tác tình báo giữa Cuba và Liên Xô
Ngay từ tháng 9 năm 1959, Valdim Kotchergin, một đặc vụ KGB, đã được nhìn thấy ở Cuba. Jorge Luis Vasquez, một người Cuba bị giam giữ ở Đông Đức, nói rằng Stasi Đông Đức đã đào tạo nhân viên của Bộ Nội vụ Cuba (MINIT). Mối quan hệ giữa KGB và Cục tình báo (DI) của Cuba rất phức tạp và được đánh dấu bởi cả hai thời điểm hợp tác chặt chẽ và thời điểm cạnh tranh gay gắt. Liên Xô coi chính phủ cách mạng mới ở Cuba như một cơ quan ủy quyền xuất sắc ở các khu vực trên thế giới mà sự tham gia của Liên Xô không phổ biến ở cấp địa phương. Nikolai Leonov, Giám đốc KGB ở Mexico City, là một trong những quan chức Liên Xô đầu tiên nhận ra tiềm năng của Fidel Castro như một nhà cách mạng, và kêu gọi Liên Xô tăng cường quan hệ với nhà lãnh đạo mới của Cuba. Liên Xô coi Cuba có sức hấp dẫn hơn nhiều với các phong trào cách mạng mới, trí thức phương Tây và các thành viên của Cánh tả mới, do cuộc đấu tranh David và Goliath của Cuba chống lại "chủ nghĩa đế quốc" của Hoa Kỳ. Năm 1963, ngay sau Cuộc khủng hoảng tên lửa Cuba, 1.500 đặc vụ DI, bao gồm Che Guevara, được mời đến Liên Xô để đào tạo chuyên sâu về hoạt động tình báo.

## Kỷ nguyên hiện đại

### Khoảng thời gian đặc biệt

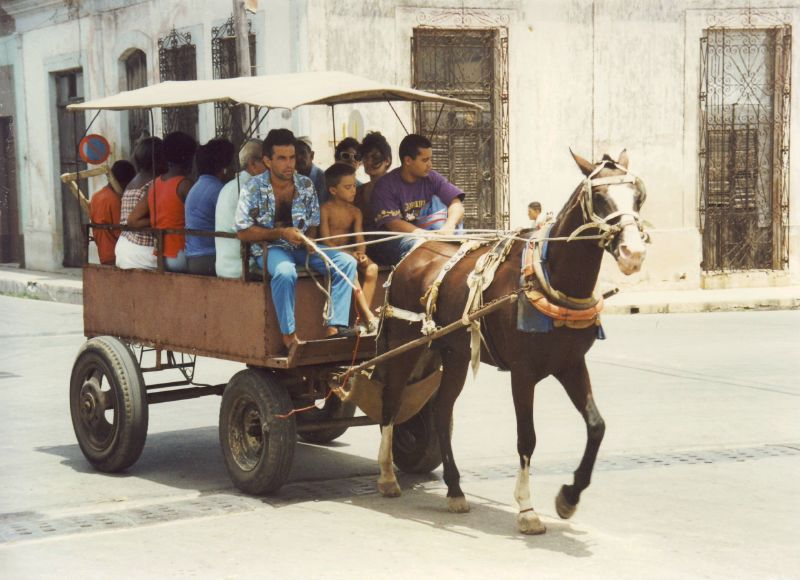
Giao thông công cộng ở Cuba trong "Thời kỳ đặc biệt"

Bắt đầu từ giữa những năm 1980, Cuba đã trải qua một cuộc khủng hoảng được gọi là "Giai đoạn đặc biệt". Khi Liên Xô, nguồn thương mại chính của đất nước, giải thể vào cuối năm 1991, một nước hỗ trợ chính cho nền kinh tế Cuba bị mất, khiến nó về cơ bản bị tê liệt vì nền kinh tế hạn hẹp, tập trung vào chỉ một vài sản phẩm với một vài người mua. Nguồn cung dầu quốc gia, chủ yếu phải nhập khẩu, đã giảm nghiêm trọng. Hơn 80% thương mại của Cuba bị mất và điều kiện sống giảm sút. "Thời kỳ đặc biệt trong thời bình" đã được tuyên bố, bao gồm cắt giảm phương tiện giao thông, điện và thậm chí cả khẩu phần lương thực. Đáp lại, Hoa Kỳ thắt chặt lệnh cấm vận thương mại, hy vọng nó sẽ dẫn đến sự sụp đổ của Castro. Nhưng chính phủ đã khai thác một nguồn thu nhập từ trước cách mạng và mở cửa đất nước cho du lịch, liên doanh với các công ty nước ngoài cho các dự án khách sạn, nông nghiệp và công nghiệp. Kết quả là, việc sử dụng đô la Mỹ đã được hợp pháp hóa vào năm 1994, với các cửa hàng đặc biệt được mở chỉ bán bằng đô la. Có hai nền kinh tế riêng biệt, nền kinh tế đô la và nền kinh tế đồng peso, tạo ra sự chia rẽ xã hội ở hòn đảo bởi vì những người trong nền kinh tế đô la kiếm được nhiều tiền hơn (như trong ngành du lịch). Tuy nhiên, vào tháng 10 năm 2004, chính phủ Cuba tuyên bố chấm dứt chính sách này: kể từ tháng 11, đô la Mỹ sẽ không còn được đấu thầu hợp pháp tại Cuba nữa mà sẽ được đổi thành peso chuyển đổi (kể từ tháng 4 năm 2005 lúc tỷ giá hối đoái 1,08 đô la) với khoản thuế 10% phải nộp cho tiểu bang đối với việc trao đổi đô la Mỹ tiền mặt  –  mặc dù không áp dụng cho các hình thức trao đổi khác.
Một tờ  Tạp chí Hiệp hội Y khoa Canada  viết rằng "Nạn đói ở Cuba trong Thời kỳ Đặc biệt là do các yếu tố chính trị và kinh tế tương tự như những yếu tố đã gây ra nạn đói ở Bắc Triều Tiên vào giữa Những năm -1990. Cả hai quốc gia đều được điều hành bởi các chế độ độc tài đã từ chối người dân thường lương thực mà họ được hưởng khi phân phối lương thực công cộng sụp đổ; ưu tiên được dành cho các tầng lớp tinh hoa và quân đội." Chính phủ đã không chấp nhận sự tài trợ của người Mỹ về thực phẩm, thuốc men và tiền bạc cho đến năm 1993, buộc nhiều người Cuba phải ăn bất cứ thứ gì họ có thể tìm thấy. Trong vườn thú La Habana, con công, trâu và thậm chí là rhea đã biến mất trong khoảng thời gian này. Ngay cả mèo nhà cũng bị ăn thịt.
Tình trạng thiếu lương thực và mất điện nghiêm trọng đã dẫn đến một thời gian ngắn bất ổn, bao gồm nhiều cuộc biểu tình chống chính phủ và sự gia tăng rộng rãi tội phạm ở thành thị. Đáp lại, Đảng Cộng sản Cuba đã thành lập hàng trăm "lữ đoàn hành động nhanh" để đối đầu với những người biểu tình. Ấn phẩm hàng ngày của Đảng Cộng sản,  Granma , tuyên bố rằng "những kẻ phạm pháp và các phần tử chống đối xã hội cố gắng tạo ra tình trạng hỗn loạn và bầu không khí không đáng tin cậy và không trừng phạt trong xã hội của chúng ta sẽ nhận được câu trả lời đau lòng từ nhân dân ". Vào tháng 7 năm 1994, 41 người Cuba chết đuối khi cố gắng chạy trốn khỏi đất nước trên một chiếc tàu kéo; Chính phủ Cuba sau đó đã bị bị buộc tội cố ý đánh chìm tàu.
Hàng nghìn người Cuba đã biểu tình ở La Habana trong cuộc nổi dậy Maleconazo vào ngày 5 tháng 8 năm 1994. Tuy nhiên, lực lượng an ninh của chế độ đã nhanh chóng giải tán họ. Một bài báo được xuất bản trên  Tạp chí Dân chủ  cho biết đây là lần gần nhất mà phe đối lập Cuba có thể tự khẳng định mình một cách dứt khoát.

### Tiếp tục cô lập và tham gia khu vực
Mặc dù các cuộc tiếp xúc giữa người Cuba và du khách nước ngoài đã được hợp pháp hóa vào năm 1997, kiểm duyệt rộng rãi đã cô lập nó với phần còn lại của thế giới. Năm 1997, một nhóm dẫn đầu bởi Vladimiro Roca, một cựu chiến binh được trang trí trong cuộc chiến tranh Angola và là con trai của người sáng lập Đảng Cộng sản Cuba, đã gửi một bản kiến nghị, mang tên  La Patria es de Todos  ("quê hương thuộc về tất cả") trước đại hội đồng Cuba, yêu cầu cải cách dân chủ và nhân quyền. Kết quả là Roca và ba cộng sự của mình bị kết án tù, sau đó họ cuối cùng được trả tự do. Năm 2001, một nhóm các nhà hoạt động Cuba đã thu thập hàng nghìn chữ ký cho Dự án Varela, một bản kiến nghị yêu cầu một cuộc trưng cầu dân ý về tiến trình chính trị của hòn đảo, được cựu Tổng thống Hoa Kỳ Jimmy Carter ủng hộ công khai trong chuyến thăm năm 2002 của ông. đến Cuba. Bản kiến nghị đã thu thập đủ chữ ký để được chính phủ Cuba xem xét, nhưng đã bị từ chối với lý do được cho là có tính kỹ thuật. Thay vào đó, một plebiscite được tổ chức trong đó chính thức tuyên bố rằng thương hiệu chủ nghĩa xã hội của Castro sẽ tồn tại vĩnh viễn.
Năm 2003, Castro thẳng tay đàn áp các nhà báo độc lập và những người bất đồng chính kiến khác trong một tập phim được gọi là "Mùa xuân đen". Chính phủ đã bỏ tù 75 nhà tư tưởng bất đồng chính kiến, trong đó có 29 nhà báo, thủ thư, nhà hoạt động nhân quyền và nhà hoạt động dân chủ, trên cơ sở họ đang hoạt động với tư cách là đặc vụ của Hoa Kỳ bằng cách chấp nhận viện trợ từ chính phủ Hoa Kỳ.
Mặc dù phần lớn bị cô lập về mặt ngoại giao với phương Tây vào thời điểm này, Cuba vẫn nuôi dưỡng các đồng minh trong khu vực. Sau lên nắm quyền của Hugo Chávez ở Venezuela vào năm 1999, Cuba và Venezuela hình thành một mối quan hệ ngày càng chặt chẽ dựa trên chia sẻ các hệ tư tưởng cánh tả, liên kết thương mại và phản đối lẫn nhau về ảnh hưởng của Mỹ ở Mỹ Latinh. Ngoài ra, Cuba tiếp tục thực hành sau cách mạng cử bác sĩ đến hỗ trợ các nước nghèo hơn ở châu Phi và châu Mỹ Latinh, với hơn 30.000 nhân viên y tế được triển khai ở nước ngoài vào năm 2007.

### Kết thúc nhiệm kỳ tổng thống của Fidel Castro
Năm 2006, Fidel Castro lâm bệnh và rút lui khỏi cuộc sống chung. Năm sau, Raúl Castro trở thành Quyền Chủ tịch, thay thế anh trai mình trở thành nhà lãnh đạo  trên thực tế  của đất nước. Trong một bức thư ngày 18 tháng 2 năm 2008, Fidel Castro tuyên bố chính thức từ chức tại kỳ họp Quốc hội năm 2008, nói rằng "Tôi sẽ không khao khát cũng không chấp nhận — tôi nhắc lại là tôi sẽ không khao khát hay chấp nhận — chức vụ Chủ tịch Hội đồng Nhà nước và Tư lệnh trong trưởng." Vào mùa thu năm 2008, Cuba bị tấn công bởi ba bão riêng biệt, trong mùa bão có sức tàn phá khủng khiếp nhất trong lịch sử đất nước; hơn 200.000 người mất nhà cửa và thiệt hại tài sản trên 5 tỷ USD. Vào tháng 3 năm 2012, Fidel Castro đã nghỉ hưu đã gặp Giáo hoàng Benedict XVI trong chuyến thăm của ông tới Cuba; hai người đã thảo luận về vai trò của Giáo hội Công giáo ở Cuba, nơi có một cộng đồng Công giáo lớn.

### Cải cách kinh tế
Tính đến năm 2015, Cuba vẫn là một trong số ít nhà nước xã hội chủ nghĩa chính thức trên thế giới. Mặc dù nó vẫn bị cô lập về mặt ngoại giao và bị ảnh hưởng bởi sự kém hiệu quả về kinh tế, các cuộc cải cách tiền tệ lớn đã được bắt đầu vào những năm 2010 và các nỗ lực giải phóng doanh nghiệp tư nhân trong nước hiện đang được tiến hành. Mức sống ở quốc gia này đã được cải thiện đáng kể kể từ cuộc hỗn loạn của Thời kỳ Đặc biệt, với GDP bình quân đầu người về sức mua tương đương tăng từ dưới 2.000 USD năm 1999 lên gần 10.000 USD vào năm 2010. Du lịch hơn nữa đã trở thành một nguồn thịnh vượng đáng kể cho Cuba.

### Cải thiện quan hệ đối ngoại
Vào tháng 7 năm 2012, Cuba đã nhận được chuyến hàng Mỹ đầu tiên sau hơn 50 năm, sau khi Hoa Kỳ nới lỏng một phần lệnh cấm vận để cho phép các chuyến hàng nhân đạo. Vào tháng 10 năm 2012, Cuba tuyên bố bãi bỏ hệ thống cấp phép xuất cảnh vốn không được ưa chuộng của mình, cho phép công dân của mình tự do đi du lịch nước ngoài nhiều hơn. Vào tháng 2 năm 2013, sau khi tái đắc cử tổng thống, Raúl Castro tuyên bố rằng ông sẽ nghỉ hưu từ chính phủ vào năm 2018 như một phần của quá trình chuyển đổi lãnh đạo rộng rãi hơn. Vào tháng 7 năm 2013, Cuba vướng vào một vụ bê bối ngoại giao sau khi  Chong Chon Gang , một con tàu của Triều Tiên chở vũ khí Cuba trái phép, bị Panama bắt giữ.
Cuba và Venezuela duy trì quan hệ đồng minh sau cái chết của Hugo Chávez vào tháng 3 năm 2013, nhưng cuộc xung đột kinh tế nghiêm trọng mà Venezuela phải gánh chịu vào giữa những năm 2010 đã làm giảm khả năng hỗ trợ Cuba, và cuối cùng có thể đã góp phần làm tan băng quan hệ Cuba-Mỹ. Vào tháng 12 năm 2014, sau trao đổi tù nhân chính trị được công bố rộng rãi giữa Hoa Kỳ và Cuba, Tổng thống Hoa Kỳ Barack Obama đã công bố kế hoạch thiết lập lại quan hệ ngoại giao với Cuba sau hơn 5 thập kỷ cắt đứt. Ông tuyên bố rằng chính phủ Hoa Kỳ dự định thành lập một đại sứ quán ở La Habana và cải thiện quan hệ kinh tế với đất nước. Đề xuất của Obama đã nhận được cả sự chỉ trích và khen ngợi mạnh mẽ từ các thành phần khác nhau của cộng đồng người Mỹ gốc Cuba. Vào tháng 4 năm 2015, chính phủ Hoa Kỳ thông báo rằng Cuba sẽ bị loại khỏi danh sách nhà nước tài trợ cho chủ nghĩa khủng bố, mà nó đã được đưa vào từ năm 1982. U.S. đại sứ quán tại La Habana đã chính thức mở cửa trở lại vào tháng 8 năm 2015. Chính quyền Trump gần đây đã đóng cửa lại Đại sứ quán Hoa Kỳ tại La Habana.